# 日本の鉱山の一覧
日本の鉱山の一覧（にほんのこうざんのいちらん）は、日本の鉱山の一覧。炭田や炭鉱やすでに閉山したもの、鉱山遺跡も含む。主な採掘物も掲載する。主要産出鉱物名表記は鉱石名（金・銀・銅・鉄鉱など）であるが、一部鉱山については、産出された鉱物名で表記されている。鉱山の所在地は、市町村合併以前の地名、郡名、字地名を含む。
表記順は、鉱山名（よみがな）【鉱山別名・坑口名】…主要産出鉱種（稼動状況・採掘開始時期～閉山年・休山年・廃山年・放棄年）鉱山運営会社（個人所有）－鉱山の所在地
目次

北海道地方|北海道

東北地方|青森 岩手 宮城 秋田 山形 福島

関東地方|茨城 栃木 群馬 埼玉 千葉 東京 神奈川

中部地方|新潟 富山 石川 福井 山梨 長野 岐阜 静岡 愛知

近畿地方|三重 滋賀 京都 大阪 兵庫 奈良 和歌山

中国地方|鳥取 島根 岡山 広島 山口

四国地方|徳島 香川 愛媛 高知

九州地方|福岡 佐賀 長崎 熊本 大分 宮崎 鹿児島 沖縄

脚注 参考文献 関連項目 外部リンク

## 北海道
- 鴻之舞鉱山（こうのまい）…金・銀（1915年頃～1973年閉山）住友金属鉱山 （株）-網走支庁紋別市鴻之舞
- 手稲鉱山（ていね）【万能沢鉱山】…金・銀・銅・テルル（1910年代～1971年閉山）三菱鉱業（株）-石狩支庁札幌郡手稲町手稲鉱山
- 枝幸鉱山（えさし）…金・銀（閉山）-枝幸郡枝幸町
- 知内鉱山（しりうち）…金・銀（閉山）-上磯郡知内町
- 蔭ノ沢鉱山（かげのさわ）…金・銀・紫水晶（閉山）-登別市
- 勝山鉱山（かつやま）…金・銀・重晶石（1916年鉱区設定～閉山）-檜山郡上ノ国町字勝山
- 茂賀利鉱山（もがり）…金・銀・銅・鉛・亜鉛・重晶石（1939年～閉山）-檜山郡上ノ国町
- 轟鉱山（とどろき）【旭鉱山】…金・銀（1897年頃～1987年閉山）北海道鉱山→田中鉱業-余市郡赤井川村字轟
- 武華鉱山（むか）…金・銀（1943年閉山）住友金属鉱山（株）-網走支庁常呂郡留辺蘂町
- 徳星鉱山（とくせい）…金・銀（1943年閉山）日本鉱業-上川支庁上川郡愛別町字徳星
- 沼の上鉱山（ぬまのうえ）…金・銀（閉山）三菱金属鉱業（株）-紋別市上渚滑
- 札幌鉱山（さっぽろ）【宮城沢鉱山】…金・銀・銅（閉山）-札幌市西区
- 光竜鉱山(こうりゅう) 【豊国鉱山→千歳鉱山】…金・銀（1935～2006年3月閉山）野田玉川鉱開発（株）-石狩振興局恵庭市盤尻
- 恵庭鉱山（えにわ）…金・銀（1939～1943年閉山）日本鉱業（株）-石狩支庁恵庭市盤尻
- 八十士鉱山（やそし）…金（1905年～閉山）住友金属鉱山（株）-網走支庁紋別市八十士
- 宇曽丹鉱山（うそたん）…金・白金（1952年閉山）藤田鉱業-宗谷総合振興局枝幸郡浜頓別町
- 豊羽鉱山（とよは）…銀・鉛・亜鉛・インジウム（1800年代後半～2006年3月閉山）豊羽鉱山（株）-石狩支庁札幌市南区定山渓元山
- 国富鉱山（くにとみ）…金・銀・銅・鉛・亜鉛・石膏 （1908年～1945年閉山）住友金属鉱山（株）-後志支庁岩内郡共和町国富
- 上国富鉱山（かみくにとみ）…金・銀・銅・鉛・亜鉛（1908年～1948年閉山）（株）-岩内郡共和町
- 北ノ王鉱山（きたのおう）…金・銀・水銀（閉山）帝国産金興業（株）-紋別郡生田原町
- 幌別鉱山をほろべつ）【幌別硫黄・幌別銅鉱山】（ほろべつ）…金・銀・銅・鉄鉱・クロム・硫化鉄・硫黄（1906年頃～1973年閉山）北海道硫黄（株）-登別市幌別町
- 伊奈牛鉱山（いなうし）…金・銀・銅・鉛・亜鉛（閉山）住友金属鉱山（株）-紋別郡丸瀬布町
- 茅部鉱山（かやべ）…銀・アンチモン（閉山）-山越郡八雲町わらび野
- 伊達鉱山（だて）…銅・鉛・亜鉛・ニッケル（閉山）-伊達市
- 大玖鉱山（たいきゅう）【大琇鉱山（たいしゅう）・大銹鉱山】…金・銀・銅・鉛・亜鉛（1935年頃操業開始～1946年閉山）-磯谷郡蘭越町
- 幌内鉱山（ほろない）…硫黄（閉山）-奥尻郡奥尻町幌内
- 歌登鉱山（うたのぼり）…金・銀（閉山）-枝幸郡歌登町
- 国満鉱山（くにみつ）…亜鉛（閉山）-岩内郡共和町
- 平川鉱山（ひらかわ）…イリドスミン（閉山）-留萌郡小平町
- 白老鉱山（しらおい）…銅・鉛・亜鉛（閉山）-白老郡白老町
- 富内鉱山（とみうち）…クロム（閉山）-勇払郡穂別町
- 辰沢鉱山…黄鉄鉱（閉山）-岩内郡共和町
- 小別沢鉱山（こべつざわ）【円山鉱山】（まるやま）…金・銀・銅・鉛・亜鉛（1963年頃閉山）-札幌市西区小別沢
- 国蔵鉱山…鉄・銅・鉛・亜鉛（1945年頃休山・1952年再開～1954年4月閉山）-札幌市
- 女那川鉱山（めながわ）…金・銀・銅（1921年頃～1950年代閉山）-亀田郡恵山町
- 沼ノ上鉱山（ぬまのうえ）…金・銀・銅（閉山）-紋別市沼ノ上
- 和寒鉱山（わっさむ）…クロム・白金・イリジウム・イリドスミン（閉山）-上川支庁上川郡和寒村十津川団体
- 玉川鉱山をたまがわ）…金・銀・銅・鉛・亜鉛（1941年～閉山）-後志支庁古宇郡泊村大字茅沼村字古舗
- 小鉾岸鉱山（おぶけし）【大岸鉱山】（おおきし）…金（1921年～1943年・戦後再開～閉山）-虻田郡豊浦町字大岸
- 茶津鉱山（ちゃつ）…ベントナイト（閉山）-後志支庁古宇郡泊村大字堀株村字茶津ノ沢
- 福岡鉱山（ふくおか）…銅・鉛・亜鉛（閉山）-後志支庁古平郡古平町
- 明治鉱山（みんじ）…銅・水銀（1890年～1927年休山・1938年～1954年閉山）-後志支庁余市郡赤井川村字明治
- 平成武宝…金・銀（閉山）-後志支庁余市市仁木町字然別
- 瀬石鉱山（せせき）…硫黄・硫化鉄鉱（閉山）-国後郡泊村瀬石
- 千島鉱山（ちしま）…金・銀・銅（閉山）- 国後郡留夜別村
- 標津鉱山（しべつ）…黒鉱（閉山）-根室支庁標津郡標津村瑠辺斯
- 稲福鉱山（いなふく）…金・銀・鉛・亜鉛 （閉山）-石狩支庁札幌市南区稲福
- 上ノ国鉱山（かみのくに）【上国鉱山（じょうこく）】…金・銀・鉛・亜鉛・マンガン（1986年5月閉山）中外鉱業（株）-檜山郡上ノ国町字早川
- 早川鉱山（はやかわ）…金・銀・鉛・亜鉛（閉山）-檜山郡上ノ国町字早川
- 圓山鉱山（まるやま）…（閉山）-檜山郡上ノ国町
- 八雲鉱山（やくも）【遊楽部】（ゆうらっぷ）…金・鉛・亜鉛・鉄鉱石・マンガン・ニッケル（1674年～1969年5月閉山）大場鉱業所→中外鉱業と合併し中外鉱業八雲鉱業所→八雲鉱業（株）→ -渡島支庁二海郡八雲町字上鉛川 遊楽部岳
- 下川鉱山（しもかわ）【新下川鉱山】…銅・亜鉛・鉛・硫化鉄（1941年～1983年2月休山）下川鉱業 -上川総合振興局上川郡下川町新下川
- 千歳鉱山（ちとせ）【美笛鉱山・千徳鉱山】…金・銀・銅・アンチモン（1936年～1986年2月閉山）三菱金属鉱業（株）-石狩支庁千歳市壮渓珠
- 珊瑠鉱山（さんる）…金・銀・珪酸鉱（1919年頃～1986年休山）三井金属鉱業→合同資源産業 -上川総合振興局上川郡下川町珊瑠
- 発咸鉱山…金・銀・銅・鉛・亜鉛（閉山）
- 大金鉱山（おおかね）…金・銀・鉛・亜鉛（閉山）日本精鉱（株）-後志総合振興局寿都郡黒松内町
- 日高鉱山（ひだか）…金・銀・銅（閉山）-日高郡新ひだか町
- 東金山金鉱山（ひがしかなやま）…金（1635年発見～1665年・1932年～1935年頃閉山）-日高振興局様似郡様似町
- 鷹泊鉱山（たかどまり）…金・銀・白金（閉山）-深川市鷹泊ペンケ
- 常呂鉱山（ところ）【留辺蕊鉱山】…金・銀・鉄鉱・水銀・マンガン（1969年閉山）藤田興業 -網走支庁常呂郡留辺蘂町
- 洞爺鉱山（とうや）…金・銀・重晶石・蝋石・硫黄（1943年閉山）日本鉱業（株）-胆振支庁虻田郡洞爺村
- 稲倉石鉱山（いなくらいし）…金・銀・鉛・亜鉛・マンガン・重晶石（1983年閉山）北進鉱業 -古平郡古平町沢江町稲倉石
- 富士見鉱山（ふじみ）…金（閉山）-オホーツク総合振興局常呂郡留辺蘂町字富士見
- 神代鉱山（こうじろ）…金・銀（閉山） -オホーツク総合振興局常呂郡留辺蘂町
- 北隆鉱山（ほくりゅう）…金・銀・銅（1969年閉山）-網走支庁紋別郡雄武町
- 根室鉱山（ねむろ）…金・銀・銅（閉山）-根室支庁標津郡標津村川北
- 昭和鉱山（しょうわ）…金・銀・水銀（閉山）-紋別郡生田原町
- 矢矧鉱山（やはぎ）…金・銀・鉛・亜鉛（閉山）-紋別郡生田原町矢矧
- 大成鉱山…金（1929年～1935年頃閉山）-網走支庁常呂郡留辺蘂町泉
- 倶登山鉱山（くどさん）…金・銅・錫（閉山）-虻田郡倶知安町
- 陰ノ沢鉱山（かげのさわ）…銅・鉛・亜鉛（閉山）-登別市
- 中山鉱山（なかやま）…硫黄（1935年頃～1960年代閉山）-喜茂別町中山鉱山
- 白老鉱山（しらおい）…銅・鉛・亜鉛・鉄鉱・硫黄（閉山）北海道白老硫黄鉱業（株）-胆振総合振興局白老郡白老町
- 長万部鉱山（おしゃまんべ）…金・銀・鉛・亜鉛・マンガン（1943年閉山）日本鉱業（株）-胆振総合振興局山越郡長万部町
- 尾富鉱山…銅（閉山）
- 日産戸井鉱山（にっさんとい）…硫化鉄（1913年～閉山）-亀田郡戸井町
- 釜栄鉱山…銅（1936年～1962年閉山）-亀田郡戸井町
- 神恵内鉱山（かもえない）…銅（1956年休山）-古宇郡神恵内村
- 熊別鉱山…銅（閉山）-亀田郡戸井町
- 銭亀沢鉱山（ぜにがめざわ）…銅・グラファイト（閉山）-函館市古川町
- ペーペナイ鉱山…鉄鉱（閉山）-虻田郡京極町
- 赤沢鉱山…鉄鉱（閉山）
- 大滝鉱山（おおたき）…鉄鉱・硫黄（閉山）-胆振支庁有珠郡大滝村
- 仁倉鉱山（にくら）…鉄鉱（閉山）-常呂郡佐呂間町字仁倉
- 日鉄占部鉱山…鉄鉱（閉山）
- カルルス鉱山…鉄鉱（閉山）-登別市カルルス町
- 幸内鉱山（こうない）…鉄鉱（閉山）有珠郡壮瞥町字幸内
- 誉鉱山（ほまれ）…鉄鉱（閉山）
- 真駒内鉱山（まこまない）…鉄鉱（閉山）
- 軽川鉱山…鉄鉱（閉山）
- 関内鉱山（せきない）…鉄鉱（閉山）
- 岩雄鉱山…鉄鉱（閉山）
- 敷生鉱山（しきう）…鉄鉱（1914発見～1957年閉山）日鐵鉱業-白老郡白老町竹浦
- 厚志内鉱山（あつしない）…鉄鉱（閉山）
- 軽川第二鉱山…鉄鉱（閉山）
- 気門別鉱山…鉄鉱（閉山）
- 生田原鉱山（いくたはら）【共栄鉱山・本共栄鉱山】…金・鉄鉱・銅・マンガン・黄鉄鉱（1924年～1943年閉山）東邦探鉱-紋別郡生田原町
- 国力鉱山（こくりょく）…銅・鉄鉱・マンガン（閉山）-常呂郡常呂町
- 桂岡鉱山（かつらおか）…鉄鉱（閉山）-檜山郡上ノ国町字桂岡
- 仲洞爺鉱山（なかとうや）…鉄鉱（閉山）-胆振支庁虻田郡洞爺村早月
- 喜茂別鉱山（きもべつ）…硫黄・鉄鉱・マンガン（昭和初期～1944年閉山）-虻田郡喜茂別町
- 桂岡鉱山（かつらおか）…鉄鉱（閉山）
- 朝里鉱山（あさり）【仏の沢鉱床】…鉄鉱（閉山）-小樽市
- 弁景鉱山（べんけい）…鉄鉱（閉山）-胆振総合振興局有珠郡壮瞥町字弁景
- 脇方鉱山（わきかた）…鉄鉱（1919年頃～1969年閉山）日鉄鉱業-胆振総合振興局虻田郡京極町字ワッカタサップ
- 倶知安鉱山（くっちゃん）…鉄鉱・砒素（閉山）日鉄鉱業（株）-胆振総合振興局虻田郡京極町脇方
- 大平鉱山…硫化鉄（閉山）
- 亀田鉱山（かめだ）【女岳坑・朝日坑】…銅・硫化鉄（1907年～1950年閉山）-函館市鱒川町（下女岳川）久原鉱業→日本鉱業→JX金属
- 意養鉱山（いやしない）…硫化鉄（閉山）-檜山郡厚沢部町意養
- 好那川鉱山…硫化鉄（閉山）
- 北新鉱山…硫化鉄（閉山）
- 正荘鉱山…硫化鉄（閉山）
- 大徳鉱山…硫化鉄（1941年頃～1971年4月閉山）-有珠郡壮瞥町
- 石崎鉱山（いしざき）…鉛・亜鉛・硫化鉄・マンガン（閉山）-檜山郡上ノ国村今井
- 濁川鉱山（にごりかわ）…硫化鉄（閉山）
- 好那川鉱山…硫化鉄（閉山）
- 糠平鉱山（ぬかびら）…クロム（閉山）-沙流郡平取町豊糠糠平
- 内土谷鉱山…クロム（閉山）
- 土谷石崎鉱山【1～4号坑・大貫坑・野広坑・昌栄坑・栄坑】…銅・鉛（1933年～1945年休山・1949年再開～1953年閉山）
- 国光鉱山…金・銀・コバルト（1936年発見～閉山）-厚岸郡浜中町
- 糠平鉱山（ぬかびら）…クロム・ニッケル（1936年～閉山）日本化学（株）-沙流郡平取村豊糠糠平
- 幌加内鉱山（ほろかない）…クロム（閉山）-上川総合振興局雨竜郡幌加内町
- 大江鉱山（おおえ）【然別鉱山】…銀・銅・鉛・亜鉛・マンガン・蛍石（1887年～1984年閉山）北進鉱業-余市郡仁木町
- メップ鉱山…銅・鉛・亜鉛・マンガン（1907年～閉山）北海道満俺鉱業合資会社→太陽鉱業 -瀬棚郡今金町種川
- 穂別鉱山（ほべつ）…チタン（閉山）-勇払郡穂別町
- 北見鉱山（きたみ）…銅・鉛・亜鉛・黄鉄鉱・珪石（閉山）住友金属鉱山（株）-網走支庁紋別郡丸瀬布町
- 美国重田鉱山…銅・鉛・亜鉛（1935年～1945年閉山）-美国郡美国町
- 羅臼鉱山（らうす）…硫化鉄鉱・黄鉄鉱（閉山）日窒鉱業（株）-根室支庁目梨郡羅臼町
- 勢多鉱山（せた）…金・水銀（閉山）-十勝支庁河東郡上士幌町勢多
- ユウヤンベツ鉱山…水銀（閉山）-十勝総合振興局河東郡鹿追町
- 富士見水銀鉱山（ふじみすいぎん）…水銀（閉山）-網走支庁常呂郡留辺蘂町富士見
- 竜昇殿鉱山（りゅうしょうでん）【北鎮鉱山】…金・銀・水銀（閉山）大牟田化学?→北進鉱業（株）-紋別市上渚滑
- 旭水銀鉱山（あさひすいぎん）【旭鉱山】…水銀（1965年発見～閉山）-常呂郡置戸町旭
- イトムカ鉱山（いとむか）…水銀（1936年発見1941年頃～1973年閉山）野村鉱業 -常呂郡留辺蘂町富士見イトムカ区及び大町区
- 虻田鉱山（あぶた）…鉄鉱・硫黄（1984年閉山）-胆振総合振興局虻田郡虻田町
- 音調津鉱山（おしらべつ）…グラファイト・磁硫鉄鉱（閉山）-十勝総合振興局広尾郡広尾町音調津
- 余市鉱山（よいち）…銅・鉛・亜鉛・黄鉄鉱（1885年発見～1963年閉山）井華鉱業（株）→住友金属鉱山（株）-余市郡余市町
- 徳舜別鉱山（とくしゅんべつ）【徳舜瞥鉱山】…磁鉄鉱・褐鉄鉱（閉山）日鉄鉱業（株）-胆振総合振興局有珠郡大滝村
- 上喜茂別鉱山（かみきもべつ）…鉄鉱・ヒ素（閉山）-後志総合振興局虻田郡喜茂別町川上
- 新高鉱山（にいたか）…クロム（閉山）-日高振興局沙流郡平取町
- 大盛鉱山（おおもり）…金・マンガン（閉山）-渡島総合振興局茅部郡森町
- 野沢鉱山（のざわ）…石綿（1942年～1969年休山・現在は鉱滓からの非石綿製品の製造のみ）（株）ノザワ-上川支庁富良野市布部石綿
- 布部鉱山（ぬのべ）…石綿（1942～1960年代閉山）扶桑石綿→（株）ノザワ-上川支庁富良野市布部石綿
- 山部鉱山（やまべ）…石綿 （閉山）山部石綿 - 上川総合振興局富良野市山部
- 置戸鉱山（おけと）…水銀（1953年閉山）野村鉱業-網走支庁常呂郡置戸町
- 愛別鉱山（あいべつ）…水銀（閉山）-上川郡愛別町
- 天塩鉱山（てしお）…水銀（閉山）-留萌支庁中川郡中川村
- 今井鉱山（いまい）【今井石崎鉱山・今井本庫鉱山】…鉛・亜鉛・マンガン（閉山）-檜山郡上ノ国町今井鉱山
- 赤神鉱山…鉛・亜鉛（閉山）
- 春別鉱山…水銀（閉山）
- 湯ノ袋鉱山…グラファイト（閉山）
- 音調律鉱山…水銀（閉山）
- 幌満鉱山（ほろまん）…ニッケル（閉山）-日高振興局様似郡様似町幌満
- 新日東鉱山（しんにっとう）…クロム（閉山）-日高支庁沙流郡平取町岩知志新日東
- 右左府鉱山（うさっぷ）…クロム（閉山）八田鉱業-日高支庁沙流郡日高町
- 静内鉱山（しずない）…・銅・クロム・アンチモン（閉山）-日高支庁静内郡静内町ペラリ山
- 千呂露鉱山（ちろろ）…クロム（閉山）-日高振興局沙流郡日高町千栄
- 八幡鉱山（やはた）…クロム（1984年閉山）八田鉱業-勇払郡穂別町福山八幡
- 八田鉱山（はった）…クロム（閉山）八田鉱業-勇払郡穂別町福山
- 日東鉱山（にっとう）…クロム（1984年閉山）-日高振興局沙流郡平取町
- 寿都鉱山（すっつ）【広尾鉱山】…銅・鉛・亜鉛・錫・石膏（1962年閉山）三菱金属鉱業-寿都郡寿都町
- 静狩鉱山（しずかり）…金・銀・マンガン（1962年8月閉山）静狩金山（株）-渡島支庁山越郡長万部町字静狩
- 音調津鉱山（おしらべつ）【美幌鉱山(びほろ)・十勝ニッケル鉱山】…鉛・ニッケル（1899～閉山）住友金属鉱山（株）-十勝総合振興局広尾郡広尾町茂寄村ヲシラベツ
- 本庫鉱山（もとくら・ほんこ）【文珠坑・二股坑・平安坑】…金・銀・銅・鉛・亜鉛（1936～1945年休山・1947年頃再開～1967年閉山）本庫鉱業-宗谷総合振興局枝幸郡歌登町
- 上徳鉱山…銅・鉛・亜鉛（1958～1967年閉山）-宗谷総合振興局枝幸郡歌登町字上徳志別
- 昭栄鉱山（しょうえい）…ニッケル（1944～閉山）-宗谷総合振興局枝幸郡歌登町
- 浦河鉱山（うらかわ）…マンガン（1955年閉山）-日高支庁浦河郡浦河町元浦川中流
- 美利河鉱山（ぴりか）【元山鉱山】…マンガン（1893年～昭和30年代閉山）-瀬棚郡今金町奥美利河太平山
- 北日本美利河鉱山（きたにほんぴりか）…マンガン（閉山）-瀬棚郡今金町美利河
- 新石崎鉱山（しんいしざき）…マンガン（閉山）
- 上女岳鉱山…マンガン（閉山）
- 営呂鉱山…硫化鉄・マンガン（1943年～1947年5月5日閉山）-北見市
- 松の滝鉱山…マンガン（1951年休山）-松前郡松前町
- 稲倉沢鉱山…マンガン（1937年～閉山）-松前郡松前町
- 新湯岩鉱山（しんゆがん）…マンガン（閉山）-松前郡松前町
- 松倉沢鉱山…マンガン（閉山）-松前郡松前町
- 銭谷鉱山…マンガン（閉山）-松前郡松前町
- 三福鉱山…マンガン（閉山）-松前郡松前町
- 御三流鉱山（おさんる）…マンガン（閉山）-松前郡松前町
- 上徳志別鉱山（かみとくしべつ）…マンガン（1942～1959年閉山）-宗谷総合振興局枝幸郡歌登町字上徳志別
- 館平鉱山（たてひら）…マンガン（閉山）-爾志郡熊石町館平
- 訓子府鉱山（くんねっぷ）…マンガン（閉山）-常呂郡訓子府町
- 北海道満俺鉱山（ほっかいどうまんがん）…マンガン（閉山）-
- 阿寒満俺鉱山（あかんまんがん）…金・銀・マンガン（閉山）-十勝支庁足寄郡足寄町
- 竜武鉱山…マンガン（閉山）-
- 一ノ福鉱山…マンガン（閉山）-
- 興隆鉱山（こうりゅう）…マンガン（閉山）-十勝総合振興局足寄郡陸別町
- 駒ケ岳鉱山（こまがたけ）…マンガン（閉山）-
- 若佐鉱山（わかさ）…マンガン（閉山）-常呂郡佐呂間町字若佐
- 日鉱稲穂鉱山（にっこういなほ）…マンガン（閉山）-
- 太黒鉱山…マンガン（閉山）-
- 北日本美利加鉱山（きたにほんぴりか）…マンガン（閉山）-瀬棚郡今金町
- 大周鉱山【一番・二番・三番坑】…マンガン（1887年～閉山）-余市郡仁木町
- 国興鉱山（こっこう）…マンガン（閉山）-余市町畚部
- 永豊鉱山（ながとよ）…マンガン（閉山）-島牧郡島牧村字永豊町
- 島牧鉱山（しままき）…マンガン（閉山）-島牧郡島牧村
- 福島鉱山（ふくしま）【東邦福島鉱山】…マンガン（1894年発見～1950年頃閉山）-渡島支庁松前郡福島町字千軒
- 稲穂鉱山（いなほ）…マンガン（閉山）-
- 江差鉱山（えさし）…マンガン（閉山）-檜山郡上ノ国町
- 天塩川鉱山（てしおがわ）…砂鉄（閉山）
- 紋別鉱山（もんべつ）…砂鉄（閉山）
- 内浦鉱山（うちうら）…砂鉄（閉山）
- 室蘭鉱山（むろらん）…砂鉄（閉山）鋼管鉱業（株））-胆振総合振興局室蘭市
- 長万部鉱山（おしゃまんべ）…砂鉄（閉山）-胆振総合振興局山越郡長万部町海岸部
- 日鉄八雲鉱山…砂鉄（閉山）
- 第一報国鉱山…砂鉄（閉山）
- 日鉄中ノ沢鉱山…砂鉄（閉山）
- 湯ノ川鉱山（ゆのかわ）…砂鉄（閉山）-函館市
- 蘭東鉱山…砂鉄（閉山）
- 豊津鉱山（とよつ）…砂鉄（閉山）-山越郡長万部町
- 北東鷲別鉱山…砂鉄（閉山）
- 砂崎鉱山（すなさき）…砂鉄（閉山）-茅部郡砂原町砂崎
- 国縫鉱山（くんぬい）…砂鉄（閉山）鋼管工業（株）-渡島総合振興局山越郡長万部町字国縫
- 北豊津鉱山…砂鉄（閉山）-山越郡長万部町字豊津
- 報国石崎鉱山…砂鉄（閉山）
- 北光石倉鉱山…砂鉄（閉山）
- 尻岸内鉱山（しりきしない）…砂鉄（閉山）-渡島総合振興局亀田郡尻岸内町
- 古部鉱山…硫化鉄・硫黄（1910年～1916年休山・1953年再開～閉山）-茅部郡南茅部町字古部
- 岩雄登鉱山（いわおぬぷり）…硫黄（江戸時代～1937年閉山）-倶知安町岩雄登
- 大梶伊奈牛鉱山…硫黄（閉山）-
- 上林鉱山…硫黄（閉山）-
- 大盛硫黄鉱山…硫黄（閉山）-
- 熊泊鉱山（くまどまり）【一～五番坑・畳番坑・萬盛坑・渡し沢坑】…硫黄（1904年1909年災害による廃坑・再開～1953年閉山）-茅部郡南茅部町
- 寅沢鉱山（とらさわ）…硫黄（閉山）-函館市寅澤町
- 音羽鉱山（おとわ）…水銀・硫黄（閉山）-北見支庁紋別市
- 新生鉱山（しんせい）…硫黄（閉山）-胆振支庁有珠郡壮瞥町字久保内
- 寶沼鉱山（ほうぬま）…硫黄（閉山）-国後郡泊村
- 小田萌鉱山（おだもえ）…硫黄（閉山）-紗那郡紗那村小田萠
- 指臼鉱山（さしうす）…硫黄（閉山）-紗那郡紗那村
- 茂世路鉱山（もよじ）…硫黄（閉山）-蘂取郡蘂取村茂世路
- 世路鉱山（よろ）…硫黄（閉山）-蘂取郡蘂取村
- 指臼鉱山（さしうす）…硫黄（閉山）-北方領土紗那郡紗那村
- 跡佐登鉱山（あとさぬぷり）…硫黄（閉山）-釧路総合振興局川上郡弟子屈町アトサヌプリ原野
- 阿寒鉱山（あかん）【阿寒硫黄鉱山】…硫黄（1906年頃～1962年5月30日閉山）-十勝総合振興局足寄郡足寄町茂足寄阿寒鉱山
- 函館鉱山（はこだて）【函館硫黄鉱山】（はこだていおう）…硫黄（明治初期～1965年頃閉山）-函館市
- 三盛鉱山…硫黄（閉山）-函館市
- 三角鉱山…硫黄（閉山）ハウル社-岩内郡共和町
- 大湯沼鉱山（おおゆぬま）…硫黄（1910年～閉山）ハウル社-岩内郡共和町
- 定山渓鉱山（じょうざんけい）…硫黄（閉山）-札幌市南区定山渓
- 雨鱒川鉱山（あめますがわ）【鹿部鉱山】…褐鉄鉱・硫黄（1900年～1959年閉山）渡島鉱業（株）→磯村鉱業（株）→日本硫鉄（株）-渡島総合振興局茅部郡鹿部町駒見
- 精進川鉱山（しょうじんがわ）…硫化鉄・硫黄（1937年～1959年閉山）日本硫鉄（株）（昭和製鉄）-渡島総合振興局亀田郡七飯町東大沼
- 知床鉱山（しれとこ）…硫黄（閉山）日本特殊鉱業（株）-斜里郡斜里町大字遠音別村
- 武佐鉱山（むさ）…硫黄（閉山）跡佐登硫黄（株）-標津郡標津町武佐
- 築別鉱山（ちくべつ）…硫黄（閉山）-苫前郡羽幌町字築別
- 滝ノ沢鉱山（たきのさわ）…銅・鉛・亜鉛・硫黄（閉山）-渡島総合振興局茅部郡南茅部町
- 恵山鉱山（えさん）…硫黄（閉山）石井鉱業-渡島総合振興局亀田郡恵山町
- 奥尻鉱山（おくしり）…硫黄（閉山）-後志国奥尻郡奥尻町
- 押野鉱山…硫黄（1900年頃～1953年閉山）-亀田郡恵山町
- 発別鉱山…硫黄（閉山）
- 岩尾鉱山（いわお）…硫黄・褐鉄鉱（1965年頃閉山）松江喜三郎-留萌支庁増毛郡増毛町大字岩尾村
- ポールンベツ鉱山…石灰石（1954～1959年閉山）-宗谷総合振興局枝幸郡歌登町保倫別
- 江良鉱山（えら）…石灰石（閉山）-松前郡松前町江良
- 渡島国鉱山（おしま）…石灰石（閉山）-渡島支庁松前郡福島町字千軒
- 峩朗鉱山（がろう）【峨朗鉱山】…石灰石・ドロマイト（操業中）太平洋セメント（株）-渡島総合振興局上磯郡上磯町峩朗
- 万太郎沢鉱山（まんたろうさわ）…石灰石（操業中）-渡島総合振興局上磯郡上磯町館野(だての)
- 上磯鉱山（かみいそ）…石灰石（閉山）-上磯郡上磯町
- 古武井鉱山（こぶい）【山縣鉱山】…硫黄・石灰石（江戸時代～閉山）-亀田郡恵山町字古武井
- 朝日右左府鉱山…石綿（閉山）-沙流郡日高町
- 宝鉱山…石綿（閉山）-
- 胆振鉱山…ロウ石（閉山）-
- 松前鉱山…陶石（閉山）-松前郡松前町
- 盛能鉱山（もりのお）…重晶石（閉山）-白老郡白老町白老
- 南白老バライト鉱山（みなみしらおいばらいと）…重晶石、カオリン（1950年頃発見～1988年3月大規模崩壊により閉山）近藤鉱業 -白老郡白老町白老
- 松倉鉱山（まつくら）【小樽松倉鉱山(おたるまつくら)】…重晶石（閉山）堺化学工業 -後志支庁余市郡赤井川村字常盤松倉鉱山

炭鉱
- 留萌炭田
  - 昭和炭鉱（閉山）
  - 浅野炭鉱（閉山）
  - 大和田炭鉱（閉山）
  - 羽幌炭鉱（閉山）
  - 達布炭鉱（閉山）
  - 本郷炭鉱（閉山）
  - 豊平炭鉱（閉山）
  - 吉住炭鉱（稼働中）
- 石狩炭田
  - 芦別炭鉱
    - 明治炭鉱（閉山）
    - 三菱芦別炭鉱（閉山）
    - 油谷炭鉱（閉山）
    - 高根炭鉱（閉山）
    - 東芦別炭鉱（稼働中）
    - 新旭炭鉱（稼働中）
    - 三井芦別炭鉱（閉山）

  - 空知新炭鉱【阿野呂第一炭鉱】（稼働中）札幌第一興産-歌志内市
  - 夕張炭鉱
    - 北炭夕張炭鉱（閉山）
    - 北炭平和炭鉱（閉山）
    - 三菱大夕張炭鉱（閉山）
    - 三菱南大夕張炭鉱（閉山）
    - 新夕張炭鉱（閉山）
    - 夕張新炭鉱（閉山）
    - 真谷地炭鉱（閉山）
- 三井砂川炭鉱（閉山）
- 美唄炭鉱
  - 三菱美唄炭鉱（閉山）
  - 三井美唄炭鉱（閉山）
  - 北菱美唄炭鉱（稼働中）
  - 北菱産業埠頭美唄炭鉱（稼働中）
- 万字炭鉱（1900年頃～1976年閉山）-岩見沢市栗沢町
- 幌内炭鉱（閉山）
  - 雄別炭鉱山 雄別炭鉱、尺別炭鉱、上茶路炭鉱、浦幌炭鉱
  - 太平洋炭鉱 釧路炭鉱、別保炭鉱、尾幌炭鉱
  - 明治鉱業 庶路炭鉱
- 釧路炭田（稼動中）釧路コールマイン国内唯一の坑内掘り炭鉱
- 阿野呂第一炭鉱（2015年4月～稼動中）札幌第一興産-空知管内栗山町
- 炭鉱も参照

## 東北地方

### 青森県
- 尾太鉱山（おっぷ）…銀・銅・鉛・亜鉛・マンガン（1978年8月閉山）尾冨鉱業-中津軽郡西目屋村
- 陸奥鉱山（むつ）…金・銀（閉山）－下北郡川内町（現むつ市川内町）
- 葛沢鉱山（くずさわ）…金・テルル・黄鉄鉱（閉山）-下北郡川内町（現むつ市川内町）
- 十和田鉱山（とわだ）【十和田銀山】…銀（1665年～1893年山火事による休山）-青森県十和田市、秋田県鹿角郡小坂町
- 湯ノ沢鉱山（ゆのさわ）…銀・鉛・亜鉛（閉山）-南津軽郡碇ヶ関村
- 上北鉱山（かみきた）【高森鉱山】…銅・鉛・亜鉛（閉山）日本鉱業（株）-上北郡天間林村
- 舟打鉱山（ふなうち）…金・銀・銅・鉛・亜鉛（1850年代～1962年9月閉山）－中津軽郡相馬村
- 温川鉱山（ぬるかわ）…金・銀・銅・鉛・亜鉛（1987年4月～1994年3月閉山）山の岱鉱業→同和鉱業→卯根倉鉱山（株）-南津軽郡平賀町
- 安部城鉱山（あべしろ）…金・銀・銅・硫化鉄（1684年頃～1925年閉山）（硫化鉄鉱山として稼働1949年～1963年閉山）田中鉱業（株）-むつ市川内町（現むつ市川内町）
- 八光鉱山…銅・鉛・亜鉛（閉山）-中津軽郡西目屋村
- 大揚鉱山（おおあげ）…銅（閉山）大揚鉱山（株）→ 日東金属鉱山（株）－下北郡川内町（現むつ市川内町）
- 西又鉱山（にしまた）…鉛・亜鉛・黄鉄鉱（閉山）-下北郡川内町（現むつ市川内町）
- 深浦鉱山（ふかうら）…マンガン（閉山）－西津軽郡深浦町
- 金掘沢鉱山…銅・亜鉛（閉山）－青森市
- 開明鉱山…銅（1961年頃～1963年閉山）大日本鉱業-青森市滝沢
- 東栄鉱山鉱山…鉄鉱石（1940年～1953年頃閉山）東栄鉱山-
- 三沢鉱山（みさわ）…砂鉄・チタン（閉山）日本鉱業（株）-三沢市
- 南郷鉱山（なんごう）…鉄鉱（閉山）
- 大場鉱山（おおば）…鉄鉱（閉山）
- 金堀沢鉱山（かなほりざわ）…銅・鉛・亜鉛（閉山）-青森市
- 西又鉱山（にしまた）…銅・鉛・亜鉛（閉山）- 下北郡川内町（現むつ市川内町）
- 村上鉱山（むらかみ）…銅（閉山）-天間林村
- 尾富鉱山（おとみ）…銅（閉山）-青森市
- 金堀沢鉱山（かなほりざわ）…銅・鉛・亜鉛（閉山）-青森市
- 不老倉鉱山（ふろうぐら）【狼倉（おいぬくら）】…銅（天和年間発見～1964年閉山）古河鉱業（株）-青森県田子町・秋田県鹿角市
- 青森鉱山【奥戸鉱山】（あおもり）…銅・硫化鉄（閉山）太陽産業-下北郡大間町
- 千国鉱山（せんごく）…マンガン（閉山）日窒鉱業（株）-下北郡佐井村
- 丸山鉱山（まるやま）…マンガン・轟石（閉山）-岩崎村
- 桜沢鉱山（さくらざわ）…チタン（閉山）
- 佐井鉱山（さい）…銅・亜鉛・重晶石（閉山）日窒鉱業（株）-下北郡佐井村
- 上磯鉱山…金・銀・銅（閉山）-東津軽郡今別町
- 天間林鉱山（てんまばやし）…砂鉄（1966年閉山）東北砂鉄鋼業-上北郡天間林村
- 日曹三沢鉱山（にっそうみさわ）…砂鉄（閉山）-三沢市
- 大豊鉱山…（閉山）-北津軽郡金木町
- 大畑鉱山…砂鉄（閉山）
- 下北鉱山（しもきた）…砂鉄・石灰石（閉山）
- 岩屋鉱山（いわや）…砂鉄（閉山）
- 大萱鉱山…金・銀（閉山）-下北郡東通村砂子又字
- 天狗岱鉱山（てんぐたい）…砂鉄（閉山）-八戸市
- 淋代鉱山…砂鉄（1985年閉山）日本高周波鋼業
- 恐山鉱山（おそれざん）…硫黄（1969年閉山）
- 尻屋崎鉱山（しりやざき）…石灰石（閉山）
- 尻屋鉱山（しりや）…石灰石（操業中）-下北郡東通村
- 八戸鉱山（はちのへ）【八戸石灰鉱山】…石灰石（1973年8月～操業中）八戸鉱山株式会社

### 岩手県
- 釜石鉱山（かまいし）【大橋鉱山・日峰鉱山】…金・銀・銅・鉛・亜鉛・鉄鉱石・ウラン（1820年頃～1993年閉山、研究用採掘操業中）釜石鉱山（株）-釜石市
- 大ヶ生金山（おおがゆう）【大萱生鉱山（おうがゆう）】…金・銀・銅（鎌倉時代～明治時代再開～1946年頃閉山）住友金属鉱山（株）-盛岡市大ケ生
- 朝島鉱山（あさじま）…鉄鉱（昭和初期～1950年頃閉山）-盛岡市大ケ生
- 玉山金山（たまやま）…金・水晶（天平年間～江戸時代初期閉山）-陸前高田市竹駒町字上壷地内
- 世田米鉱山（せたまい）【野尻鉱山】…金・タングステン（昭和初期～1956年閉山）（株）日本タングステン-気仙郡住田町世田米字田の上
- 古歌葉鉱山（こがよう）…金（江戸時代閉山）-奥州市江刺
- 戸中鉱山（となか）…金（江戸時代閉山）-奥州市江刺
- 田老鉱山（たろう）…硫化鉄・銅・鉛・亜鉛（1919～1971年12月閉山・一部稼働中）ラサ工業（株）-宮古市田老
- 松尾鉱山（まつお）【岩手鉱山】…硫黄・硫化鉄鉱・黄鉄鉱・アンチモン・水銀（1882年～1969年11月倒産による採掘中止・1972年黄鉄鉱抗閉山）松尾鉱業（株）-八幡平市
- 猫山鉱山（ねこやま）…モリブデン（閉山）一花巻市大追
- 小屋場鉱山…金（閉山）一関市大東町猿沢
- 桝内鉱山（ますない）…金（閉山）-九戸郡軽米町
- 戸ノ中鉱山…金（閉山）-奥州市
- 中ノ倉鉱山…金（閉山）-一関市室根町
- 蓬鉱山…金（閉山）-一関市大東町
- 田丸山鉱山…金（閉山）-一関市大東町
- 蛇子館鉱山…金（閉山）-陸前高田市
- 赤石鉱山（あかいし）…金・銀・銅・鉄鉱（閉山）-和賀郡西和賀町
- 堂場鉱山…金・銀・銅・タングステン・黒鉛・けい石（1964年3月6日閉山）野口作一-遠野市小友町
- 綱取鉱山（つなとり）…金・銀・銅 -北上市和賀町横川目
- 清水沢鉱山（しみずさわ）【清水金山】…金・銀・銅・タングステン・黒鉛（平安末期頃～1950年閉山）三沢富治-気仙郡住田町世田米字清水沢
- 三枚山鉱山（さんまいやま）…金・角閃石（天正年間頃～1944年閉山）-一関市室根町折壁中里
- 鷹ノ巣鉱山（たかのす）…金・銅（閉山）-和賀郡西和賀町
- 磐井鉱山【大森鉱山・大盛鉱山】…金・銀・銅（1933年～1958年休山、1972年5月放棄）大谷鉱業（株）-一関市藤沢町～宮城県気仙沼市
- 高峰鉱山（たかみね）【多嘉峯鉱山】…金・銀（17世紀初期～1960年閉山）高峰鉱業(株)-下閉伊郡岩泉町
- 遠中鉱山（とおなか）…金・銀・銅（1650年頃～1959年閉山）八角勇-岩手郡岩手町川口
- 女牛鉱山（めうし）…金・タングステン（16世紀後半～1974年6月22日閉山）松尾工業（株）-紫波郡紫波町船久保字一本木
- 朴木金山（ほおのき）【早池峰鉱山】…金（1622年～1986年閉山）三菱金属鉱業-紫波郡紫波町佐比内砥ケ崎
- 赤金鉱山（あかがね）【南部金山・黄金坪鉱山】…金・銀・銅・鉄鉱・磁鉄鉱・タングステン（1978年11月閉山）（株）日本タングステン→江刺興業（株）-奥州市江刺伊手
- 六黒見鉱山（ろくろみ）…金・鉄・砒素（1943年閉山）日本鉱業（株）-釜石市
- 鷲之巣鉱山（わしのす）…金・銀・銅・鉛・亜鉛（1963年閉山）-和賀郡西和賀町
- 砥森鉱山…金・銀（平安時代～1970年閉山）タツミ産業（株）-花巻市東和町
- 今出山鉱山（いまでやま）…金・銀・銅・亜鉛（平安時代～1950年閉山）今出山鉱業(株)-大船渡市盛町・三陸町
- 猿沢鉱山（さるさわ）【後に大久保鉱山へ変更】…金・銀・銅・硫化鉄・けい石・長石（閉山）相沢信夫-一関市大東町猿沢
- 土畑鉱山（つちはた）【松川鉱山含む】…金・銀・銅・鉛・亜鉛（1900～1976年閉山・一部稼働中）田中鉱業（株）-和賀郡西和賀町
- 松川鉱山【笠野沢・松川鉱山の支山】…金・銀・銅・硫化鉄（1904年1月～1964年休山その後1984年に放棄）田中鉱業（株）-和賀郡西和賀町
- 太子鉱山…金・銀・タングステン（1985年8月頃閉山）大久保慶子-陸前高田市矢作町
- 和賀仙人鉱山（わがせんにん）【遠平夏畑鉱山（とおひらなつはた】…黄鉄鉱・銅・亜鉛（閉山）-北上市和賀町仙人
- 花輪鉱山（はなわ）…銀・銅・鉛・亜鉛・硫化鉄（江戸時代～1986年9月閉山）日本鉱業（株）-八幡平市
- 水澤鉱山（みずさわ）…金・銀・銅（閉山）-北上市和賀町岩沢
- 草井沢鉱山…銅（閉山）-和賀郡西和賀町
- 称つは鉱山…銅（閉山）-奥州市
- 大又鉱山…銅（閉山）-和賀郡西和賀町
- 睦内鉱山…銅（閉山）-和賀郡西和賀町
- 翁沢鉱山…銅（閉山）-和賀郡西和賀町
- 銅森鉱山…銅（閉山）-和賀郡西和賀町
- 柳沢鉱山…銅（閉山）-和賀郡西和賀町
- 弁天鉱山…銅（閉山）-和賀郡西和賀町
- 桧沢鉱山（ひさわ）…銅（閉山）-和賀郡西和賀町
- 見立鉱山…銅（閉山）-和賀郡西和賀町
- 大峰鉱山…銅・錫（閉山）-遠野市上郷町
- 四角鉱山（しかく）…銅（閉山）-八幡平市
- 日峰鉱山【大峰鉱山】（おおみね）…銅（1980年3月閉山）日鉄鉱業（株）-遠野市
- 亀山鉱山（かめやま）…緑簾石（閉山）-下閉伊郡岩泉町
- 大川目鉱山（おおかわめ）…モリブデン（閉山）-久慈市大川目町
- ドロマイト鉱山…透輝石・ドロマイト（閉山）-宮古市上根市
- 野田玉川鉱山（のだたまがわ）…マンガン（1904年頃～宝飾品材料のバラ輝石採掘操業中）北星鉱業（株）-九戸郡野田村
- 新玉川鉱山（しんたまがわ）…マンガン-九戸郡野田村
- 小晴鉱山（こはれ）…マンガン-九戸郡軽米町
- 舟子沢鉱山（ふなこざわ）…マンガン・南部石（閉山）-九戸郡軽米町
- 立川鉱山（たちかわ）…マンガン（1899年～1972年閉山）-九戸郡軽米町
- 明戸鉱山（あけと）…マンガン（昭和30年代閉山）-下閉伊郡田野畑村
- 大谷山鉱山（おおたにやま）…マンガン（閉山）-下閉伊郡山田町豊間根
- 田野畑鉱山（たのはた）…マンガン（閉山）-下閉伊郡田野畑村
- 高松鉱山（たかまつ）…マンガン（1945年閉山）杉林黒鉛満俺（株）-久慈市山形町戸呂町高松沢
- 千代ケ原鉱山（ちよがはら）…コバルト・ニッケル（閉山）-一関市室根町
- 下嵐鉱山…鉛・亜鉛（閉山）-奥州市胆沢
- 砂子沢鉱山（いさござわ）…鉄鉱石・マンガン（閉山）-西磐井郡平泉町長島
- 大目川鉱山…モリブデン（閉山）-久慈市大川目町
- 久慈鉱山（くじ）…耐火粘土（1994年閉山）久慈粘土鉱業（株）-久慈市
- 岩手窯業鉱山…耐火粘土（1938年～1970年代閉山）岩手炭鉱（株）→日鉄鉱業→岩手窯業鉱山（株）→三井金属鉱業
- 卯根倉鉱山（うねくら）【卯根倉坑・安久登沢坑・大荒沢坑・八万館坑】…銅（大正時代～1967年閉山）同和鉱業（株）-和賀郡西和賀町
- 鷲合森鉱山（わしあいもり）…金・銀・銅・鉛・亜鉛・硫化鉄（1904年頃～1972年閉山）-和賀郡西和賀町鷲合森
- 仙人土場鉱山…鉄鉱石（閉山）-北上市横川目
- 雲上鉱山（うんじょう）…鉄鉱（閉山）-遠野市宮守町
- 申子鉱山…砒素（閉山）-釜石市甲子町
- 藤七鉱山（とうしち）…硫黄（大正時代閉山）-八幡平市
- 平野岩沢鉱山（ひらのいわざわ）【岩沢鉱山】…石膏（閉山）-北上市和賀町
- 奥仙人鉱山（おくせんにん）…銅・鉄鉱・鉛・亜鉛（閉山）-和賀郡西和賀町
- 千代ヶ原鉱山…コバルト・ニッケル・銅（閉山）-一関市室根町
- 岩手鉱山（いわて）…耐火粘土（閉山）-下閉伊郡岩泉町
- 川崎久慈鉱山（かわさきくじ）…苦灰石（閉山）-九戸郡洋野町
- 官守鉱山…滑石（閉山）-
- 普金山鉱山（ふがねやま）…石灰石（閉山）太平洋セメント（株）-大船渡市
- 大船渡鉱山…石灰石（操業中）-大船渡市

炭鉱
- 湯田炭鉱（閉山）岩手採炭（株）-和賀郡西和賀町

### 宮城県
- 細倉鉱山（ほそくら）【高田鉱山】…金・銀・鉛・亜鉛（800年代～1987年3月閉山）三菱マテリアル・細倉金属鉱業（株）-栗原市鶯沢町
- 大谷鉱山（おおや）【赤牛抗、萱刈抗、岩尻抗、津谷抗、新月抗、矢越抗】…金（奈良時代・1905年～1976年閉山）日本鉱業（株）・大谷鉱山（株）-気仙沼市本吉町
- 七ッ森鉱山…金（閉山）-南三陸町
- 東光寺鉱山（とうこうじ）…金（閉山）-刈田郡七ヶ宿町
- 網地鉱山（あじ）【浪入田金山（なみだ）・網地金山】…金（江戸時代～昭和初期閉山）網地島鉱山（株）-石巻市網地島浪入田浜
- 興北鉱山（こうほく）…金・銀・銅（1976年4月30日閉山）-1964年大谷鉱山（株）が吸収合併-気仙沼市
- 大土森鉱山（おおどがもり）【大土ヶ森鉱山】…金・銀・鉛・亜鉛（閉山）三菱金属（株）-栗原市鶯沢町
- 秋保鉱山（あきう）【新川鉱山・奥新川鉱山】…銀・銅・鉛・亜鉛・鉄鉱石（江戸時代～1961年9月閉山）-仙台市太白区奥新川
- 鹿折鉱山（ししおり）…金（1897年頃～1967年閉山）-本吉郡唐桑町
- 鮎川鉱山（あゆかわ）…金（江戸時代～1966年閉山）鮎川鉱山-石巻市牡鹿町
- 女川鉱山（おながわ）…金（閉山）-女川町
- 鮫ノ浦鉱山（さめのうら）…金（閉山）-石巻市牡鹿町
- 横川鉱山…銀（閉山）-刈田郡七ヶ宿町
- 炭谷鉱山…銀（閉山）-刈田郡七ヶ宿町
- 大梁川鉱山（おおやながわ）…銀（閉山）-刈田郡七ヶ宿町
- 黒森鉱山…銀（閉山）-白石市
- 幸沢鉱山…銀（閉山）-加美郡加美町宮崎
- 長桧鉱山…銀（閉山）-加美郡加美町宮崎
- 桧沢鉱山…銀（閉山）-加美郡加美町宮崎
- 黒沢鉱山…銀（閉山）-加美郡加美町宮崎
- 戸佐山鉱山…銀（閉山）-加美郡加美町宮崎
- 杉森鉱山…銀（閉山）-加美郡加美町宮崎
- 称古山鉱山…銀（閉山）-加美郡加美町宮崎
- 吉荷鉱山…銀（閉山）-加美郡加美町宮崎
- 岩谷鉱山…銀（閉山）-加美郡加美町宮崎
- 百子沢鉱山…銀（閉山）-加美郡加美町宮崎
- 麻原真立鉱山…銀（閉山）-加美郡加美町宮崎
- 相ノ山鉱山…銀（閉山）-加美郡加美町宮崎
- 合ノ沢鉱山…銀（閉山）-加美郡加美町宮崎
- 明賀沢鉱山…銀（閉山）-加美郡加美町宮崎
- 川前鉱山…銀（閉山）-加美郡加美町宮崎
- 三月平鉱山…銀（閉山）-加美郡加美町宮崎
- 大林鉱山…銀（閉山）-
- 不動金山…金（1931年～閉山）個人所有-石巻市桃生町
- 真野鉱山（まの）…金（1980年代～採石稼働中）真野鉱山（株）→コーセン（株）→アラ・シゲン（株）-石巻市真野字舘坂山
- 沢田鉱山（さわだ）…金（閉山）個人所有-石巻市沢田金山
- 太田鉱山（おおた）【太田金山】…金（1943年閉山）-石巻市桃生町
- 女森鉱山…金（閉山）-栗原市一迫町
- 山田鉱山（やまだ）【山田金山】…金（閉山）-石巻市桃生町樫崎山田
- 大貫鉱山…金（1939年～閉山）-大崎市
- 松程鉱山…金（閉山）-大崎市岩出山町
- 明宝寺鉱山…金（閉山）-大崎市岩出山町
- 唐桑鉱山（からくわ）…金（閉山）東北興行（株）-気仙沼市
- 女盛鉱山（めざかり）【池月鉱山女盛坑】…金・銀・銅・鉛・亜鉛（1894年～1955年頃閉山）日東鉱業（株）-栗原市
- 池月鉱山（いけづき）【カワセ金山】…銅・鉛・亜鉛（1600年頃～閉山）-栗原市一迫町
- 砥沢鉱山（とざわ）…金・銀（閉山）-栗原市
- 松保土鉱山（まつほど）…金・銀・銅（1906年頃～1983年閉山）-栗原郡鶯沢町
- 湯原鉱山（ゆのはら）…銅（閉山）-白石市
- 亀ヶ沢鉱山…銅（閉山）-柴田郡川崎町
- 扇平鉱山…銅（閉山）-柴田郡川崎町
- 上戸沢鉱山…銅（閉山）-白石市
- 中山原鉱山…銅（閉山）-亘理郡亘理町
- 扇沢鉱山…銅（閉山）-仙台市青葉区
- 鎌内鉱山…銅（閉山）-大崎市鳴子町
- 小松原鉱山…銅（閉山）-大崎市鳴子町
- 砂石鉱山…銅（閉山）-大崎市鳴子町
- 松根鉱山…銅（閉山）-大崎市鳴子町
- 寒風沢鉱山…銅（閉山）-大崎市鳴子町
- 本山鉱山…銅（閉山）-大崎市鳴子町
- 岩井沢鉱山…銅（閉山）-大崎市鳴子町
- 古金成鉱山…銅（閉山）-大崎市鳴子町
- 鷹ノ巣鉱山…銅（閉山）-大崎市鳴子町
- 熊沢鉱山…銅（閉山）-大崎市鳴子町
- 岩下鉱山…銅（閉山）-柴田郡川崎町
- 大森鉱山…銅（閉山）-柴田郡川崎町
- 大原沢鉱山…銅（閉山）-
- 熊沢鉱山…銅（閉山）-刈田郡七ヶ宿町
- 砥沢鉱山…銅（閉山）-加美郡加美町宮崎
- 井戸沢鉱山…銅（閉山）-加美郡加美町宮崎
- 炭小谷鉱山…銅（閉山）-
- 小谷塚鉱山…銅（閉山）-
- 面白山鉱山（おもしろやま）…銅（明治～大正末期）-仙台市
- 七里沢鉱山【三晃鉱山】…銅・鉄鉱石・鉛・亜鉛・紫水晶（閉山）-白石市
- 宮崎鉱山（みやざき）【湯の倉、茗荷沢、梵天、カヤ森、田代鉱床】…亜鉛・鉛・重晶石・石膏・マンガン（明治時代～閉山）三菱鉱業→荒川鉱業-加美郡加美町宮崎
- 湯ノ倉荷込館鉱山…鉛・亜鉛（閉山）-加美郡加美町宮崎
- 小黒崎鉱山…鉛・亜鉛（閉山）-大崎市鳴子町
- 清水平鉱山…鉛・亜鉛（閉山）-加美郡加美町宮崎
- 西蒲生鉱山…鉛・亜鉛（閉山）-柴田郡川崎町
- 東蒲生鉱山…鉛・亜鉛（閉山）-柴田郡川崎町
- 花山鉱山（はなやま）…鉛・亜鉛（閉山）日本曹達（株）-栗原市花山村
- 七里沢鉱山…鉄鉱・銅・亜鉛・紫水晶（1950年代閉山）-白石市赤井畑
- 笹谷鉱山（ささや）…黄鉄鉱（江戸時代～閉山）-柴田郡川崎町
- 蒲沢鉱山（かばさわ）…砂鉄・チタン（1940年頃～閉山）北越電化工業（株）-仙台市青葉区宮城村
- 荒尾岳鉱山…硫黄（1955年頃閉山）
- 八幡鉱山（やはた）【鳴子潟沼鉱山】…硫黄（閉山）（株）鳴子硫黄 -鳴子町
- 三安鉱山（みつやす）…砒素（1943年頃閉山）-白石市小原
- 安達鉱山…僅青石（閉山）-柴田郡川崎町
- 丸森鉱山（まるもり）…モリブデン（閉山）-丸森町大張川張
- 松岩鉱山（まついわ）【新月鉱山】…金・銅・ウラン・電気石（1907年頃～1957年閉山）東北砒素工業→磐井工業（株）→新磐井工業（株）-気仙沼市赤岩大滝
- 新月鉱山…金・銀・銅（1902年～閉山）田中鉱業→日本鉱業-気仙沼市
- 羽田鉱山…銅・鉛（明治時代～閉山）田中鉱業-気仙沼市
- 福岡鉱山（ふくおか）…石膏（閉山）-白石市福岡町
- 刈田鉱山（かった）…石膏（閉山）-刈田郡
- 川崎鉱山（かわさき）…珪石（操業中）川崎鉱業（株）
- 土浮山鉱山…ベントナイト（操業中）クニミネ工業（株）-刈田郡蔵王町円田土浮山
- 白石鉱山（しろいし）…ゼオライト（沸石）（操業中）日東粉化工業（株）-白石市
- 大張鉱山（おおはり）…ゼノタイム（閉山）-丸森町苗木

炭鉱
- 岩倉炭鉱（いわくら）…亜炭（1901年～電気施設水没により2000年11月閉山）岩倉測量設計（株）-栗原市
- 三本木炭鉱（さんぼんぎ）…亜炭（閉山）-大崎市

### 秋田県
- 小坂鉱山（こさか）【内の岱鉱山（うちのたけ）・鴇鉱山（ときと）・元山鉱床】…金・銀・銅・鉛・亜鉛（1829年～1990年閉山）同和鉱業（株）-鹿角郡小坂町
- 尾去沢鉱山（おさりざわ）【黒沢鉱山・曙鉱山・土深井鉱山】…金・銀・銅・亜鉛・鉛・硫化鉄・マンガン（708年頃発見～1978年閉山）三菱金属鉱業（株）-鹿角市
- 花岡鉱山（はなおか）【花矢鉱山・松峰鉱山（まつみね）・深沢鉱山（ふかざわ）・餌釣鉱山】…金・銀・銅・鉛・亜鉛・重晶石（1885年発見～1994年3月閉山）同和鉱業（株）-大館市
- 阿仁鉱山（あに）【板木沢・向・七十枚・小沢・二ノ又・萱草・真木沢・三枚・一ノ又・大沢・天狗平】…金・銀・銅（1309年発見～1979年閉山）古河鉱業（株）-北秋田郡阿仁町
- 花輪鉱山（はなわ）【外山鉱山（そとやま）】…金・銀・銅・鉛・亜鉛・硫化鉄（江戸時代～1986年9月30日閉山）久原鉱業（株）・日本鉱業（株）→花輪鉱山（株）-鹿角市
- 太良鉱山（だいら）…金・銀・銅・鉛・亜鉛（17世紀～1958年閉山）古河鉱業-山本郡藤里町
- 佐山鉱山（さやま）…銅・鉛・亜鉛（1964年閉山）-北秋田市阿仁萱草
- 荒川鉱山（あらかわ）…銅・鉛・亜鉛・硫化鉄（1700年頃～1940年9月閉山）三菱鉱業（株）-大仙市協和
- 院内鉱山（いんない）【院内銀山】…金・銀・鉛（1606年頃発見～1954年閉山）古河鉱業（株）-雄勝郡雄勝町
- 大沢鉱山（おおさわ）【大澤鉱山】…金・銀（1971年閉山）-大館市比内町
- 大葛鉱山（おおくぞ）…金・銅（1975年閉山）三菱金属鉱業-鹿角市
- 真金鉱山…金（1595年～閉山）-大館市比内町
- 河島鉱山…金・銀・銅・鉛・亜鉛・鉄鉱（1917年頃～閉山）個人所有→同和鉱業（株）-鹿角市十和田町
- 瀬田石鉱山【和田鉱山】…金・銀・銅・鉛・亜鉛（1913年～閉山）個人所有→尾去沢鉱山（株）-鹿角市十和田町西南瀬田石民部沢
- 不動沢鉱山…金・銀・銅・鉛・亜鉛（1955年頃～1957年休山）個人所有-鹿角市十和田町西岸山田
- 長慶鉱山（ちょうけい）…金（閉山）-大館市田代
- 釈迦内鉱山（しゃかない）…銅・鉛・亜鉛（1987年3月31日閉山）釈迦内鉱山（株）-大館市
- 発盛鉱山（はっせい）【椿鉱山】…銅・亜鉛・鉛・重晶石・亜鉛（1940年代閉山）大日本鉱業（株）-山本郡八森町
- 来田鉱山（らいでん）…金・銀・銅・鉛・亜鉛（黒鉱）（明治30年代～1935年頃休山のち閉山）大日本鉱業（株）-稲川町大倉
- 明又鉱山（あかりまた・あけのまた）…金・銀・銅（閉山）中外鉱業-北秋田市
- 十和田鉱山（とわだ）【十輪田鉱山】…金・銀・銅（1666年～昭和20年代閉山）日鉄鉱業（株）-青森県十和田市、秋田県鹿角郡小坂町
- 立又鉱山（たちまた）…金・銀・銅・鉛・亜鉛・マンガン（1973年閉山）大日本鉱業(株)-大館市比内町
- 大葛金山…金・銅（1975年閉山）-北秋田郡比内町
- 大巻鉱山…金・銀・銅・鉛・亜鉛（閉山）-北秋田郡鷹巣町七日市字奥見内
- 堀内鉱山（ほりうち）…金・銀・銅・鉛・亜鉛（1912年～1963年休山）日曹金属（株）→日本曹達（株）-鹿角郡小坂町堀内沢
- 田子内鉱山（たごうち）…金・銀・銅・鉛・亜鉛（1956年閉山） 藤田興業-雄勝郡東成瀬村
- 杉沢鉱山（すぎさわ）【小杉沢】…金・銀・銅・鉛・亜鉛（1972年8月閉山）荒沢永吉-大仙市(仙北郡西仙北町)
- 真木鉱山（まき）…銀・銅・鉛・亜鉛（1879年頃～閉山） 同和鉱業（株）-仙北郡太田町
- 大谷鉱山（おおたに）…金・銀・銅・鉛・亜鉛（閉山）-北秋田郡比内町大谷
- 松岡鉱山（まつおか）…金・銀・銅・鉛・亜鉛（1596年頃発見～1947年閉山）-湯沢市
- 亀山盛鉱山（きさもり）…金・銀・銅・鉛・亜鉛（閉山）三菱鉱業（株）-大仙市協和
- 畑鉱山（はた）…金・銀・銅・鉛・亜鉛（明治初期～1971年11月閉山）合同資源産業（株）-大仙市協和
- 松木鉱山（まつき）…金・銀・銅・鉛・亜鉛（1978年2月6日閉山）花岡鉱業（株）-大館市
- 宝倉鉱山（ほくら）…金・銀・銅（1972年閉山）卯根倉鉱業-大館市
- 小真木鉱山（こまき）【白根金山】…金・銀・銅・鉛・亜鉛・硫化鉄（天平年間～1978年5月閉山）三菱金属鉱業（株）→尾去沢鉱山（株）-鹿角市十和田
- 田ノ沢鉱山（たのさわ）…金・銀・銅・鉛・亜鉛（閉山）-鹿角市
- 大倉鉱山…金・銀・銅・鉛・亜鉛（1744年発見～1919年閉山）-湯沢市
- 畑野鉱山…金・銀・銅・鉛・亜鉛・鉄鉱石（1881年発見～1957年閉山）-湯沢市
- 日三市鉱山（ひさいち）…金・銀・銅（1937年5月閉山）三菱鉱業（株）-仙北市角館町
- 高沢鉱山（たかさわ）…金・銅（1917年閉山）大日本鉱業（株）-仙北市西木町
- 揚ノ沢鉱山（あげのさわ）… 銀・銅・鉛・亜鉛・ビスマス（閉山）大日本鉱業(株)-北秋田市
- 白沢鉱山…銀・銅（1709年～1950年閉山）-湯沢市稲川
- 餌釣鉱山（えつり）…銅・鉛・亜鉛・マンガン（1979年10月～1991年9月30日閉山）花岡鉱業（株）-大館市
- 吉乃鉱山（よしの）【吉野鉱山・増田鉱山】…銅・鉛・亜鉛（1720年頃～1957年閉山）大日本鉱業（株）-横手市増田町
- 深沢鉱山（ふかさわ）…銅・鉛・亜鉛（1994年3月31日閉山）花岡鉱業（株）-大館市
- 松峰鉱山（まつみね）…銅・鉛・亜鉛（1994年3月31日閉山）花岡鉱業（株）-大館市
- 不老倉鉱山（ふうろうくら）【狼倉銅鉱】…金・銀・銅・鉛・亜鉛・硫化鉄（1734年～1964年休山）古河合名→帝国鉱業（株）→三井金属鉱業(株)-鹿角市十和田柴平
- 新不老倉鉱山…銅（1933年6月発見～1966年12月閉山）中島産業（株）→卯根倉工業（株）-鹿角市十和田町大湯
- 萱草鉱山（かんぞう）…銅（閉山）古河鉱業-北秋田市
- 来満鉱山（らいまん）【中不老倉鉱山】…金・銀・銅・鉛・亜鉛（1955年～1970年12月閉山）同和鉱業（株）-鹿角市十和田町
- 折戸鉱山…金・銀・銅・鉛・亜鉛（閉山）個人所有-鹿角市十和田町大湯
- 大地鉱山…金・銀・銅・硫化鉄（1904年～1955年閉山）同和鉱業（株）→三菱鉱業（株）-鹿角郡小坂町濁川
- 西又鉱山…銅・鉛・亜鉛（1887年頃～1945年頃閉山）小笠長治開発→小坂鉱山→同和鉱業（株）-鹿角郡小坂町濁川
- 栃窪鉱山【門の沢鉱山】…金・銀・銅・鉛・亜鉛・マンガン（大正初期～1950年頃閉山）同和鉱業（株）-鹿角郡小坂町若立木
- 松倉鉱山…金・銀・銅・鉛・亜鉛・マンガン（1917年～閉山）同和鉱業（株）-鹿角郡小坂町
- 苦竹鉱山（にがたけ）【丑森鉱山】…金・銀・銅・鉛・亜鉛（1917年～閉山）金森鉱山合資→住友金属鉱山（株）-大館市鯰沢
- 松木沢鉱山…金・銀・銅・鉛・亜鉛・硫化鉄（1932年～閉山）同和鉱業（株）-鹿角郡小坂町松木沢
- 金畑鉱山…（1912年～1962年休山）同和鉱業（株）-鹿角郡小坂町金畑
- 秋津鉱山…銅（閉山）-大館市
- 新城鉱山…銅（閉山）-秋田市上新城
- 弥生鉱山…銅（閉山）-由利本荘市鳥海
- 大比立鉱山…銅（閉山）-大館市田代
- 八森鉱山（はちもり）…銅（閉山）-山本郡八峰町
- 田子ノ木鉱山（閉山）-仙北市田沢湖
- 四角鉱山（しかく）…金・銀・銅・鉛・亜鉛（1869年～1930年頃？閉山）個人所有→同和鉱業（株）-鹿角市
- 細地鉱山…銅（嘉永年間～閉山）個人所有→同和鉱業（株）-鹿角市柴平字細地
- 川口鉱山…銅（1708年～1955年より休山）鎌田斯郎-大仙市太田町
- 内の岱鉱山（うちのたい）…銅・鉛・亜鉛（1960年～1989年閉山）同和鉱業(株) -鹿角郡小坂町
- 古遠部鉱山（ふるとうべ）【南古遠部鉱山】…金・銀・銅・鉛・亜鉛・硫化鉄（1911年～1986年3月閉山）三菱金属鉱業（株）→古遠部鉱業-鹿角郡小坂町
- 長木鉱山（ながき）【龍谷鉱山】…金・銀・銅・鉛・亜鉛（文政年間～昭和30年代閉山）同和鉱業(株)-大館市長木
- 相内鉱山（あいない）…金・銀・銅・鉛・亜鉛・硫化鉄（1861年発見～1985年閉山）日東金属鉱山（株）-鹿角郡小坂町相内
- 鉛山鉱山（かなやま）…銅・鉛・亜鉛（1665～1985年9月閉山）日本鉱業（株）-鹿角郡小坂町十和田鉛山鉱山
- 宮田又鉱山（みやたまた）【宮田銅山】…銅・鉛（1737年頃～1965年閉山）横山鉱業部→帝国鉱山→新鉱山開発（株）-仙北郡協和町
- 鴇鉱山（ときと）…金・銀・銅・鉛・亜鉛（1667～1957年休山）同和鉱業-鹿角郡小坂町鴇
- 深沢鉱山（ふかざわ）…マンガン（閉山）-大館市[1]
- 蓬莱高松鉱山（ほうらいたかまつ）…鉄鉱・硫化鉄（閉山）-湯沢市須川
- 水沢鉱山（みずさわ）…（閉山）-山本郡峰浜村
- 岩神鉱山（いわがみ）…（閉山）同和鉱業（株）-大館市東
- 宮川鉱山（みやがわ）…鉄鉱石（閉山）-鹿角市
- 川原毛鉱山（かわらげ）…硫黄（1623年～1965年閉山）東北硫黄-湯沢市川原毛
- 中ノ沢鉱山…硫黄（1952年頃～閉山）荻原鉱業-鹿角市八幡平
- 湯沼鉱山…硫黄（閉山）荻原鉱業-鹿角市八幡平
- 赤倉鉱山（あかくら）…硫黄（1941年7月閉山）硫黄赤倉鉱業（株）-北秋田郡田代町
- 玉川鉱山（たまがわ）…硫黄・硫化鉄（閉山）玉川鉱業-鹿角市八幡平
- 寄延鉱山（よりのぶ）…珪藻土（操業中）中央シリカ(株)-北秋田市森吉
- 綴子鉱山（つづれこ）…珪藻土（操業中） 日鉄鉱ダイアストン（株）-北秋田市

炭鉱
- 萱草炭鉱（かやくさ）…（閉山）金竜山炭砿-北秋田市
- 秋田炭鉱（あきた）…（1960年代閉山）電気化学工業 - 北秋田市森吉
- 荒瀬炭鉱（あらせ）…（閉山）松本勝太郎-北秋田市
- 大阿仁炭鉱（おおあに）…（閉山）土井彦太郎 - 北秋田市(北秋田郡阿仁町)
- 丹内炭鉱（たんない）…（閉山）-北秋田郡比内町

### 山形県
- 吉野鉱山（よしの）【吉乃鉱山】…銅・亜鉛・硫化鉄・石膏（閉山）吉野石膏（株）など(戦前) → 日本鉱業（株）(戦後)-南陽市宮内
- 八谷鉱山（やたに）…金・銀・銅・鉛・亜鉛（1988年3月閉山）八谷鉱業（株）-米沢市
- 睦合鉱山（むつあい）…金・銀・銅・鉛・亜鉛（閉山）-山形県西村山郡西川町
- 三永鉱山（さんえい）…金・銀・銅・鉛・亜鉛（閉山）昭和鉱業（株）-山形県西村山郡西川町
- 福舟鉱山（ふくふね）…金・銀・銅・鉛・亜鉛（江戸時代～1976年閉山）三菱金属鉱業→福舟鉱山（株）-尾花沢市
- 大蔵鉱山（おおくら）…金・銀・銅・鉛（1959年10月閉山）東邦亜鉛（株）-最上郡大蔵村
- 三治鉱山（みはる）…金・銀・銅・亜鉛（1966年閉山）-西村山郡西川町
- 南沢鉱山（みなみざわ）…金・銅・鉛・亜鉛（閉山）三菱鉱業（株）-南陽市
- 千歳鉱山 (山形県)（ちとせ）…金・銀・銅（閉山）- 山形市双月新町
- 高瀬鉱山（たかせ）…金・銀・銅（閉山）-山形市大字高瀬
- 大張鉱山（おおばり）…金・銀・銅（閉山）-鶴岡市（旧 東田川郡朝日村）
- 千代ヶ沢鉱山（ちよがさわ）…金・銀・銅（閉山）-天童市大字山口
- 温海鉱山（あつみ）…金・銀・銅・鉛・亜鉛（閉山）-
- 藤井鉱山（ふじい）【面白山鉱山】（おもしろやま）…金・銀・銅（明治時代～大正末期閉山）-山形市大字山寺
- 福栄頓鉱山（ふくえいそん）…金・銀・銅・モリブデン（閉山）-鶴岡市温海町（旧 西田川郡温海町）
- 延沢銀山（のべざわ）…銀（1456年頃発見、慶長年間～1698年閉山、1966年頃まで再開発を試しみる）-尾花沢市
- 谷口銀山（たにぐち）…銀（閉山）-最上郡金山町
- 柏木鉱山（かしわぎ）…銅（閉山）-上山市大字楢下
- 不平鉱山（ふびら）…銅（明治後期～1963年代閉山）-上山市
- 満沢鉱山（みつざわ）…銅（1961年閉山）日本鉱業（株）-最上郡最上町
- 長富鉱山（ながとみ）…銅・鉄鉱（閉山）-最上郡最上町
- 立中鉱山…銅・鉛・亜鉛（閉山）-最上郡最上町
- 幸生鉱山（さちう・さちゅう）…銅・鉛・亜鉛（1961年閉山）古河鉱業（株）-寒河江市幸生
- 高旭鉱山（たかひ）…銅・鉛・亜鉛（閉山）新鉱業開発-西村山郡西川町
- 永松鉱山（ながまつ）…銅・鉛・亜鉛（閉山）古河鉱業（株）-最上郡大蔵村
- 立中鉱山（たてなか）…銅・鉛・亜鉛（閉山）-最上町
- 赤山鉱山（あかやま）…銅・硫化鉄鉱（1967年閉山）-上山市大字楢下
- 大泉鉱山（おおいずみ）…銅・鉛・亜鉛・マンガン（1978年閉山）大日本鉱業-鶴岡市(旧 東田川郡朝日村)
- 見立鉱山（みたて）…銅・鉛・亜鉛（1966年閉山）日本鉱業（株）-西村山郡西川町
- 小山鉱山（こやま）…金・銅（閉山）-西村山郡西川町間沢[2][3][4]
- 日正鉱山（にっしょう）…鉛・亜鉛（閉山）藤田鉱業-最上郡真室川町
- 宝沢鉱山（ほうざわ）…鉛・亜鉛（閉山）-山形市宝沢
- 小国鉱山…ウラン（閉山）-西置賜郡小国町
- 今珠関鉱山…モリブデン（閉山）-
- 滑川鉱山（なめがわ）…褐鉄鉱（1941年～1970年閉山）-米沢市
- 吹浦鉱山（ふくらて・ふくうら）…砂鉄（閉山）-飽海郡遊佐町
- 月布鉱山（つきぬの）…ベントナイト（操業中）クニミネ工業（株）-西村山郡大江町
- 西吾妻鉱山（にしあづま）…硫黄・硫化鉄鉱（1937～1971年閉山）-米沢市南原
- 蔵王鉱山（ざおう）…硫黄・硫化鉄（明治初期～1963年3月31日閉山）蔵王鉱業（株）→ 日東金属鉱山（株）-上ノ山市永野
- 板谷ジークライト鉱山(いたやじーくらいと) …カリオナイト・絹雲母（閉山）-米沢市
- 肘折鉱山（ひじおり）…カオリナイト・石英（閉山）最上郡大蔵村
- 板谷鉱山…カオリナイト・絹雲母（閉山）-米沢市
- 大峠鉱山（おおとうげ）…ロウ石（閉山）大峠陶石(株)-米沢市
- 大石田鉱山…硅砂（操業中） 東北硅砂（株）-北村山郡大石田町
- 飯豊鉱山（いいで）…珪砂 JFEミネラル-飯豊町
- 長石鉱山…長石（閉山）-小国町金丸

炭鉱
- 郡一炭鉱…亜炭（閉山）-最上郡舟形町
- 和合炭鉱…（閉山）-東置賜郡川西町和合
- 油戸炭鉱…（1957年2月閉山）三菱鉱業（株）-鶴岡市
- 田川炭鉱…（閉山）ラサ工業（株）→ 大阪造船所（株）-西田川郡温海町
- 福原炭鉱…（閉山）
- 中山炭鉱…（閉山）中山炭鉱（株）-東村山郡中山町

### 福島県
- 沼尻鉱山（ぬまじり）…硫黄・硫化鉄（1888年～1968年6月閉山）磐梯急行電鉄株式会社-耶麻郡猪苗代町
- 八茎鉱山（やぐき）…銅・鉄・タングステン・マンガン（1931年〜年閉山）八茎鉱山-いわき市
- 八総鉱山（やそう）…銅、鉛、亜鉛（1970年閉山）住友金属鉱山（株）-南会津郡田島町、舘岩村
- 高玉鉱山（たかだま）【田代鉱山】…金・銀・銅・鉄・アンチモン（室町時代〜1976年閉山）日本鉱業（株）-郡山市熱海町高玉
- 高旗鉱山（たかはた）…金・銀（閉山）合同資源産業（株）-郡山市
- 半田鉱山（はんだ）…金・銀（807年頃〜1950年閉山）五代友厚-伊達郡桑折町・国見町
- 黄金沢鉱山…金・銀（天正年間～閉山）-西白河郡表郷村金山
- 黄金嶺鉱山…金（閉山）-西白河郡表郷村
- 真船鉱山…金（閉山）-西白河郡表郷村
- 大島鉱山…金（閉山）-西白河郡表郷村
- 大沢鉱山…金（閉山）-西白河郡表郷村
- 中の沢鉱山…金（閉山）-西白河郡表郷村
- 松ヶ岡鉱山…（まつがおか）（閉山）-
- 常盤鉱山…長石（閉山）-
- 那須鉱山…硫黄（閉山）-
- 信夫鉱山…硫黄（1916年～1944年休山～1953年閉山）東邦採鉱（株）→信夫硫黄鉱山（株）→上岡鉱業（株）-福島市町庭坂
- 鈍子岩鉱山…銅（閉山）-西会津町
- 高倉鉱山…鉄鉱石（1907年頃発見～1960年閉山）高倉鉱業→北海電気興業→日鉄鉱業-原町市
- 多田野採石（ただの）…和田石・珪灰石（閉山）-郡山市
- 剣ケ峰鉱山（つるぎがみね・けんがみね）…鉄鉱石（閉山）-いわき市小川町
- 羽山鉱山（はやま）…ニッケル（閉山）-伊達郡川俣町
- 朝日鉱山（あさひ）…金・銀・石膏・銅・鉛・亜鉛・硫化鉄（江戸時代～1970年閉山）-会津若松市大戸町・門田町
- 高旗郡山（たかはた）…銅・亜鉛（閉山）-郡山市
- 月形鉱山（つきがた）…デュモルチェ石・鋼玉（閉山）- 郡山市湖南町
- 赤沼鉱山（あかぬま）…クロム（閉山）-郡山市高倉
- 雲水峰鉱山（うずみね）…石英・長石・緑柱石・ユークセン石（閉山）-須賀川市宇津峰山
- 赤羽根鉱山（あかばね）…銅・鉛・亜鉛（閉山）-西会津町
- 川辺山鉱山（かわべやま）…サマルスキー石（閉山）-石川町川辺
- 房又鉱山（ふさまた）…ウラン（閉山）-川俣町房又
- 高ノ倉鉱山（たかのくら）…銅（閉山）-相馬郡飯舘村
- 水保鉱山（みずほ）…鉄鉱石（閉山）-福島市
- 烏川鉱山（からすがわ）…ゼノタイム（閉山）-福島市飯坂
- 永井鉱山（ながい）…タングステン（閉山）-霊山町藤搦
- 裏半田鉱山（うらはんだ）…紫水晶（閉山）-福島市飯坂町茂庭
- 和久観音鉱山（わくかんのん）…ペグマタイト・電気石（閉山）-石川郡石川町
- 田子倉鉱山…金・銀・銅・鉛・亜鉛・硫化鉄・セリサイト（1590年代～1978年休山）（株）田子鞍産業-会津郡只見町
- 手代木鉱山（てしろぎ）…チタン・ルチル・サファイア（閉山）-郡山市田村町手代木
- 宇津峰鉱山【宇津峯、小倉】…チタン・ルチル（閉山）-須賀川市狸平
- 赤取根鉱山…金（閉山）-須賀川市狸平
- 相馬鉱山（そうま）…砂鉄（閉山）-
- 川俣鉱山…ニッケル（閉山）-
- 蛍鉱山（ほたる）…蛍石（閉山）-南会津町
- 御斎所鉱山（ございしょ）…マンガン（閉山）-いわき市塩田人
- 剱ヶ峰鉱山…鉄鉱・マンガン・クロム（1946年閉山）-いわき市
- 加納鉱山（かのう）…金・銀・銅・鉛・亜鉛（1968年閉山）-耶麻郡熱塩加納村
- 軽井沢銀山…銀・鉛・亜鉛（明治時代閉山）-河沼郡柳津町（旧大沼郡軽井沢村）
- 石ヶ森鉱山（いしがもり）…金・銅（閉山）-会津若松市
- 与内畑鉱山（よないばた）…銅・鉛・亜鉛・石膏（明治時代〜1972年閉山）-耶麻郡熱塩加納村与内畑
- 赤羽鉱山【赤羽根】…銅・鉛・亜鉛（閉山）日本鉱業（株）-耶麻郡西会津町
- 玉井鉱山（たまい）…銅・鉛・亜鉛（閉山）-郡山市
- 大宮鉱山（おおみや）…銅・鉄鉱（閉山）-南郷村
- 中野鉱山（なかの）…銅・鉛・亜鉛・鉄鉱（閉山）-福島市
- 大野鉱山（おおの）…銅・鉄鉱（閉山）-いわき市
- 高千穂鉱山（たかちほ）…磁鉄鉱・チタン（閉山）-相馬市中村
- 右田鉱山…砂鉄（閉山）-相馬郡鹿島町
- 大滝根鉱山（おおたきね）…石灰石（操業中）-田村郡大越町
- 中森鉱山（なかもり）…石灰石（操業中）
- 万太郎鉱山…石灰石（操業中）
- 新滝根鉱山【旭滝根鉱山・旭大越鉱山（住友大阪セメント）が2011年10月に合併】…石灰石（操業中）旭砿末資料合資会社-田村市大越町上大越字欠入
- 新八茎鉱山（しんやぐき）…石灰石・砕石（操業中）新八茎鉱山（株）-いわき市
- 飯坂鉱山（いいざか）…沸石（操業中）日東粉化工業（株）-伊達郡桑折町
- 戸沢鉱山…長石・珪石（閉山）-
- 白石鉱山…長石・珪石（閉山）-
- 発地岡鉱山…珪灰石（閉山）
- 石川鉱山（いしかわ）…石英・雲母・モナズ石（閉山）-石川郡石川町
- 安積石膏鉱山（あさかせっこう）…石膏（閉山）-郡山市
- 日山鉱山…金・銀・鉄・鉛・亜鉛（閉山）-郡山市湖南町中野
- 横田鉱山…亜鉛・鉛・銅・硫化（閉山）-金山町横田

炭鉱
- 片平炭鉱…亜炭（閉山）-安積郡片平村
- 勿来炭鉱（なこそ）（1966年閉山）大日本炭鉱-いわき市
- 常磐炭田
  - 湯本鉱-いわき市
  - 鹿島鉱
  - 湯女鉱
  - 小野田炭鉱-いわき市
  - 小田炭鉱-いわき市
  - 戸部炭鉱
  - 磐城炭鉱（1971年閉山）-いわき市
  - 日曹赤井炭鉱（1937年〜1960年5月閉山）日曹炭砿（株）-いわき市平赤井

## 関東地方

### 茨城県
- 日立鉱山（ひたち）【赤沢銅山】…銅・硫化鉄（16世紀末頃～1981年9月30日閉山）-日立市本山
- 高取鉱山（たかとり）【大正鉱山】…金・銀・銅・タングステン・錫（18世紀末～1986年1月閉山）下川鉱業（株）荒川鉱業(株)-西茨城郡七会村
- 栃原金山（とちはら）…金（16世紀頃発見～1999年休山）東洋金属鉱業（株）-久慈郡大子町
- 日永鉱山…金・銀（閉山）日永鉱業 -久慈郡大子町金山
- 諏訪鉱山（北の沢）…金・銀・銅（1960年閉山）日本鉱業-日立市
- 鷹峯鉱山（たかみね）…マンガン（閉山）
- 山の尾鉱山（やまのお）…柘榴石・珪石（閉山）-真壁郡真壁町
- 日鉄久慈鉱山（にってつくじ）…金・銀・鉛（閉山）-大子町大沢
- 日永鉱山（ひなが）…金・銀（閉山）-大子町金山
- 岩間鉱山（いわま）…マンガン（閉山）-山方町山方宿
- 塩沢鉱山（しおざわ）…金・銀（1943年閉山）北海道硫黄（株）
- 仏沢鉱山（ほとけざわ）…金・銀（閉山）-久慈郡大子町下津原
- 諏訪鉱山（すわ）（北の沢）…鉄・硫化鉄（1500年代～1965年閉山）久原鉱業
- 木葉下鉱山（あぼっけ）…金・銀 -水戸市木葉下町
- 有賀鉱山（ありが）…金・銀（天正～閉山）-水戸市有賀町
- 長谷鉱山（はせ）…チタン（閉山）-常陸太田市長谷町
- 加賀田鉱山（かがだ）…硫化鉄（閉山）-笠間市上加賀田
- 大正鉱山（たいしょう）…錫・白雲母（閉山）-東茨城郡城里町塩子
- 日高鉱山（ひだか） …銅（閉山）-日立市小木津町岩本
- 宝山鉱山（たからやま）…苦土電気石・曹長石（閉山）-日立市小木津町岩本
- 花園鉱山（はなぞの）…ウラン・正長石・鉄電気石・白雲母（閉山）-北茨城市華川町花園
- 太平田鉱山（たいへいた）…石灰石 （操業中）日立セメント-日立市諏訪町
- 石の倉鉱山（いしのくら）…石灰石 （操業中）旭礦末資料合資会社-常陸太田市・日立市

炭鉱
- 常磐炭田-北茨城市・福島県いわき市
  - 中郷炭鉱（1983年閉山）-北茨城市
  - 茨城炭鉱（閉山） 常磐炭鉱 -北茨城市
  - 高萩炭鉱（1967年 5月閉山）高萩炭鉱 -高萩市
  - 櫛形炭鉱（閉山） 高萩炭鉱 -高萩市
  - 磯原炭鉱（1967年10月閉山） 大日本炭鉱 - 北茨城市
  - 向洋炭鉱（1968年4月閉山） 宇部興産
  - 重内炭鉱（1969年10月閉山）

### 栃木県
- 足尾鉱山（あしお）【足尾銅山】…銅・鉛・錫（1500年代～1973年2月閉山）古河鉱業（株）-上都賀郡足尾町
- 加蘇鉱山（かそ）…マンガン（1872年～1966年3月閉山）今井鉱業（株）-鹿沼市上久我
- 小来川鉱山（おころがわ）…金・銀・銅（閉山）-日光市
- 西沢鉱山（にしざわ）…金・銀・銅・錫・マンガン（1844年～1939年閉山）日本鉱業（株）-塩谷郡栗山村
- 日光鉱山（にっこう）【天頂鉱山】…金・銀・銅・鉛・亜鉛（昭和初期～1975年閉山）日本鉱業（株）-塩谷郡塩谷町
- 久良沢鉱山（きゅうらさわ・にゅうらざわ）…マンガン（閉山）-上都賀郡足尾町
- 鹿入鉱山【鹿ノ入鉱山】（かのいり・しかのいり）…マンガン・バスタム石（閉山）-鹿沼市草久
- 釜之沢鉱山（かまのさわ）…金・銀・銅（閉山）帝国鉱業開発-塩谷郡塩谷町
- 大名沢鉱山（だいみょうさわ）…銅（閉山）-塩谷郡塩谷町
- 野州鉱山（やしゅう）…金・銀・銅（閉山）大家商事-塩谷郡塩谷町
- 高山鉱山（たかやま）…銅（閉山）平林唯逸-塩谷郡塩谷町
- 天上沢鉱山（てんじょうざわ）…銅（閉山）玉成鉱業-塩谷郡塩谷町
- 木戸ヶ沢鉱山…銅・鉛・亜鉛（1955年閉山）日本鉱業（株）-塩谷郡塩谷町
- 茂木鉱山（もてぎ・もぎ）…アンチモン（閉山）-芳賀郡茂木町
- 栃木鉱山（とちぎ）…銅（閉山）
- 真名子鉱山（まなご）…マンガン（閉山）
- 高平鉱山（たかひら）…マンガン（1940年頃～閉山）伊東芳松
- 永野鉱山…マンガン（1889年～1952年閉山）関東金属工業（株）
- 第一永野鉱山（だいいちながの）…マンガン（昭和初期～1945年閉山）中島竹治
- 発光路鉱山（ほっこうじ）…マンガン（昭和初期～閉山）関東金属工業（株）-上都賀郡粕尾村
- 大百川鉱山（おおびゃくがわ）…マンガン（明治中期頃～閉山）-上都賀郡永野村
- 笹平鉱山（ささひら）…マンガン（1917年～閉山）中島工業（株）-上都賀郡上粕尾村
- 宝沢鉱山【発光】…マンガン（1942年～閉山）平山伝治-上都賀郡上粕尾村
- 板荷鉱山（いたが）…マンガン・雲母・電気石（閉山）-鹿沼市
- 横根山鉱山（よこねやま）…マンガン（閉山）-粟野町
- フバサミクレー鉱山…金・ろう石・カコクセン石（閉山）フバサミクレー（株）（現・昭和KDE）-今市市猪倉文挟
- 遠ヶ根鉱山（とおがね）…鉄鉱石（閉山）-蛭川村
- 大芦鉱山鉱山（おおあし）…マンガン（閉山）-鹿沼市
- 野峰鉱山鉱山（のみね）…マンガン（閉山）-田沼町飛駒
- 大柿山鉱山（おおがきやま）…マンガン（閉山）-都賀町大柿
- 木戸ケ沢鉱山（きどがさわ）…銅・亜鉛（閉山）-今市市藤原町
- 吉田鉱山（よしだ）…マンガン（閉山）-飛駒村（田沼町飛駒）
- 川面鉱山（かわづら）…マンガン・石墨（閉山）-佐野市飛駒町
- 引田鉱山（ひきだ）…鉛・亜鉛（閉山）-鹿沼市引田
- 鷹ノ巣鉱山（たかのす）…マンガン（閉山）-鹿沼市上粕尾
- 松坂鉱山（まつざか）…マンガン（閉山）-鹿沼市中粟野
- 那須鉱山（なす）…硫黄（閉山）-那須郡那須町湯本
- 小百鉱山（おびゃく）…銅（1614年発見～1945年閉山）同和鉱業（株）-日光市
- 高徳鉱山（たかとく）…銅・鉛・亜鉛（閉山）-日光市高徳
- 大井沢鉱山（おおいさわ）…銅・鉛・亜鉛（閉山）-日光市小百
- 銅蔵鉱山（どうくら）…マンガン（閉山）-日光市湯西川
- 大柿鉱山…マンガン（閉山）-下都賀郡都賀町
- 東沢鉱山（ひがしざわ）…マンガン（閉山）-鹿沼市上粕尾
- 万珠鉱山（まんじゅ）…金・銀・銅（閉山）万珠鉱業（株）-塩谷町下寺島
- 玉生鉱山（たまにゅう）…金・銀・銅·ウラン（閉山）万珠鉱業（株）-塩谷町
- 大鷲鉱山（おおわし）…モリブデン・ビスマス軽石凝灰岩（大谷石）-鹿沼市
- 今市鉱山（いまいち）…モリブデン（閉山）
- 関白鉱山（かんぱく）…カリオン石・明礬石（閉山）-河内郡上河内村
- 那須鉱山（なす）…硫黄 -那須郡那須
- 那須蝋石山（なすろうせき）…蝋石・セリサイト（閉山）-那須塩原市百村
- 富井鉱山（とみい）…銅・鉛・亜鉛・紫水晶（1955年 - 1973年閉山[5]）東邦亜鉛（株）-宇都宮市篠井町
- 葛生鉱山…石灰石・ドロマイト（閉山）日鉄鉱業-佐野市
- 東京石灰鉱山（とうきょうせっかい）…石灰石・ドロマイト（操業中） 東京石灰工業
- 唐沢鉱山（からさわ）…石灰石・ドロマイト（操業中）住友大阪セメント-安蘇郡葛生町
- 羽鶴鉱山（はづる）…石灰石・ドロマイト（操業中）日鉄鉱業-安蘇郡葛生町
- 大叶鉱山（おおかのう）…石灰石・ドロマイト（明治初期～操業中）吉澤石灰工業-安蘇郡葛生町・栃木市
- 大釜鉱山（おおかま）…石灰石・ドロマイト（操業中）駒形石灰工業
- 水木鉱山（みずき）…粒状珪岩（操業中）JFEミネラル-鹿沼市
- 三好鉱山（みよし）…石灰石・ドロマイト・砕石（操業中）三好礦業-安蘇郡田沼町
- 日瓢鉱山（にっぴょう）…けい石（操業中）日瓢砿業（株）-上都賀郡粟野町
- 村樫鉱山（むらかし）…石灰石・ドロマイト（操業中）村樫石灰工業（株）-安蘇郡葛生町

### 群馬県
- 黒川鉱山（くろかわ）…マンガン（閉山）-桐生市菱町黒川
- 群馬鉱山（ぐんま）【群馬鉄山】…褐鉄鉱・鉄明礬石（1966年3月閉山）鋼管鉱業（株）-吾妻郡六合村（現・中之条町）
- 根羽沢鉱山（ねばさわ）…金・銀（1982年頃閉山）三菱鉱業-利根郡片品村
- 白根鉱山（しらね）【谷所鉱山】(やとこ)…硫黄（1974年3月閉山）（株ー白根硫黄鉱業所 -吾妻郡草津町
- 小串鉱山（おぐし）…硫黄（1929年～1971年6月閉山）北海道硫黄（株）-吾妻郡草津町・吾妻郡嬬恋村・長野県上高井郡高山村
- 草津鉱山（くさつ）（白嶺）…硫黄（閉山）-吾妻郡草津町
- 谷所鉱山…硫黄（1969年閉山）
- 梅田鉱山…鉄重石・蛍石・硫黄（閉山）-桐生市梅田
- 川場鉱山（かわば）【鉱石山】…灰鉄ざくろ石・方解石・石英・ヘスチング閃石（閉山）-利根郡川場村谷地
- 多野鉱山（たの）…ニッケル（閉山）日本ニッケル(株)-多野郡
- 茂倉沢鉱山（もぐらざわ）…マンガン（閉山）-桐生市菱町上菱
- 石津鉱山（いしづ）…硫黄（1969年閉山）-北海道硫黄（株）-吾妻郡草津町・嬬恋村
- 吾妻鉱山…（あがつま）硫黄（1971年閉山）-帝国硫黄工業-吾妻郡草津町・嬬恋村
- 赤城根鉱山（あかぎね）…銅・鉛・亜鉛（閉山）新望鉱山-利根郡利根村
- 小松鉱山（こまつ）…銅・鉛・亜鉛（閉山）山原喜久雄-利根郡利根村
- 萩平鉱山（はぎだいら）…マンガン（閉山）-勢多郡東村（現・みどり市東町小中）
- 上菱鉱山（うえびし）…マンガン（閉山）-桐生市菱町
- 昭和鉱山（しょうわ）…マンガン（閉山）-昭和村
- 小畠鉱山（こばた）…マンガン（閉山）- 東村利東
- 東小中鉱山…マンガン（1960年代閉山）-みどり市小中
- 上田沢鉱山…マンガン（閉山）-桐生市黒保根町上田沢
- 大水沢鉱山…アンチモン（閉山）-甘楽郡南牧村六車
- 万場鉱山…マンガン（閉山）-多野郡神流町塩沢
- 飯島鉱山…マンガン・滑石（閉山）-多野郡神流町
- 利東鉱山…マンガン（閉山）-みどり市東町小中
- 松島鉱山…マンガン（閉山）-みどり市東町小夜戸
- 昭和沢入鉱山…マンガン（閉山）-桐生市黒保根町上田沢
- 入道沢鉱山…硫黄（閉山）-吾妻郡草津町草津
- 四万鉱山（しま）…鉄鉱石（閉山）-吾妻郡中之条町四万
- 八塩鉱山（やしお）…クロム・あられ石 （閉山）-藤岡市鬼石
- 西澤鉱山（にしざわ）…金・銀（閉山）
- 砥沢鉱山…金・銀（閉山）-南牧村
- 戸神鉱山（とがみ）…金（16世紀頃？～1938年頃閉山）-沼田市戸神町
- 西ノ牧鉱山（にしのまき）…金・銀・鶏冠石・雄黄・砒素・石英（閉山）昭和特殊鉱業（株）-下仁田町南野牧
- 上信鉱山（じょうしん）…ロウ石・ハロイサイト（閉山）関東鉱産（株）-吾妻郡草津町・吾妻郡嬬恋村
- 川場鉱山（かわば）…ザクロ石（閉山）-利根郡川場村谷地
- 大水鉱山（おおみず）… アンチモン（閉山）-南牧村赤岩
- 中小坂鉄山【中小坂鉱山】（なかおさか）… 鉄鉱石（嘉永年間頃発見～1961年閉山）-下仁田町
- 中丸鉱山（なかまる）…銅・鉛・亜鉛・アンチモン（1954年～閉山）野上鉱業（株）-下仁田町南野牧
- 叶山鉱山（かのうさん）…石灰石（操業中）有恒鉱業（株）-多野郡神流町（中里村）
- 鉱石山鉱山…柘榴石（閉山）-利根郡川場村川場湯原
- 白艶華鉱山（はくえんか）…石灰石（操業中）白石工業（株）-甘楽郡下仁田町・南牧村
- 磐戸鉱山…石灰石（閉山）-南牧村
- 砥沢砥石…砥石（閉山）-甘楽郡南牧村羽沢
- 郷原鉱山（ごうはら）…ベントナイト（操業中）豊順鉱業（株）-安中市
- 富岡鉱山（とみおか）…ベントナイト（操業中）豊順鉱業（株）-富岡市
- 妙義鉱山（みょうぎ）…ベントナイト（操業中）豊順鉱業（株）-富岡市妙義町
- 御座入鉱山（ございり）…長石（操業中）群馬長石（株）-利根郡片品村

炭鉱
- 金井炭鉱亜炭-高崎市寺尾町
- 興亜炭鉱亜炭-高崎市乗附町
- 城山炭鉱亜炭-高崎市乗附町
- 蛇場見炭鉱亜炭-高崎市乗附町
- 上州炭鉱亜炭-高崎市
- 松井炭鉱亜炭-高崎市乗附町

### 埼玉県
- 秩父鉱山（ちちぶ）【日窒鉱山・大黒坑】…金・銀・鉄・亜鉛・鉛・マンガン・珪砂（1600年頃～1978年閉山・石灰石、珪砂のみ2022年12月まで操業、閉山）（株）日窒鉱業（現・ニッチツ）-秩父郡大滝村
- 秩父妙法鉱山（ちちぶみょうほう）【荒川鉱山】…銅・磁鉄鉱（閉山）-秩父郡大滝村
- 金山鉱山（かなやま）…銅（1500年頃～明治時代）-秩父市黒谷
- 岩井沢鉱山（いわいさわ）…マンガン・水銀（閉山）-飯能市
- 大蔵鉱山（おおくら）…（閉山）マンガン-飯能市
- 宇遠鉱山（うとう）…マンガン（閉山）-飯能市上名栗字西平
- 西平鉱山（にしひら）…マンガン（閉山）-飯能市
- 餡子屋鉱山（あんこや）…銅（閉山）-秩父郡東秩父村
- 大宮鉱山（おおみや）【日高鉱山】 …（明治時代後期頃～昭和中期頃閉山）-日高市新堀
- 中野土山鉱山（なかのつちやま）…マンガン（閉山）-入間郡毛呂山町権現堂
- 山中鉱山（やまなか）…マンガン（閉山）-飯能市上名栗字山中
- 釜戸鉱山（かまど）…銅・マンガン（閉山）-飯能市白子
- 松永鉱山（まつなが）…滑石（閉山）-比企郡ときがわ町本郷
- 岩殿鉱山（いわどの）…銅（閉山）-比企郡吉見町御所
- 武甲山（ぶこう）…石灰石（操業中）秩父太平洋セメント・武甲鉱業・菱光石灰工業-秩父市、秩父郡横瀬町
- 御堂鉱山…石灰石（操業中）秩父鉱業
- 武蔵白岩鉱山（むさししろいわ）…石灰石（操業中）JFEミネラル-飯能市上名栗
- 名郷鉱山…石灰石（操業中）新鉱工業
- 三輪鉱山…石灰石（操業中）
- 吾野鉱山…石灰石（閉山）
- 宇遠鉱山（うとう）…石灰石（閉山）

炭鉱
- 武蔵炭鉱（むさしの）…亜炭 日豊鉱業-飯能市

### 千葉県
- 鴨川鉱山（かもがわ）…ニッケル（閉山） - 鴨川市
- 嶺岡鉱山（みねおか）…ニッケル（閉山） - 鴨川市
- 東浪見鉱山（とらみ）…砂鉄（閉山） - 長生郡一宮町
- 安遊堂鉱山…砂鉄（閉山） - 安房郡和田町
- 飯岡鉱山（いいおか）…砂鉄（閉山） - 海上郡飯岡町

### 東京都
- 硫黄島（いおうじま・いおうとう）…硫黄（1889年頃～閉山）硫黄島産業 -小笠原村
- 南鳥島（みなみとりしま）…燐鉱（閉山）水谷新六 -小笠原村
- 奥多摩鉱山（おくたま）…マンガン（1939年～1943年閉山）-奥多摩町
- 廉川鉱山（きよかわ）…マンガン（1964年～1979年閉山）簾川鉱山（株）-奥多摩町
- 大沢鉱山…マンガン（閉山）-奥多摩町
- 氷川鉱山（ひかわ）…マンガン（閉山）-西多摩郡奥多摩町氷川
- 白丸鉱山（しろまる）…マンガン・バリウム（1942年～1955年閉山）-あきる野市
- 神谷鉱山をしんたに）…マンガン（閉山）-あきる野市養沢
- 勝峰鉱山をかつみね）…石灰石（1926年～閉山）日本セメント（株）-
- 雷電山（らいでんやま）…石灰石（閉山）-青梅市
- 日向和田石灰石採掘場…石灰石（閉山）-青梅市
- 青梅鉱山(おうめ)…石灰石（閉山）-青梅市
- 西多摩鉱山（にしたま）…石灰石（操業中）太平洋マテリアル（株）・細尾鉱業（株）-あきるの市岩井
- 氷川鉱山（ひかわ）…石灰石（操業中）日原鉱山（株）・奥多摩工業（株）-西多摩郡奥多摩町
- 古里鉱山（こり）…硅石・石灰石（操業中）昭和石材工業所-西多摩郡奥多摩町
- 松尾鉱山（かつみね）…砕石（1993年3月閉山）日鉄鉱業（株）-あきるの市松尾

炭鉱
- 東京炭鉱（とうきょう）…泥炭（閉山）-青梅市

### 神奈川県
- 三保鉱山（みほ）…磁鉄鉱（閉山）-足柄上郡山北町
- 渋沢鉱山（しぶさわ）…石膏（1935年頃～1948年閉山）-秦野市
- 大涌谷鉱山（おおわくだに）… 硫黄（閉山）箱根温泉供給 -足柄下郡箱根町
- 稲郷鉱山（いなごう）… マンガン（閉山）-足柄上郡松田町寄
- 大日鉱山… マンガン（閉山）-秦野市
- 玄倉鉱山（くろくら）…燐灰石（閉山）-足柄上郡
- 高松鉱山… マンガン（閉山）-足柄上郡山北町高松
- 鎌田鉱山… 黄鉄鉱（閉山）-

## 中部地方

### 新潟県
- 佐渡鉱山（さど）…金・銀・鉛・黄鉄鉱（1600年代～1989年3月閉山）三菱金属鉱業（株）-佐渡郡相川町・佐和田町・真野町

高千鉱山・田切須鉱山・花見沢鉱山・三貫目沢鉱山・大須鉱山・背合（せなごう）銀山・西三川砂金山・入川鉱山・田野浦鉱山・大立鉱山・北立島鉱山（明治30年代採掘開始）戸地鉱山・片辺鉱山・北田野浦鉱山・新穂金山・相川（あいかわ）鉱山・鶴子銀山（1542年頃採掘開始）などが佐渡金山に含まれる。
- 間瀬銅山（ませ）…銅（1700年頃～1945年頃閉山）- 新潟市西蒲区間瀬
- 鳴海鉱山（なるみ）…金（807年頃～1616年閉鎖、1870年再開～1945年閉山）大日本鉱業（株）- 村上市（旧岩船郡朝日村）
- 奥只見鉱山（おくただみ） …銀（江戸時代閉山）- 北魚沼郡湯之谷村
- 大沢鉱山【大澤金山】…金（1600年代～1943年閉山）大澤金山鉱業（株）
- 大澤金山…金（閉山）帝国鉱業（株）※同名別鉱区
- 西川鉱山…銅・鉛・亜鉛（閉山）－東蒲原郡上川村
- 深戸鉱山（ふかど）…銅・鉛・亜鉛（閉山）－東蒲原郡鹿瀬村
- 朝日鉱山（あさひ）…銅・鉛・亜鉛（閉山）－岩船郡朝日村
- 三川鉱山（みかわ）【大谷金山】…金・銀・銅・鉛（1688年～1961年休山）日本金鉱（株）→日本鉱業（株）-東蒲原郡阿賀町新谷
- 赤谷鉱山（あかたに）…鉄鉱・銅・石灰石（1878年～石灰石のみ採掘操業中）日鉄鉱業（株）-新発田市上赤谷
- 南越鉱山（なんえつ）…鉛・亜鉛・銅（1971年閉山）東邦亜鉛（株）- 南魚沼郡六日町
- 飯豊鉱山（いいで）【小岐鉱山】…金・銀・銅・鉛・亜鉛・カルシウム（明治時代～1967年閉山）日本曹達（株）-新発田市東赤谷
- 持倉鉱山（くらもち）【五十島銅山】…金・銀・銅・鉛・亜鉛・蛍石（1700年頃～1963年閉山）小出鉱業（株）→東北振興（株）→三井金属鉱業-東蒲原郡三川村
- 橋立鉱山（はしだて）…金・銅・鉛・亜鉛（16世紀半～1940年代閉山）－糸魚川市
- 蓮華鉱山（れんげ）…銀・鉛・亜鉛（1830年頃～昭和初期頃閉山）－糸魚川市
- 葡萄鉱山（ぶどう） …鉛・亜鉛（1960年閉山）葡萄鉱山（株）- 岩船郡朝日村
- 上田銀山（うえだ）…銀・鉛（1620年代～1862年閉山）－魚沼市
- 草倉銅山（くさくら）【舟打沢（舟内沢）銅山・滑瀧銅山・品ヶ谷銅山・大川端（大川前）銅山】…銅（1740年頃～1920年閉山）-東蒲原郡鹿瀬町
- 岩船鉱山…鉛・亜鉛・錫（1920年頃～1924年頃閉山）三菱鉱業（株）
- 三河村鉱山（みかわむら） …金・銀・銅・鉛・亜鉛（閉山）-東蒲原郡三川村
- 西川鉱山（にしかわ） …銅・鉛・亜鉛（閉山）-
- 白板鉱山（しらさか）…鉛・亜鉛（閉山）-入広瀬村
- 倉平鉱山（くらひら） …針鉄鉱（閉山）-津川町
- 湯沢鉱山（ゆざわ）…鉛（閉山）-南魚沼郡湯沢町
- 土樽鉱山（つちたる） …モリブデン・ミメット鉱（閉山）-湯沢町
- 大倉鉱山（おおくら）…銅・硫化鉄・鉄鉱・ゲルスドルフ鉱（大正時代～1969年閉山）－南魚沼市大和町東村
- 金丸鉱山（かなまる）【畑鉱山】 …長石・タングステン・モリブデン・マンガン（閉山）日本窯業化学-岩船郡関川村
- 高浜鉱山（たかはま）…砂鉄（閉山）－柏崎市
- 五十島鉱山（いがしま）…蛍石（1907年頃～1950年頃閉山）五十島鉱業（株）→篠田鉱業（株）-三川村
- 鍋倉鉱山…タングステン・蛍石（閉山）海田相俊-村上市吉浦
- 栄山鉱山…そろばん玉石（閉山）-
- 東赤谷鉱山（ひがしあかたに） …石灰石（閉山）-新発田市
- 新不知鉱山…石灰石（閉山）
- 青海鉱山（おうみ）…石灰石（操業中） 電気化学工業-西頸城郡青海町
- 田海鉱山（とうみ）…石灰石（操業中）明星セメント-西頸城郡青海町

炭鉱
- 明神炭鉱…亜炭（閉山）
- 大毎炭鉱…亜炭（閉山）

### 富山県
- 亀谷鉱山（かめがい）（亀ケ谷鉱山）…銀・鉛・亜鉛・砒素（閉山）三井鉱山-上新川郡大山町
- 大黒鉱山（おおぐろ）…銅（1907年頃～1918年閉山）-下新川郡宇奈月町
- 小黒部鉱山（こくろべ）…モリブデン・タングステン（1912年頃～閉山）日本興行（株）-中新川郡立山町
- 松倉鉱山…金・銀（閉山）-魚津市
- 庵谷鉱山（いおたに）…金・銀（江戸時代閉山）-婦負郡細入村
- 片掛鉱山（かたがけ）…金・銀（江戸時代閉山）-婦負郡細入村
- 高清水鉱山（たかしみず）…石墨（閉山）-東礪波郡利賀村
- 千野谷鉱山（せんのたに）…黒鉛（石墨）、柘榴石（1896年頃～1967年閉山）日満アルミニューム→昭和黒鉛（株）-富山市小原（旧上新川郡大山町）
- 立山鉱山（たてやま）…硫黄（閉山）
- 大東鉱山（だいとう）…モリブデン（1940年代閉山）大東鉱業-富山市有峰高天原
- 神岡鉱山茂住鉱床（かみおか）…銅・鉛・亜鉛（閉山）-富山市奥山池ノ山

### 石川県
- 阿手鉱山…銅・黄鉄鉱・黄銅鉱・黒銅鉱・斑銅鉱（1887年 - 1931年閉山）- 白山市阿手町（旧石川郡鳥越村阿手）
- 尾小屋鉱山（おごや）【大谷鉱山・金平鉱山】…金・銀・銅・亜鉛・鉛・硫化鉄（1682年頃 - 1971年12月閉山）横山鉱業部→宮川鉱業→日本鉱業（株）- 小松市尾小屋町
- 河合鉱山（かわい）…陶石（1916年 - 操業中）河合鉱山（株）- 白山市河合町（旧石川郡鳥越村河合）
- 九谷鉱山（くたに）…銅・鉛・亜鉛（1875年～1907年閉山）- 加賀市山中温泉片谷町（旧江沼郡山中町片谷）
- 倉谷鉱山（くらたに）…金・銀・銅・鉛・マンガン（1600年前後～1909年閉山）- 金沢市倉谷町
- 沢口鉱山（さわぐち）…銅（大正中期～1950年頃閉山）- 羽咋郡志賀町米町
- 杉山鉱山(すぎやま)…珪藻土（操業中）（有）丸和工業 - 珠洲市三崎町杉山
- 瀬嵐鉱山(せあらし)…マンガン（閉山）- 七尾市中島町瀬嵐（旧鹿島郡中島町瀬嵐）
- 富来鉱山（とぎ）…金・銀（1905年～1921年閉山） - 羽咋郡志賀町富来生神（旧羽咋郡富来町生神）
- 鍋戸鉱山(なべと)…銅（閉山）- 小松市尾小屋町
- 能登鉱山（のと）…銅・鉛・石膏（1923年～1969年閉山）- 珠洲市若山町中田
- 服部鉱山（はっとり）【鍋谷鉱山】…陶石・絹雲母（1930年4月～2001年11月閉山）ハットリ（株）- 能美市鍋谷町（旧能美郡辰口町鍋谷）
- 遊泉寺鉱山…銅（1775年～1921年閉山）- 小松市遊泉寺町
- 五国寺鉱山(ごこうじ)【高見鉱山】…銅・鉛・亜鉛（閉山）-小松市五国寺町

### 福井県
- 中竜鉱山（なかたつ）【深坂鉱山】…銀・亜鉛・鉛・モリブデン・タングステン・砒素（13世紀～1987年閉山）日本亜鉛鉱業（株） -大野市
- 北袋銀山 …銀。文禄年間の朱印状では山中長俊が代官となっている。 - 勝山市檜曽谷
- 堀名銀山（ほりめ）…銀。1859年に飛騨郡代が江戸幕府の許可で開鉱。1866年閉山。
- 面谷鉱山(おもだに)…銅・鉛・亜鉛（1922年2月 閉山）三菱鉱業 -大野市
- 角野鉱山【巌洞鉱山】…銀・銅（1920年代閉山）三菱鉱業-大野市
- 有銅鉱山… 銅・銀（閉山）沼田幸一郎-大野郡和泉村
- 若狭鉱山（わかさ）…鉄鉱石・ニッケル（閉山）犬見興業（株）-大飯郡おおい町
- 内外海鉱山(うちとみ)… 銅・モリブデン・タングステン・ウラン（閉山）帝国鉱業-小浜市
- 文室鉱山 …銅（閉山）三井鉱山- 越前市（旧武生市）
- 美山鉱山 …金・銀・砒素（閉山）
- 藤井鉱山…マンガン・硫黄（閉山）-三方上中郡若狭町藤井
- 赤谷鉱山（あかたに）【味見鉱山】…砒素・アンチモン（1910年頃～閉山）福井市美山町
- 若狭珪石鉱山…けい石（1987年閉山）若狭珪石（株）-三方郡美浜町
- 福井鉱山… けい石（操業中）中部鉱業（株）-南条郡南越前町
- 南条鉱山… けい石（操業中）中部鉱業（株）-南条郡南越前町
- 今庄鉱山… けい石（休山）中部鉱業（株）-南条郡南越前町
- 敦賀鉱山…石灰石（操業中）敦賀セメント（株）-敦賀市

炭鉱
- 昭和炭鉱（閉山）-大野郡和泉村
- 福井炭鉱【桂島炭鉱】（1949年10月 閉山）鳥屋三郎-大野市

### 山梨県
- 黒川金山【黒川鉱山・甲斐鉱山】…金（15世紀後半頃～1688年頃閉山）-甲州市塩山上萩原
- 湯之奥金山（ゆのおく）…金（17世紀末閉山）-身延町下部
- 宝鉱山(たから)…黄鉄鉱・銅・鉛・亜鉛（閉山）都留鉱山-都留市高畑
- 乙女鉱山(おとめ)【乙女坂鉱山(おとめざか)】…タングステンやモリブデン・鉄鉱石・マンガン・水晶（明治中頃～閉山）乙女鉱業（株）-山梨市
- 鈴庫鉱山（すずくら）…金・銀・鉛・砒素（1935年～1950年閉山）日本鉱業（株）-甲州市
- 朝日鉱山（あさひ）…金（閉山）-甲州市
- 黄金沢鉱山（こがねざわ）…金・銅・鉛・亜鉛・硫化鉄（江戸時代～昭和初期頃閉山）-甲州市
- 増富鉱山(ますとみ)…金・銀・銅（閉山）増富鉱山-北杜市（北巨摩郡須玉町）
- 芦安鉱山(あしやす) …金・銀・鉛・亜鉛（1956年閉山）大正鉱業（株）-南アルプス市
- 中山鉱山…金（1500年代閉山）-南巨摩郡身延町
- 五白鉱山鉱山…金（閉山）-南巨摩郡早川町
- 茂倉鉱山（後山）(しげくら)…金・銀・鉛・亜鉛（1931年〜1936年閉山）-南巨摩郡早川町
- 茂倉鉱山（前山）(しげくら)…石膏（1938年頃〜1968年頃閉山）-南巨摩郡早川町
- 鈴庫鉱山(すずくら)…金・鉛・亜鉛・硫化鉄カニュク石（1935～1950年閉山）宮部武雄→日本鉱業（株）-甲州市（旧塩山市）平沢
- 富士鉱山(ふじ) 【下宮鉱山(しもみやこうざん)・ 金峯鉱山(きんぷこうざん)・金峰鉱山(きんぷこうざん)】…砂鉄 （1937年発見～1954年閉山）-富士吉田市上暮地
- 増穂鉱山(ますほ)…マンガン（閉山）-南巨摩郡富士川町平林
- 草間鉱山(くさま) …銅・鉄鉱石（閉山）-南巨摩郡身延町下部
- 妙法鉱山(みょうほう)…銅（閉山）-南巨摩郡身延町下部
- 本沢鉱山(ほんざわ)…金・硫化鉄硫黄・チタン（1942年～1943年閉山）-大月市大月町真木
- 金満寿鉱山…タングステン・灰重石（閉山）-都留市高畑
- 京ノ沢鉱山(きょうのさわ)…苦土フォイト電気石（閉山）-山梨市三富
- 落合鉱山…マンガン（1939～1950年閉山）玉井開治郎・日向清-南アルプス市
- 増田鉱山(ますだ)…硫化鉄・鉛・亜鉛（閉山）-甲州市塩山平沢
- 猿橋鉱山(さるはし)…砂鉄（1937年発見～1954年閉山）勝田義郎-大月市猿橋町
- 奥沢鉱山…金（閉山）-南巨摩郡早川町
- 稲又鉱山…金（閉山）-南巨摩郡早川町
- 甲永鉱山…金（閉山）-南巨摩郡早川町

### 長野県
- 地蔵鉱山(じぞう)…金・銀・銅（1931年～1945年閉山・1953年～1996年閉山・2013年より露天掘りで夏期間のみ操業中）名古屋鉱業（株）→高木正→原勝美→地蔵鉱山（株）-北安曇郡小谷村
- 金鶏鉱山・（金鶏金山）(きんけい)…金・滑石・水晶（閉山）-茅野市金沢[6]
- 甲武信鉱山(こぶし)…金・水晶（閉山）-南佐久郡川上村川端下
- 米子鉱山(よなこ)…硫黄・蝋石・ろう石（1743年頃～1973年閉山）中外鑛業（株）-須坂市
- 大日向鉱山（おおひなた）【大品田】…金・銀・銅・鉛・亜鉛・硫化鉄（閉山）日本電気工業（株）-南佐久郡佐久穂町
- 本郷鉱山(ほんごう) …銅・硫化鉄（閉山）-南佐久郡佐久穂町海瀬
- 小日影鉱山(こひかげ)…銅（閉山）-下伊那郡大鹿村
- 天龍鉱山(てんりゅう)…銅・磁硫鉄鉱・ニッケル（閉山）-下伊那郡天龍村
- 静香鉱山（しずか）【宮川鉱山】（みやがわ）…ニッケル（閉山）-茅野市宮川安国寺
- 諏訪鉱山(すわ)…鉄鉱（閉山）-茅野市（北山村 (長野県)#諏訪鉄山参照）
- 高井鉱山(たかい) …鉄鉱（閉山）-下高井郡山ノ内町
- 信陽鉱山(しんよう)…褐鉄鉱・ズニ石（閉山）-南佐久郡佐久町余地
- 金倉鉱山(かねくら)…褐鉄鉱・蝋石・蛍石（閉山）-下高井郡山ノ内町
- 大深山鉱山(おおみやま)…磁硫鉄鉱（閉山）-南佐久郡川上村
- 八木沢鉱山(やぎざわ)…マンガン（閉山）-松本市（旧南安曇郡奈川村）角ケ平
- 王滝鉱山(おおたき)…マンガン（1980年代閉山）-木曽郡王滝村
- 唐木沢鉱山…マンガン（1980年代閉山）-上伊那郡辰野町
- 上伊那鉱山(かみいな)…マンガン（閉山）
- 龍島鉱山(りゅうしま) …マンガン（閉山）-松本市（旧南安曇郡安曇村）
- 竜島鉱山(りゅうしま) …マンガン（閉山）-松本市（旧東筑摩郡波田町）
- 濱横川鉱山【横川】(はまよこかわ)【浜横川鉱山】…マンガン（1926年～1950年代閉山）-上伊那郡辰野町
- 下高井鉱山(しもたかい) …褐鉄鉱・ズニ石（閉山）-下高井郡山ノ内町平穏
- 八ヶ岳鉱山(やつがたけ)…硫黄（閉山）志賀貞良-南佐久郡南牧村
- 大日鉱山(だいにち) …クロム（閉山）-南佐久郡佐久穂町海瀬
- 余地鉱山(よじ) …硫砒銅鉱・ズニ石・トパーズ（閉山）-南佐久郡佐久穂町余地
- 清瑞鉱山(きよはた)…蝋石（閉山）
- 柏原鉱山(かしわばら) …褐鉄鉱(操業中) 吉田号（株）-上水内郡信濃町

### 岐阜県
- 神岡鉱山（かみおか）【和佐保銀山・茂住鉱山】…銀・銅・鉛・亜鉛・石灰石（720年頃～2001年6月30日閉山）神岡鉱業（株）・三井金属鉱業（株）-富山県上新川郡大山町
- 平金鉱山（ひらがね）…銅・鉛・亜鉛（1893年～1961年閉山）日本鉱業(株)-大野郡丹生川村
- 高根鉱山(たかね)【道後・道後河】…銅・鉛・亜鉛（1690年頃発見～閉山）粟村敏顕→麻田佐右衛門→長瀬清作→三菱合資会社- 高山市高根町日影
- 高根鉱山(たかね)…鉛・錫・マンガン（閉山）- 中津川市蛭川
- 大倉鉱山(おおくら)…銅・鉛・亜鉛（閉山）住友鉱山- 高山市高根町
- 笠ヶ岳鉱山(かさがたけ)… 鉛・亜鉛（1942年閉山）穂高鉱業-高山市
- 二ツ屋鉱山(ふたつや)… 銀・マンガン（1958年閉山）岡部鉱業-飛騨市(吉城郡河合村)
- 天生鉱山（あもう）…金・銀（閉山）-飛騨市(吉城郡河合村)
- 平瀬鉱山(ひらせ)…モリブデン（1975年10月26日閉山）住友金属鉱山（株）-大野郡白川村
- 六厩鉱山(むまや)【六厩金山】…金（明治時代閉山）-高山市荘川町
- 福岡鉱山(ふくおか)…タングステン・マンガン・錫・ウラン（1945年閉山）-中津川市福岡町
- 東濃鉱山（とうのう）…ウラン （1972年～2004年3月休山・現在は原子力研究施設）核燃料サイクル開発機構 -土岐市
- 赤坂鉱山…鉄鉱（閉山）-
- 一反田鉱山(いったんだ)…マンガン（1950年～閉山）-美濃加茂市三和町廿屋
- 多治見鉱山…耐火粘土（閉山）-
- 山又鉱山…耐火粘土（閉山）オクムラセラム-多治見市長瀬
- 浅間山鉱山（閉山）-多治見市
- 六廐大湧鉱山…金・銀（閉山）-
- 粥川鉱山(かゆかわ)…マンガン（閉山）栗林組-郡上市美並町
- 倉木鉱山(くらき)…マンガン（閉山）辻中鉱業-美濃市
- 前ヶ瀬鉱山(まえがせ)…マンガン（閉山）-大垣市
- 養老鉱山(ようろう)…マンガン（1940年～閉山）-大垣市
- 竜人鉱山…マンガン（1952年～閉山）-養老郡養老町・大垣市
- 時鉱山(とき)…マンガン（1956年～閉山）-大垣市
- 大平鉱山(おおひら)…金（閉山）-高山市荘川町
- 柿野鉱山(かきの) …鉄鉱石（閉山）-山県市
- 平岩鉱山(ひらいわ)…蛍石（1950年～1973年閉山） -関市上之保
- 笹洞鉱山(ささぼら)【松下鉱山】…蛍石（1970年代閉山）- 松下実 -下呂市金山町菅田笹洞
- 矢坪鉱山(やつぼ) …銅・鉛・亜鉛（閉山）-美濃市乙狩神矢洞
- 遠ケ根鉱山(とうがね) …銅・砒鉄鉱・錫（閉山）-中津川市蛭川
- 一柳鉱山(いちやなぎ)…銅・砒鉄鉱・錫・蛍石・トパーズ（閉山）-中津川市蛭川
- 河合鉱山(かわいこうざん) …鉄鉱石・鉛・亜鉛（閉山）-恵那市笠置町河合
- 金城鉱山(きんじょう) …銅・鉛・亜鉛（閉山）-山県市柿野
- 五加鉱山(ごか) …銅・亜鉛・鉛・モリブデン・蛍石（閉山）-加茂郡東白川村五加
- 河戸谷鉱山(こうどだに) …マンガン（1914年～1962年閉山）-海津市南濃町
- 恵比寿鉱山(えびす)…タングステン・モリブデン・ビスマス・ウラン（1911年～閉山）エビス電球(株)-中津川市蛭川村
- 遠ヶ根鉱山（とおがね）…タングステン・モリブデン・砒素（1955年頃閉山）-中津川市蛭川村
- 苗木地方の砂錫…錫（1883 - 1918年、閉山）高木勘兵衛 → 東濃採鉱社、三井物産など - 中津川市高山（木積沢）、中津川市岩須（ロクガホッタ）など
- 苗木鉱山…カオリナイト・長石（閉山）-中津川市苗木
- 花房鉱山(はなふさ)…銅（閉山）- 揖斐郡揖斐川町
- 大谷鉱山(おおたに)…マンガン（閉山）- 本巣市
- 洞戸鉱山（ほらど）…銅・鉛・亜鉛（閉山）- 関市洞戸
- 金生山鉱山(かなぶやま)…石灰石（操業中）三星砿業（株）-大垣市赤坂町
- 岐阜鉱山 …石灰石（操業中）住友大阪セメント
- 新石山鉱山(しんいしやま)…石灰石（操業中）石山鉱業
- 石山鉱山(いしやま)…石灰石（操業中）敦賀セメント
- 久瀬鉱山…石灰石（操業中）上田石灰製造
- 美山鉱山…石灰石（操業中）新鉱工業
- 清水鉱山(しみず)…石灰石（操業中）清水工業
- 河合石灰鉱山…石灰石（操業中）河合石灰工業
- 愛宕鉱山(あたご)…石灰石（操業中）三星砿業-大垣市赤坂町

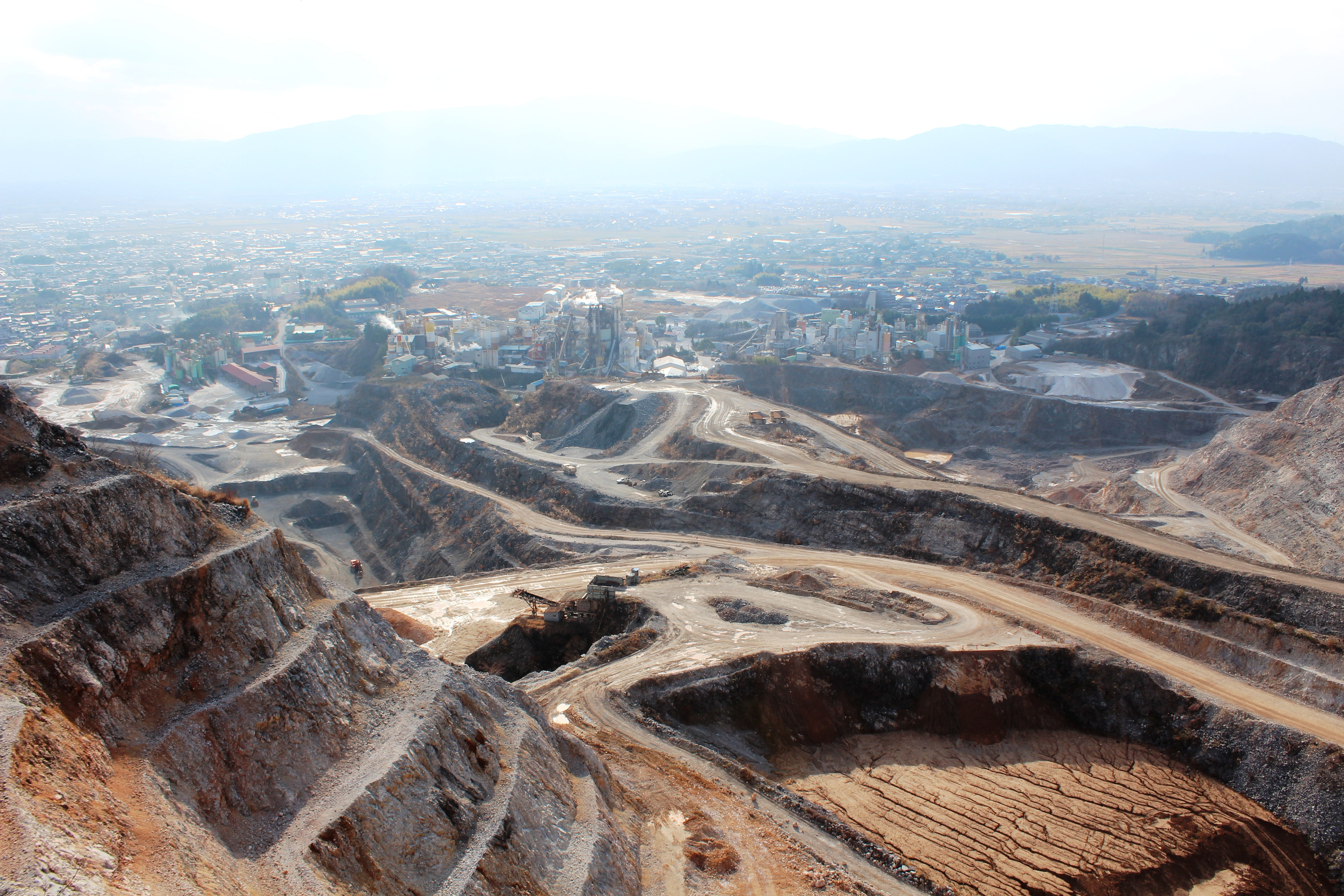
金生山の「昼飯鉱山」

- 昼飯鉱山(ひるい)…石灰石（操業中）マルアイ石灰工業
- 春日鉱山(かすが)…石灰石・ドロマイト（操業中）清水工業（株）-揖斐郡揖斐川町

炭鉱
- 細久手炭鉱…亜炭（閉山）-瑞浪市
- 御嵩炭鉱(みたけ)…亜炭（1960年頃閉山）-可児郡御嵩町
- 日吉炭鉱(ひよし)…亜炭（操業中）広見鉱業（株）-瑞浪市日吉町白倉地区

### 静岡県
- 富士金山(ふじ)【麓金山】…金（江戸時代閉山、近代に鉱脈再発見、操業後閉山）-富士宮市（甲斐国湯之奥金山と同じ鉱脈）
- 土肥鉱山（とい）…金・銀・銅・鉛（1965年閉山）土肥鉱業（株）-伊豆市(田方郡土肥町)
- 天正鉱山（てんしょう）【龕附天正金鉱（がんつきてんしょう】…金・銀（1577～慶長年間閉山）-伊豆市(田方郡土肥町)
- 梅ヶ島金山（うめがしま）【日影沢金山（ひかげざわきんざん）、関之沢金山（せきのさわきんざん）、ノ森金山（ゆのもりきんざん）、安倍金山（あべきんざん）】

　　　　…金・銀・銅・亜鉛（902年～昭和初期閉山） -静岡市葵区
- 清越鉱山（せいごし）…金・銀・銅・亜鉛（1987年 5月閉山） 中外鉱業（株）-伊豆市(田方郡土肥町)
- 伊豆猪戸鉱山（いずししど）【加増野金山】…金・銀（1977～閉山）猪戸金属鉱業（株）-下田市
- 峰之沢鉱山（みねのさわ）…金・銀・銅・鉛・亜鉛・硫化鉄（1970年閉山）日本鉱業（株）-浜松市天竜区龍山町
- 大仁鉱山（おおひと）【瓜生野金山】…金・銀（1973年閉山）帝国産金興業（株）-伊豆市瓜生野(田方郡修善寺町)
- 持越鉱山（もちこし）金・銀・マンガン（1934年～休止中）中外鉱業（株）-伊豆市(田方郡天城湯ヶ島町)
- 湯ヶ島鉱山(ゆがしま)…金・銀（閉山）中外鉱業（株）-伊豆市(田方郡天城湯ヶ島町)
- 大平鉱山(おおひら)…金・銀（1970年頃閉山）富国金鉱-伊豆市(田方郡修善寺町)
- 河津鉱山(かわづこうざん)【蓮台寺(れんだいじ)・須崎・大松・白浜・小松野・天金】…金・銀・銅・マンガン（1596年～1959年閉山）久原鉱業(株)（日本鉱業（株））-下田市大沢、須崎などに分散
- 蓮台寺鉱山…金・銀・珪酸鉱（1955～1963年閉山）日満鉱業(株) -下田市大沢 ※上記の河津鉱山の一部に対して租鉱権が設定されたもの。
- 奥山鉱山(おくやま)…金・銀・銅（閉山）合同資源産業-賀茂郡南伊豆町
- 縄地鉱山(なわじ)…金・銀・銅（江戸時代初期頃～1973年閉山）土肥鉱業-賀茂郡河津町
- 高根鉱山(たかねやま)【辻田(つじた)】…金・銀・亜鉛・鉛・マンガン・ランシー鉱（1918年～1944年）住友-下田市
- 金山鉱山…金・水銀（閉山）-
- 美和鉱山(みわ)…マンガン（閉山）-静岡市足久保奥組
- 青羽根鉱山(あおばね)…銅・マンガン（閉山）-志太郡岡部町青羽根
- 池代鉱山（いけしろ）…マンガン（閉山）-松崎町
- 横沢鉱山(よこざわ)…石綿（閉山）-静岡市横沢
- 勘行峰銅鉱山(かんぎょうみね)…銅（閉山）-静岡市葵区の勘行峰の南側
- 金森金山(かなもり) …金（閉山）-静岡市葵区安倍川上流
- 朝日野金山(あさひのきんざん)…金・銀・銅（閉山）-静岡市葵区梅ケ島の西日影沢上流
- 銀葉沢銀山(ぎんばざわ)…金（閉山）-静岡市井川
- 金鉱山(きん)…金（閉山）-静岡市葵区梅ケ島本村
- 笹山鉱山…金（閉山）-静岡市葵区
- 金沢鉱山…金（閉山）-静岡市葵区
- 捻切鉱山（ねじきり）…金（閉山）-静岡市葵区
- 井川鉱山…金（閉山）-静岡市葵区
- 広長鉱山(ひろなが)…クロム（閉山）-島田市国本
- 焼津鉱山(やいづ） - 天然ガス（1969年～操業中）東海ガス(株) - 焼津市
- 市ノ瀬鉱山(いちのせ)…クロム（閉山）-藤枝市
- 大松鉱山…金（1600年頃～1943年閉山）久原鉱業→日本鉱業-下田市
- 水晶沢鉱山…（閉山）-松崎町
- 小土肥鉱山…金（閉山）-土肥町
- 沢田鉱山…金（閉山）-静岡県賀茂郡河津町
- 佐賀野鉱山…金（閉山）-河津町
- 豆州鉱山【豆州湯ヶ島村金山】…金・銀（天正年間～閉山）-
- 蓮台寺鉱山(れんだいじ)…金（閉山）-下田市大沢西
- 小杉原鉱山…マンガン（閉山）-
- 小松野鉱山…金（閉山）-南伊豆町
- 船原鉱山…明礬石（みょうばんせき）（閉山）-
- 仁科鉱山…明礬石（みょうばんせき）（閉山）-
- 伊豆硅石鉱山…珪石・硫黄（閉山）-静岡県賀茂郡西伊豆町宇久須
- 万蔵山鉱山…カリウム原料（1942年頃～1949年頃閉山）日本肥料-下田市
- 白浜鉱山…マンガン（閉山）-下田市万蔵山
- 伊豆天城鉱山(いずあまぎ)…金・銀（閉山）中外鉱業（株）→伊豆鉱山（株）-賀茂郡西伊豆町
- 宇久須鉱山(うぐす)【伊豆珪石】(いずけいざん) … けい石・硫黄（2008年閉山）東海工業-西伊豆町
- 三倉鉱山…金・銀・銅・鉛・亜鉛・重晶石（閉山）-賀茂郡南伊豆町
- 久根鉱山(くね)【片和瀬】…金・銅・硫化鉄・ニッケル・黄鉄鉱 （1731年～1970年閉山）古河鉱業（株）-浜松市天竜区佐久間町大井
- 大知波鉱山…マンガン（大正期～1960年頃閉山）- 湖西市
- 大嶽鉱山(おおたけ)…マンガン（閉山）-静岡市
- 黒姫鉱山(くろひめ)…マンガン（1958年閉山）-引佐郡細江町
- 小野鉱山(おの)…マンガン（1945年閉山）-引佐郡細江町
- 白岩鉱山…石灰石（閉山） 住友セメント(株) - 浜松市北区（引佐郡引佐町）
- 栃窪鉱山…石灰石（操業中）住友セメント(株)→ イナサス - 浜松市北区（引佐郡引佐町）
- 岩水鉱山…石灰石（1975年閉山） 岩水石灰工業（株）、磐城化工、住友セメント（株）等 - 浜北市（浜松市浜北区）

### 愛知県
- 津具鉱山（つぐ）【大桑鉱山】…金・銀・アンチモン（1966年4月閉山）津具鉱業（株）-北設楽郡設楽町（津具村）
- 田口鉱山(たぐち)…マンガン（1950年頃閉山）正和産業 -北設楽郡設楽町
- 粟代鉱山(あわしろ) 【稲目鉱山】(いなめ)…セリサイト（絹雲母）（1964年～操業中）-三信鉱工（株）-北設楽郡東栄町
- 一色鉱山（いっしき）…ロウ石（1981年閉山）-新城市（南設楽郡鳳来町）
- 東鳳鉱山(とうほう)…ロウ石・蛍石（1977年閉山）-新城市（南設楽郡鳳来町）
- 田原鉱山(たはら) …石灰石（操業中）-田原市(渥美郡田原町)
- 越戸鉱山【上善鉱山】…耐火粘土（操業中）-豊田市
- 加仙鉱山(かせん) …耐火粘土（操業中）（株）加仙鉱山 -瀬戸市
- 上川鉱山… 耐火粘土（操業中）-瀬戸市
- 瀬戸水野鉱山…カオリナイト・耐火粘土（2003年～2007年休山）瀬戸市-瀬戸市開発公社
- 新瀬戸鉱山鉱山…耐火粘土（操業中）瀬戸市-瀬戸市開発公社
- 中宇利鉱山(なかうり) …銅・ニッケル・コバルト（閉山）中宇利石-新城市
- 吉川鉱山(よしかわ)…ニッケル（閉山）-新城市吉川
- 稲目鉱山（いなめ）…硫砒鉄鉱・アンチモン（閉山）
- 藤島鉱山（ふじしま）…銅（閉山）
- 三河鉱山…珪石（閉山）-
- 瀬戸鉱山…陶石（操業中）-
- 振草鉱山（ふりくさ）…硫砒鉄鉱・アンチモン・セリサイト（絹雲母）（閉山）-北設楽郡東栄町振草
- 藤岡鉱山…粘土（操業中）-豊田市(西加茂郡藤岡町)
- 栗栖鉱山…マンガン（閉山）-犬山市
- 陣屋鉱山(じんや)…コバルト・ニッケル・マンガン（閉山）-瀬戸市
- 横須賀鉱山 (よこすか)…マンガン（閉山）-西尾市石塚峠(幡豆町)
- 宇利鉱山(うり) …銅（閉山）-新城市
- 宝鉱山(たから) …マンガン（閉山）-豊川市萩町

炭鉱
- 長久手鉱山… 亜炭-長久手市(愛知郡長久手町)・日進市
- 芝鉱業… 亜炭-春日井市出川町(閉山)
- 高針炭鉱… 亜炭-名古屋市名東区(愛知郡猪高村)・日進市(閉山)
- 高蔵寺炭坑… 亜炭-春日井市出川町・高蔵寺(閉山)
- 出川炭坑… 亜炭-春日井市出川町・高蔵寺(閉山)
- 芝炭坑… 亜炭-春日井市篠木町・坂下町・高蔵寺(閉山)

## 近畿地方

### 三重県
- 紀州鉱山（きしゅう）…金・銀・銅・鉛・亜鉛・黄銅鉱・螢石・錫（1978年5月閉山）石原産業（株） -南牟婁郡紀和町
- 山田鉱山(やまだ)…銅・鉛・マンガン（1970年代閉山）岡田鉱業所-伊賀市（阿山郡大山田村）
- 丹生鉱山（にゅう）…水銀・黄鉄鉱（1973年11月閉山）大和金属鉱業（株）-多気郡多気町（勢和村）

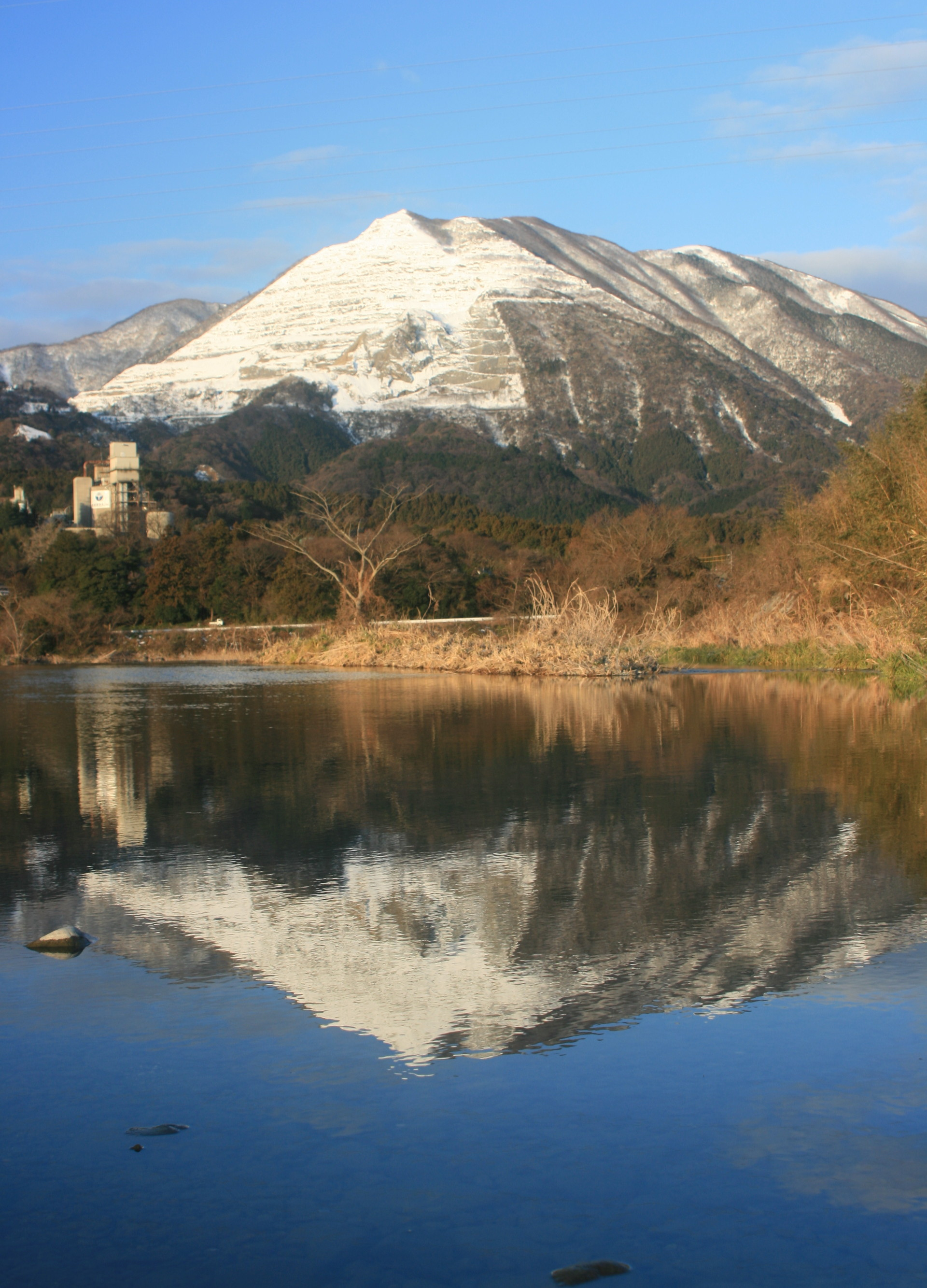
藤原岳南東面の「藤原鉱山」

- 治田鉱山(はった)…銀（明治時代閉山）五代アイ-いなべ市（員弁郡藤原町）[7]
- 日産鉱山(にっさん)…蛍石（1945年閉山）-いなべ市（員弁郡藤原町）
- 水沢鉱山(すいざわ)…水銀（1877年閉山）杉村次郎-四日市市
- 鳥羽鉱山（とば）…マンガン（閉山）-鳥羽市
- 浜島鉱山…マンガン（戦前閉山）-志摩市（志摩郡浜島町）
- 立神鉱山…マンガン（戦前閉山）-志摩市（志摩郡阿児町）
- 名張鉱山（なばり）…鉄鉱・チタン・長石（閉山）-名張市
- 立神鉱山(たてがみ)…マンガン（閉山）-志摩市(志摩郡阿児町)
- 浜島鉱山(はまじま)…マンガン（閉山）-志摩市(志摩郡浜島町)
- 赤崎鉱山(あかざき)…銅（閉山）-鳥羽市鳥羽
- 白山鉱山(はくさん)…ウラン・水晶（閉山）-津市白山町山田野
- 福田山鉱山(ふくだやま)…長石・ゼノタイム・トロゴム石（閉山）-津市白山町
- 竹原鉱山(たけはら)…ゼノタイム・モナズ石・珪長石（閉山）-津市美杉町（一志郡美杉村）
- 美杉鉱山(みすぎ)…硫化鉄・モリブデン・珪長石（閉山）-津市美杉町（一志郡美杉村）
- 苗木鉱山(なえき)…長石（閉山）-津市（安芸郡芸濃町）
- 阿山鉱山(あやま)…長石（操業中）白石鉱産-伊賀市(阿山郡阿山町)・滋賀県甲賀市（甲賀郡信楽町）
- 鈴峰鉱山(すずみね)…石灰石（操業中）近藤石灰工業
- 庄内白石鉱山(しょうないはくさん) …石灰石（操業中）日東粉化工業（株） -鈴鹿市
- 藤原鉱山(ふじわら)…石灰石（操業中）太平洋セメント(株)・(株)イシザキ -いなべ市（員弁郡藤原町）
- 白石鉱山(しらいし) 【藤原鉱山】…石灰石・砕石・ 炭酸カルシウム（1975年閉山）白石工業(株) -いなべ市（員弁郡藤原町）
- 国見山鉱山(くにみやま)…石灰石（操業中）住友大阪セメント（株）-度会郡南伊勢町（南島町）
- 多賀鉱山…石灰石（操業中）
- 紀勢鉱山…石灰石（操業中）

炭鉱
- 薬師炭鉱… （1955年閉山）石原産業（株）-南牟婁郡紀和町

### 滋賀県
- 土倉鉱山（つちくら）…銅（1910年～1965年8月閉山）田中鉱業（株）→日窒鉱業（株）-長浜市（伊香郡木之本町）
- 弥栄鉱山（やえい）…マンガン（1968年6月閉山）中央電気鉱業株式会社→辻中鉱業-甲賀市土山町
- マキノ鉱山…磁鉄鉱（閉山）-高島市(高島郡マキノ町)
- 木之本鉱山…銅（閉山）
- 別保鉱山（べほ）…銅・マンガン（閉山）-大津市膳所
- 高昌鉱山【御池鉱山】…銀・銅（1921年頃閉山）-甲賀市鮎河村
- 御池鉱山【杉峠鉱山】…金・銀・銅・鉛・亜鉛（嘉永年間～1958年頃閉山）

　　大阪鉱業（株）→野村半三郎→中田嘉夫（1917年）→市橋桂三（1951年）→垂井平四郎-東近江市（神崎郡永源寺町）
- 河合鉱山…マンガン（1970年代閉山）河合石灰工業株式会社-彦根市正法寺町
- 大成鉱山…マンガン（1940年代～1970年代閉山）-彦根市鳥居本町
- 国位鉱山（こくい）…銀・銅（1914年閉山）-甲賀市
- 大蔵鉱山…銀・銅・鉛（閉山）-甲賀市
- 向山鉱山（むかいやま）…金・銀・銅（1950年代頃閉山）佐野育造→垂井平四郎-東近江市（神崎郡永源寺町）
- 蛇谷鉱山（へびだに）【茨川鉱山】…金・銀・鉛・亜鉛（明治時代閉山）五代アイ-東近江市（神崎郡永源寺町）
- 大堀鉱山…マンガン（1941年～1950年代閉山）第一カーボン株式会社-彦根市
- 正法寺鉱山(しょうぼうじ) …マンガン（閉山）-彦根市
- 五百井鉱山（いおい）…マンガン・ウラン（1963年閉山）-栗東市下戸山
- 石部鉱山…銅（閉山）-湖南市石部
- 三雲鉱山…マンガン（閉山）
- 大岩鉱山…マンガン（閉山）-高島市朽木
- 比良鉱山…マンガン（閉山）-大津市葛川
- 葛川鉱山…マンガン（閉山）-大津市葛川
- 久間多賀鉱山…マンガン（閉山）-大津市葛川木戸口町江賀谷
- 坂下鉱山…マンガン（閉山）-大津市葛川木戸口町江賀谷
- 梅の木鉱山…マンガン（閉山）-大津市葛川梅の木町
- 高野鉱山…マンガン（閉山）-大津市葛川
- 四条谷鉱山…マンガン（閉山）-大津市葛川
- 木戸口鉱山…マンガン（閉山）-大津市葛川木戸口町
- 大平鉱山…マンガン（閉山）-大津市葛川坂下町平
- 平鉱山…マンガン（閉山）-大津市葛川町平
- 源田谷鉱山…マンガン（閉山）-高島市朽木栃生
- 熊畑鉱山(くまはた) …マンガン（閉山）-高島市朽木雲洞谷
- 小川鉱山…マンガン（閉山）-大津市
- 八田鉱山…マンガン（閉山）-大津市
- 針畑鉱山…マンガン（閉山）-大津市
- 金彦鉱山…マンガン（閉山）-大津市
- 第二立戸鉱山…マンガン（閉山）-大津市
- 第一雲戸鉱山…マンガン（閉山）-大津市
- 第二雲戸鉱山…マンガン（閉山）-大津市
- 道中谷鉱山…マンガン（閉山）-大津市
- 尾曾越鉱山…マンガン（閉山）-大津市
- 乗鞍越鉱山…マンガン（閉山）-大津市
- 荒谷鉱山…マンガン（閉山）-大津市
- 熊谷鉱山…マンガン（閉山）-大津市
- 第二高島鉱山…マンガン（閉山）-大津市
- 大野鉱山…マンガン（閉山）-大津市
- 御宮前鉱山…マンガン（閉山）-大津市
- 熊川鉱山…マンガン（閉山）-高島市朽木
- 高面前鉱山…マンガン（閉山）-高島市朽木
- 黒山前鉱山…マンガン（閉山）-高島市朽木
- 入部谷鉱山…マンガン（閉山）-高島市朽木
- 主有谷鉱山…マンガン（閉山）-高島市朽木
- 第二主有谷鉱山…マンガン（閉山）-高島市朽木
- 第三主有谷鉱山…マンガン（閉山）-高島市朽木
- 第五主有谷鉱山…マンガン（閉山）-高島市朽木
- 東山鉱山…マンガン（閉山）-高島市朽木
- 保坂鉱山…マンガン（閉山）-高島市今津町
- 北生鉱山…マンガン（閉山）-高島市今津町
- 角川鉱山…マンガン（閉山）-高島市今津町
- 奥村鉱山…マンガン（閉山）-高島市今津町
- 生見鉱山…マンガン（閉山）-高島市今津町
- 立戸鉱山…マンガン（閉山）-大津市
- 鮎河鉱山…蛍石（1943～1945年閉山）-
- 井上長石鉱山(いのうえちょうせき)…長石(操業中)井上鉱業-大津市
- 伊吹山鉱山…石灰石(操業中)滋賀鉱産
- 伊吹鉱山（いぶき）…石灰石（1952年6月～操業中）住友大阪セメント-米原市
- 近江鉱山(おおえ) …石灰石(操業中)近江鉱業
- 上田石灰鉱山…石灰石（明治時代～閉山）-米原市
- 小野田藤原鉱山…石灰石（操業中）
- 鈴鹿鉱山（すずか）…石灰石（操業中）
- 多賀鉱山(たが) …石灰石(操業中)住友大阪セメント(株)-犬上郡多賀町
- 白水鉱山(はくすい)…長石(操業中)奥村展三-湖南市(甲賀郡甲西町)
- 畑鉱山…長石(操業中)(有)畑長石鉱業所-甲賀市(甲賀郡信楽町)

炭鉱
- 犬上炭鉱(いぬがみ)…亜炭（1961年8月閉山）多林喜一郎-犬上郡多賀町
- 富之尾炭鉱(とみのお)…亜炭（1961年8月閉山）-犬上郡多賀町
- 平子炭鉱(ひらこ)…亜炭（1962年8月閉山）-蒲生郡日野町
- 鎌掛炭鉱(かいがけ)…亜炭（1962年7月閉山）鎌掛鉱業所-蒲生郡日野町

### 大阪府
- 秦野鉱山（はたの）…銅・鉛（閉山）-池田市
- 平尾鉱山（ひらお）…銅（閉山）-箕面市平尾
- 川浦鉱山（かわうら）…銀・銅（閉山）-箕面市
- 柏原鉱山（かしわばら）…銅（閉山）-豊能郡能勢町
- 大平鉱山…（閉山）-箕面市新稲
- 竹森鉱山（たけもり）…菫青石（閉山）-
- 天狗岩鉱山…銅（閉山）-豊能郡豊能町
- 茨木鉱山（いばらき）…チタン（閉山）-茨木市
- 勝尾鉱山（かつお）…銅・鉛（閉山）-
- 豊能鉱山（とよの）…マンガン（閉山）-

### 京都府
- 大谷鉱山（おおたに）…金・銀・銅・タングステン・錫・鉛（1914年～1983年3月閉山）粟村鉱業所（株）-亀岡市
- 鐘打鉱山（かねうち）…金・銀・銅・タングステン・錫（1982年9月閉山）鐘打鉱業（株）-船井郡和知町
- 新大谷鉱山（しんおおたに）…マンガン（1983年閉山） 白頭鉱業（有）-北桑田郡京北町
- 大江山鉱山（おおえやま）…ニッケル（1945年8月16日閉山）大江山ニッケル工業（株）-与謝郡与謝野町（旧加悦町）
- 河守鉱山(こうもり)…銀・銅・鉛・亜鉛（1973年5月31日閉山）日本鉱業（株）-加佐郡大江町
- 大江鉱山（おおえやま）…鉛・亜鉛・マンガン（1983年閉山）日本鉱業-加佐郡大江町
- 丹波鉱山…マンガン（閉山）-右京区
- 丹波鉱山…珪石（閉山）-
- 玉川北岸鉱山…マンガン（閉山）-多摩
- 吉兆鉱山(きちょう)…マンガン（閉山）-右京区原谷
- 笠取鉱山(かさどり) …重晶石（閉山）日本バリウム工業(株) - 宇治市
- 下庄鉱山(しもじょう) …重晶石（閉山）-宇治市西笠取
- 円郷山鉱山(えんごうやま)…マンガン（閉山）- 園部町
- 船岡鉱山(ふなおか)…銅・鉛・亜鉛・重晶石（閉山）-
- 足谷鉱山(あしたに) …マンガン・重晶石（閉山）- 京北町
- 下の谷鉱山(しものたに)…マンガン（閉山）- 京北町上弓削
- 第2町居鉱山(だいにまちい) …銅・マンガン（閉山）-左京区久多川合町
- 和知鉱山(わち) …錫・硫砒鉄鉱（閉山）-船井郡和知町
- 潮鉱山(うしお) …チタン（閉山）-大宮町
- 仏性寺鉱山(ぶっしょうじ) …銅・鉛（閉山）-大江町
- 小屋ケ谷鉱山(こやがたに)…マンガン（閉山）-丹波町実勢富谷
- 玉岩鉱山(たまいわ) …マンガン（閉山）-日吉町
- 弥谷鉱山…マンガン・重晶石（閉山）-甲賀市日吉町
- 大江谷鉱山(おおえたに) …マンガン（閉山）-美山町
- 向山鉱山(むこうやま)…マンガン（閉山）- 美山町
- 中野鉱山(なかの) …マンガン（閉山）-美山町
- 梅谷鉱山(うめたに) …銅・鉛・亜鉛（閉山）-福知山市
- 富国鉱山(ふこく) …銅・鉛・亜鉛（閉山）-福知山市宮垣
- 磯砂鉱山(いそずな) …チタン・水晶（閉山）-峰山町鱒留大呂
- 護法谷鉱山(ごほうだに) …マンガン・重晶石 （閉山）-北区鷹峰護法ケ谷
- 切明鉱山(きりあけ)…マンガン（閉山）-北桑田郡日吉町
- 美山鉱山(みやま)…硅石 （閉山）-北桑田郡美山町
- 夜久野鉱山(やくの) …サファイア・黄玉・ビスマス （閉山）-福知山市夜久野町
- 園鉱山(その) …マンガン（閉山）-和束町
- 深見鉱山(ふかみ) …マンガン（閉山）-北桑田郡美山町
- 佛性寺鉱山…銅・モリブデン（1945閉山）-加佐郡大江町
- 九鬼谷鉱山(くきだに)…マンガン（閉山）福岡商会-北桑田郡美山町
- 美山鉱山…けい石 （閉山）-北桑田郡美山町
- 殿田鉱山(とのだ) …マンガン（閉山）新鉱業開発-船井郡日吉町
- 生畑鉱山(いくはた)…マンガン（閉山）辻中鉱業- 船井郡日吉町
- 掛橋鉱山（かけはし）…マンガン（閉山）
- 福住鉱山（ふくずみ）…マンガン（閉山）
- 栗谷鉱山…マンガン（閉山）-南丹市向山
- 道奥谷鉱山…マンガン（閉山）辻中鉱業-船井郡日吉町
- 切明鉱山…マンガン（閉山）辻中鉱業-船井郡日吉町
- 赤石鉱山(あかいし) … マンガン（閉山）-船井郡日吉町
- 和知鉱山（わち）…タングステン・錫・マンガン（1941年～閉山）-船井郡京丹波町上粟野
- 掛津鉱山… けい砂 （操業中）山川産業（株）-竹野郡網野町

炭鉱
- 志高炭鉱 （1948年閉山） 日本無煙炭礦（株）-舞鶴市

### 兵庫県
- 明延鉱山（あけのべ）【神子畑銀山・加盛山鉱山】…金・銀・銅・鉛・亜鉛・錫・タングステン（平安時代初期～1987年3月閉山）明延鉱業（株）-養父市朝来郡朝来町
- 大身谷鉱山(おおみだに)…金・銀・銅・鉛・亜鉛（明治初期～1985年7月閉山）同和鉱業（株）-宍粟郡一宮町富士野
- 神子畑鉱山（みこばた）…銀（1878年～1917年閉山）三菱合資会社-朝来市佐嚢
- 生野鉱山（いくの）【生野銀山】…金・銀・銅・鉛・亜鉛・錫 （平安時代初期～1973年3月22日閉山）三菱金属鉱業（株）-朝来郡生野町
- 多田銀山（ただ）…銀・銅 （1973年6月閉山）日本鉱業（株）-川辺郡猪名川町
- 富栖鉱山（とみす）…金・銀（休山）富栖金山（株）-宍粟郡安富町
- 坂越大泊鉱山（さかこしおおどまり）… 金・銀・銅（1984年11月閉山）坂越大泊鉱山（株）-赤穂市坂越
- 中瀬鉱山（なかのせ）…金・銀・銅・鉛・亜鉛・硫化鉄・アンチモン（1573年発見～1969年閉山）日本精鉱（株）-養父市
- 帝釈鉱山(たいしゃく)【長谷銅山】…金・銅・鉛・石膏・螢石（1955年閉山 1973年鉱業権放棄）-神戸市北区
- 大谷鉱山…銀・銅（1950年代閉山）大和鉱業-川西市
- 大屋鉱山(おおや)…ニッケル（1936年～1945年8月16日閉山）日曹鉱業→帝国鉱業開発（株）-養父市(養父郡大屋町)
- 夏梅鉱山(なつめ)…ニッケル・銀・銅・砒素・コバルト（1945年閉山）昭和鉱業→帝国鉱業開発（株）-養父市(養父郡大屋町)
- 大久保鉱山(おおくぼ)…銅（閉山）- 養父市(養父郡関宮町)
- 但馬三方鉱山(たじまみかた)…金・銀・銅・鉛・亜鉛（閉山）-城崎郡日高町金屋
- 高瀬鉱山…クロム（閉山）-岡山県新見市神郷高瀬県境
- 福住鉱山(ふくずみ) …マンガン（閉山）-篠山市本明谷奥山
- 柿ノ木鉱山(かきのき)…銅（閉山）-川辺郡猪名川町
- 出石鉱山…金・銀（閉山）-
- 宮垣鉱山…銅（閉山）-養父市
- 磯部旭日鉱山（いそべあさひ）…金・銀・銅・セリサイト・カオリナイト（閉山）-赤穂郡上郡町岩木
- 赤穂鉱山(あこう) …セリサイト・カオリナイト（閉山）- 赤穂市真殿
- 岩津鉱山(いわつ)…アンチモン（閉山）- 朝来市岩津
- 大乗鉱山(だいじょう) …銀・銅・鉛。亜鉛（閉山）-朝来市老波
- 青倉鉱山(あおくら) …銅・鉛・亜鉛・マンガン（閉山）-朝来市奥多々良木
- 青草鉱山(あおくさ) …銀・銅・鉛・亜鉛（閉山）-朝来市菅町
- 多々良木鉱山(たたらぎ)…銀・銅・鉛・亜鉛（閉山）-朝来市多々良木
- 多々良鉱山(たたら) …銅・鉛・亜鉛（閉山）-朝来市多々良木
- 朝来鉱山(あさご) …銀・銅・鉛・亜鉛（閉山）-朝来市立脇
- 床尾鉱山(とこお)…金・鉛・亜鉛（閉山）-朝来郡和田山町竹ノ内字コロモ
- 竹ノ内鉱山(たけのうち) …金（閉山）-朝来郡和田山町竹ノ内字山之内
- 糸井鉱山(いとい)…金・銀・銅（閉山）-朝来郡和田山町朝日
- 朝日鉱山(あさひ) …金（閉山）-朝来郡和田山町堀場字堀場
- 播磨新宮鉱(はりましんぐう)…ベーム石・葉ろう石（閉山）-揖保郡新宮町吉
- 柏原鉱山(かいばら) …明礬石（閉山）-柏原町
- 千軒鉱山(せんげん) …銅・鉛・亜鉛（閉山）-川辺郡猪名川町千軒
- 朝日鉱山(あさひ)…銀・銅・鉛・亜鉛（閉山）-神河町本村
- 川上鉱山(かわかみ)…銅・鉛・亜鉛（閉山）-神河町川上
- 富田鉱山(とみた) …金（閉山）-神河町山崎
- 越知谷鉱山(おちだに) …滑石・カオリナイト（閉山）-神河町越知
- 赤松鉱山(あかまつ)…銀・銅・鈴（閉山）-川西市赤松
- 大間歩鉱山(おおまぶ) …銅・鉛・亜鉛（閉山）-川西市芋生けやき坂
- 大平鉱山(おおひら)…銅・鉛・亜鉛（閉山）- 川西市国崎
- 夘之戸鉱山川西市国崎…銅・鉛・亜鉛（閉山）-川西市国崎
- 笹ヶ谷鉱山(ささがたに) …銅・鉛・亜鉛（閉山）-川西市国崎
- 国崎鉱山(くにさき) …銅・鉛・亜鉛（閉山）-川西市国崎
- 緑青鉱山(りょくぜ)…銅・鉛・亜鉛（閉山）- 川西市黒川
- 勝星鉱山(かつほし) …銅（閉山）-川西市黒川大谷
- 金岩鉱山(かないわ)…銅・鉛・亜鉛（閉山）-川西市矢問金岩
- 瑞宝寺鉱山(ずいほうじ)…銅（閉山）-神戸市北区有馬町
- 桜山鉱山(さくらやま)…銅・鉛・亜鉛（閉山）-佐用郡上月町桜山
- 赤金鉱山(あかがね) …銀・銅・鉛・亜鉛（閉山）-宍粟郡一宮町大路
- 高野鉱山（たかの）…鉛・亜鉛（閉山）-宍粟郡一宮町高野
- 安志鉱山(あんじ)…金・銀・銅・鉛・亜鉛（閉山）-宍粟郡安富町安師
- 木幡鉱山(こばた) …金・銀・銅・鉛・亜鉛（閉山）-宝塚市長谷
- 駒宇佐鉱山(こまうさ) …銀・銅・鉛・亜鉛・アンチモン（閉山）- 宝塚市長谷千本道
- 千本鉱山(せんぼん) …銀・銅・鉛・亜鉛（閉山）- 宝塚市長谷千本道
- 樺坂鉱山(かばさか) …銅・鉛・亜鉛・マンガン（閉山）-多可郡加美町
- 宮前鉱山(みやまえ)…銅・鉛・亜鉛（閉山）-多可郡加美町多田
- 勝浦鉱山(かつうら) …銅（閉山）-多可郡加美町
- 妙見鉱山(みょうけん)…磁流鉄鉱・方解石（閉山）- 多可郡中町
- 池ケ谷鉱山(いけがたに) …方解石（閉山）-多可郡中町
- 三原鉱山(みはら) …銅（閉山）-多可郡八千代町
- 畑鉱山(はた) …銅（閉山）-豊岡市田鶴野
- 船坂鉱山(ふなさか) …銅・鉛・亜鉛（閉山）-西宮市船坂
- 大見坂鉱山(おおみざか)…銅・鉛・亜鉛（閉山）-氷上郡山南町西谷
- 梅ヶ谷鉱山(うめがたに) …銅・鉛・亜鉛（閉山）-氷上郡山南町西谷
- 養父クロム鉱山(やぶ) …クロム（閉山）-養父郡関宮町足坂
- 鹿倉鉱山(しかくら)…クロム（閉山）-養父郡関宮町鹿倉
- 富国鉱山(とみくに)…銀・銅・鉛・亜鉛・マンガン（閉山）-養父郡養父町添谷
- 養父鉱山(やぶ)…銀・銅・鉛・亜鉛（閉山）-養父郡養父町
- 山中鉱山(なかやま)…銅・鉛・亜鉛・マンガン（閉山）- 養父市養父町奥米地
- 宅原鉱山(えいはら) …玉髄・蛋白石（閉山）-神戸市北区長尾町
- 大谷鉱山(おおたに)…銀・銅（閉山）- 川西市
- 大乗鉱山(だいじょう) …銀・銅・鉛・亜鉛（閉山）-朝来市老波
- 但馬鉱山…金・銀（閉山）-美方郡香美町香住区相谷
- 新但馬鉱山鉱山…金・銀（閉山）-美方郡香美町香住区相谷
- 神美鉱山…金・銀（1935年頃～閉山）-豊岡市
- 栃原鉱山（とちはら）… 硫黄明礬石（閉山）-朝来郡生野町
- 新井鉱山(にい・あらい) …銀・銅・鉛・亜鉛（閉山）-朝来郡朝来町
- 金里鉱山(かなさと)…マンガン（閉山）-朝来郡朝来町
- 辻ヶ瀬鉱山(つじがせ)… 銀・亜鉛・鉛（閉山）-川辺郡猪名川町南田原
- 三方鉱山(みかた)…鉛・亜鉛（閉山）-宍粟郡一宮町
- 旭日鉱山(あさひ)… 金・銀・銅・鉛・亜鉛・蛍石・滑石 （1986年7月閉山）合同資源産業（株）-赤穂郡上郡町
- 大安志鉱山(だいあんじ)…銅（閉山）-宍粟郡安富町
- 竹野鉱山(たけの)…金・銀・銅 （1949年閉山）日本鉱業（株）-城崎郡竹野町東大谷
- 沖ノ浦鉱山(おきのうら) …金・銀・銅（1943年閉山）日本鉱業（株）-城崎郡香住町沖ノ浦
- 大東鉱山(だいとう)…金・銀・銅・鉛。アンチモン（閉山） 田中平三郎-美方郡美方町
- 琢美鉱山(たくみ)… 砒素・銅（閉山）-神崎郡大河内町
- 品川三方鉱山(しながわみかた) … ロウ石・カリオナイト（閉山）-城崎郡日高町庄境
- 清滝鉱山(きよたき)… ロウ石（閉山）-城崎郡日高町
- 江原鉱山(えばら) …ロウ石・ホタル石・トパーズ・滑石（閉山）-城崎郡日高町庄境
- 聖長鉱山(せいちょう)… ロウ石（操業中）日本滑石製錬（株）-養父市(養父郡八鹿町)
- 平木鉱山(ひらき)…ロウ石 （操業中）服部鉱業-加東郡社町

炭鉱
- 由良炭鉱(ゆら) …亜炭（閉山） -洲本市
- 津井炭鉱(つい)…亜炭(閉山)-三原郡西淡町
- 賀集炭鉱…亜炭（閉山）-三原郡南淡町
- 福寿炭鉱(ふくじゅ) …亜炭・琥珀（閉山）-神戸市北区山田町小河

### 奈良県
- 大和水銀鉱山（やまとすいぎん）【十谷斜坑、神生水銀鉱山】…銅・水銀（1909～1974年3月閉山） 大和金属興業→野村興産（株）-宇陀郡菟田野町大沢
- 神生鉱山(かみう)【神生水銀鉱山】(かみうすいぎん) …水銀（1957年閉山）-宇陀郡大宇陀町本郷
- 新羅貴水銀鉱山…水銀（閉山）-宇陀郡菟田野町向崎
- 奈良水銀鉱山(ならすいぎん)…水銀（閉山）-宇陀郡大宇陀町藤井
- 大蔵鉱山(おおくら) …水銀（閉山）-宇陀郡大宇陀町粟野
- 黒木水銀鉱山…水銀（閉山）-宇陀郡大宇陀町黒木
- 堂ヶ谷鉱山(どうがたに)…コバルト・硫砒（閉山）-吉野郡十津川村下葛川
- 神戸鉱山(かんべ)…セリサイト・アンチモン・白雲母（閉山）-吉野郡東吉野村三尾
- 竜神鉱山(りゅうじん)…銅・鉛 （閉山）-御所市朝町
- 共盛鉱山…銅（閉山）日本鉱業-吉野郡下市町栃原
- 五条鉱山(ごじょう) 【五條鉱山・紫園鉱山（しえん）】…銅・鉛・亜鉛（1951年～1961年閉山）千原鉱業(株)→金屋淵鉱山-吉野郡野迫川村金屋淵十津川村
- 金谷鉱山【奈良鉱山】…銀・銅・硫化鉄（閉山）-
- 本郷鉱山(ほんごう)…水銀・アンチモン・セリサイト（閉山）-宇陀郡大宇陀町
- 大峠鉱山(おおとうげ)…アンチモン・セリサイト（閉山）-桜井市針道大峠
- 五代松鉱山(ごよまつ)…磁鉄鉱（1930年代～1980年頃閉山）吉野鉱業(株)-天川村洞川
- 三尾鉱山（みお）…銀・銅・鉄（江戸時代～1965年頃閉山）宝生産業（株）-東吉野村
- 多武峰鉱山(とうのみね)…水銀（閉山）-桜井市針道
- 三盛鉱山（さんせい）…銅・鉛・亜鉛所市（閉山）-御所市朝町
- 春日鉱山(かすが)…砒素（閉山）-山辺郡山添村菅生
- 立里鉱山（たてり）銅（1951年～1961年閉山）千原鉱業(株)→金屋淵鉱山-吉野郡野迫川村立里
- 大盛鉱山（おおもり）…銅（閉山）-吉野郡東吉野村三尾
- 蛇ノ谷鉱山…鉄鉱石・鉛・亜鉛（閉山）-吉野郡天川村洞川
- 川迫鉱山(こうせ)…鉄鉱石（閉山）-吉野郡天川村
- 白倉谷鉱山(しろくらだに)…鉄鉱石（閉山）-吉野郡天川村
- 入ノ波鉱山(しおのは)…マンガン（閉山）-吉野郡川上村入ノ波
- 大台ヶ原鉱山(おおだいがはら)…マンガン（閉山）-吉野郡川上村栃谷
- 中奥鉱山(なかおく)…マンガン（閉山）-吉野郡川上村中奥
- 七迫鉱山…鉄鉱 （閉山）-吉野郡川上村中奥
- 奥吉野鉱山(おくよしの)…マンガン（閉山）-吉野郡川上村中奥
- 上多古鉱山(こうだこ)…マンガン（閉山）-吉野郡川上村上多古
- 豊隆鉱山(とよたか)…マンガン（閉山）-吉野郡天川村洞川
- 高原鉱山(たかはら)…マンガン（閉山）-吉野郡川上村高原
- 井光鉱山…マンガン（閉山）-吉野郡川上村井光
- 八宝鉱山(はっぽう)…銅（閉山）-吉野郡西吉野村唐戸
- 辻鉱山(つじ)…銅（閉山）-吉野郡西吉野村唐戸
- 光陽鉱山(こうよう)…銅（閉山）-吉野郡西吉野村唐戸
- 川股鉱山(かわまた)…銅・硫化鉄（1955年閉山）千原鉱業（株）-吉野郡西吉野村西日裏
- 赤倉鉱山…銅（閉山）-吉野郡上北山村天ヶ瀬
- 吉野鉱山(よしの)…銅・鉛・亜鉛（閉山）東洋鉱山-吉野郡上北山村奥玉谷
- 黒石鉱山…銅（閉山）-吉野郡西吉野村黒淵
- 奥玉鉱山(おくたま)…マンガン（閉山）-吉野郡上北山村奥玉谷
- 竹の丘鉱山(たけのおか)…（閉山）-吉野郡十津川村折立付近
- 大津呂鉱山(おおつろ)…（閉山）-吉野郡十津川村折立付近
- 瓜根鉱山(うりね)…（閉山）-吉野郡十津川村折立付近
- 第二大勝鉱山…砒素（閉山）-吉野郡下北山村浦向平谷
- 赤滝鉱山(あかたき)…（閉山）-吉野郡十津川村折立付近
- 金原鉱山…銅（閉山）-吉野郡下市町平原
- 平城鉱山(へいじょう)…銅（閉山）-吉野郡下市町栃原
- 大杉鉱山(おおすぎ)…銅（閉山）-吉野郡下市町栃原
- 戸運保鉱山…銀・銅（閉山）中田嘉市郎-吉野郡下市町栃原
- 大和鉱山…銅・鉛・亜鉛・鉄鉱石（閉山）-吉野郡西吉野村平沼田
- 金屋淵鉱山(かなやふち)…銅・鉛・亜鉛（閉山）金屋淵鉱業-吉野郡野迫川村

### 和歌山県
- 飯盛鉱山（いいもり）…銅・亜鉛・鉄鉱石・硫化鉄 （1878～1972年閉山） 古河鉱業(株) -那賀郡那賀町
- 大勝鉱山（だいしょう）…コバルト・ニッケル（閉山）-東牟婁郡北山村下尾井
- 三陽鉱山(さんよう) … コバルト（閉山）-西牟婁郡すさみ町防己
- 和深鉱山(わぶか) …磁硫鉄鉱（閉山）-西牟婁郡串本町
- 大塔鉱山(おおとう)【松畑鉱山、請川谷鉱床、大津賀谷鉱床】… 蛍石（昭和20年代後半～閉山）-東牟婁郡本宮町
- 妙法鉱山（みょうほう）【円満地鉱山】…金・銀・銅・硫化鉄（1970年 5月閉山）三菱金属鉱業(株)-東牟婁郡那智勝浦町
- 鉛山鉱山（かなやま）…金・銅・鉛・亜鉛（閉山）三菱鉱業 -西牟婁郡白浜町
- 禰宜鉱山（ねぎ）…銅・黄鉄鉱（閉山） 禰宜鉱業-和歌山市和佐中
- 麻生津鉱山(おうづ)…銅（1964年閉山）-那賀郡那賀町
- 天野鉱山(あまの) …銅（1961年閉山）-伊都郡かつらぎ町
- 細川鉱山…銅（閉山）-伊都郡高野町
- 龍神鉱山（りゅうじん）…マンガン・水銀（閉山）-日高郡龍神村
- 玉谷鉱山（たまたに）… マンガン（閉山）-日高郡龍神村
- 三十井川鉱(みそいがわ)…マンガン（閉山）-日高郡中津村
- 清水鉱山(きよみず)…金（江戸期時代閉山）- 西牟婁郡上富田町
- 細川鉱山(ほそかわ)…銅（閉山）-伊都郡高野町

炭鉱
- 松沢炭鉱…（1955年閉山） -東牟婁郡熊野川町
- 志古炭鉱…（戦後閉山）-中島商店-東牟婁郡熊野川町
- 宮井炭鉱…（戦後閉山）-東牟婁郡熊野川町
- 音河炭鉱…（明治時代閉山）三菱鉱業-東牟婁郡熊野川町
- 萬歳炭鉱…（明治時代閉山）三菱鉱業-東牟婁郡熊野川町

## 中国地方

### 鳥取県
- 岩美鉱山（いわみ）【荒金鉱山（あらがね）】…金・銀・銅・鉛・亜鉛（698年～1955年11月15日閉山）日本鉱業（株）-岩美郡岩美町荒金
- 日野鉱山(ひの)…銀（江戸時代閉山）-日野郡日南町
- 太宝鉱山(たほう)…銅（閉山）鐘打鉱業（株）-岩美郡岩美町
- 東郷鉱山（とうごう）…ウラン（閉山）動力炉・核燃料開発事業団-東伯郡湯梨浜町(東伯郡東郷町)
- 因幡銀山(いなば)… 金・銀（1500年代閉山）-岩美郡岩美町
- 若松鉱山(わかまつ)…クロム（1899年～1997年閉山）日本クローム工業（株）-日野郡日南町多里
- 広瀬鉱山(ひろせ)…クロム・ニッケル・滑石（閉山）広瀬鉱業-日野郡日南町
- 日野上鉱山(ひのがみ)…クロム（閉山）-日野郡日南町
- 大倉鉱山(おおくら)…銀・銅・鉛・亜鉛（閉山）-日野郡日南町
- 稲積鉱山…クロム（閉山）
- 仁多鉱山…砂鉄（閉山）
- 三成鉱山(みなり)…砂鉄（閉山）-米子市
- 岩美鉱山(いわみ)【荒金鉱山】…銅（閉山）-岩美郡岩美町
- 山王鉱山(さんのう)…マンガン（閉山）-鳥取市佐治町中
- 人形峠（にんぎょうとうげ）…ウラン（1955年発見・1958年～1963年閉山）核燃料サイクル開発機構-東伯郡三朝町

### 島根県
- 豊嫁鉱山（とよか）…銅・鉛・マンガン（閉山）-津和野町大字豊稼
- 笹ヶ谷鉱山（ささがだに）…銀・銅・亜鉛・砒素（鎌倉時代～1971年5月閉山）日本鉱業(株)【前鉱業権者：池田正雄】-鹿足郡津和野町豊稼
- 新笹ケ谷鉱山（しんささがだに）…銅（閉山）-津和野町豊稼
- 大野鉱山（おおの）…亜鉛（閉山）-津和野町木部
- 日原鉱山（にちはら）…銅・鉛・亜鉛（閉山）-鹿足郡日原町
- 大平鉱山（おおひら）…銅（閉山）-鹿足郡日原町
- 鹿谷鉱山（しのたに）…マンガン・硫砒鉄鉱（閉山）北島鉱業（株）-鹿足郡日原町鹿谷
- 馬谷鉱山（うまだに）【馬谷城山鉱山】…硅石、長石（閉山）西日本鉱業（株）-益田市馬谷町馬谷
- 都茂鉱山（つも）【丸山銅山、新治銅山、大金山銅山】…金・銀・銅・鉛・亜鉛・硫化鉄（1987年6月閉山）中外鉱業（株）-益田市美都町都茂
- 後溢鉱山（うしろえき）…マンガン（閉山）-益田田市向横田町
- 堀越鉱山（ほりこし）…銅（閉山）-益田市
- 城山鉱山（じょうやま）…ろう石・雲母・鉛（閉山）-益田市大字馬谷
- 高城鉱山（たかぎ）…鉛・亜鉛・アンチモン（閉山）-益田市神田町
- 久喜鉱山（くき）【久喜・大林銀山】…銀・銅（1951年頃閉山）-中国鉱業（株）邑智郡瑞穂町
- 銅ヶ丸鉱山（どうがまる）【銅ヶ丸銅山】…銅・亜鉛（1431年～1909年閉山）田中工業-邑智郡邑智町
- 清見鉱山（せいみ）…温石綿（閉山）日本石綿鉱業（株）-江津市清見町
- 石見銀山（いわみ）【大森鉱山・佐摩銀山】…銀、銅、鉛（1309年頃～1943年閉山）（合）藤田組・同和鉱業-大田市
- 石見鉱山（いわみ）【五十猛】…ゼオライト・金・銅（操業中）三井金属資源開発-大田市五十猛町
- 大森鉱山（おおもり）…金・銀（16世紀前半～閉山）-大田市大森町
- 永輝鉱山（えいき）…金・銅（閉山）-大田市佐津目
- 鬼村鉱山…石こう（1909年～1967年閉山）大阪石膏（株）-大田市
- 松代鉱山（まつしろ）…金・銀・銅・鉛・亜鉛・石膏（1901年～1970年頃閉山）大阪石膏（株）-大田市久利町松代
- 鵜峠鉱山（うど）…銅・鉛・亜鉛・石膏（閉山）三井金属（株）【前鉱業権者：勝部本左エ門、日本鉱業、他】-出雲市大社町
- 鷺鉱山（さぎ）…銅（室町時代～1970年閉山）久原鉱業→大宝鉱業→三井金属鉱業（株）-出雲市大社町
- 乙立鉱山（おったち）…（閉山）-出雲市
- 鰐淵鉱山（わにぶち）…銅・鉛・亜鉛・石膏（1978年3月）昭和鉱業（株）-平田市
- 東洋鉱山（とうよう）…モリブデン…（閉山）吉田章義-雲南市三刀屋町掛合
- 大佐鉱山（おさ）…モリブデン（閉山）吉田章義-雲南市三刀屋町掛合
- 大佐山鉱山（おさやま）…翡翠輝石（閉山）-雲南市三刀屋町掛合
- 飯石鉱山（いいし）…セリサイト（閉山）-
- 鍋山鉱山（なべやま）…セリサイト（操業中）斐川礦業（株）-雲南市三刀屋町
- 雲南鉱山（うんなん）…絹雲母（閉山）-雲南市三刀屋町
- 大東鉱山（だいとう）…銅・モリブデン（1914年～1985年閉山）太陽鉱工業（株）-雲南市大東町東阿用
- 東山鉱山（ひがしやま）【妙中】…モリブデン（1985年閉山）妙中鉱業（株）【前鉱業権者：妙中林之助】-雲南市大東町川井
- 清久鉱山（せいきゅう）【奥川井】…鉛・モリブデン（1912年発見、1939年採掘開始。1964年10月休山、1965年3月閉山）清久鉱業（株）【前鉱業権者：吉田章義】-雲南市大東町川井
- 神谷鉱山…モリブデン清久鉱鉱業（株）【前鉱業権者：末永大祐】-雲南市大東町清田
- 尾原鉱山…セリサイト（閉山）-
- 小馬木鉱山（こまき）…モリブデン・タングステン・ウラン鉱（閉山）清久鉱業（株）【前鉱業権者：深津修、上馬鉱業（株）、馬木鉱業（株）】-奥出雲町（旧仁多郡横田町）
- 日立鳥上鉱山（ひたちとりがみ）…砂鉄（閉山）-奥出雲町（横田町）
- 鳥上斐伊川鉱山（とりかみひいかわ）…砂鉄（操業中？））鳥上木炭銑工場（株）【前鉱業権者：安来製作所（株）、日本鉱業】-安来製作所-奥出雲町（旧横田町鳥上）
- 鳥上羽内谷鉱山（とりかみはないだに）…砂鉄（操業中））鳥上木炭銑工場（株）【前鉱業権者：安来製作所（株）、日本鉱業、日鉱金属、他】-奥出雲町（旧横田町鳥上）
- 鳥上銑鉱山（とりかみせん）…木炭銑鉄（）鳥上木炭銑工場（株）【前鉱業権者：安来製作所（株）、日本鉱業、日鉱金属、他】-奥出雲町（旧横田町鳥上）
- 上山佐鉱山（かみやまさ）…モリブデン（休山）-安来市広瀬町上山佐
- 山佐鉱山（やまさ）…鉛・モリブデン（1896年～1947年休山）吉岡鉱業（株）-安来市広瀬町上山佐
- 片江鉱山（かたえ）…銅・鉛・亜鉛・石膏（閉山）-美保関町

炭鉱
- 高窪炭鉱（たかくぼ）…（大正中期一時閉山、1942年再開、1951年閉山）経営者は次々変遷 -雲南市三刀屋町

### 岡山県
- 柵原鉱山（やなはら）…銅・硫化鉄（慶長年間発見、1884年～1991年3月27日閉山）同和鉱業（株）-久米郡美咲町
- 吉岡鉱山（よしおか）【吹屋】…金・銀・銅・鉛（閉山）（江戸時代～1972年閉山）吉岡鉱業-高梁市（上川郡成羽町）
- 笹畝坑道(ささうね)【吉岡銅山支山】…銅・硫化鉄鉱（1921年閉山）三菱合資会社→杉本正徳-高梁市
- 山宝鉱山（さんぽう）… 銅・鉄鉱石・ウラン（閉山）。石灰石（稼働）、（株）同和カルファインが1973年より生石灰製造[8]-高梁市備中町志藤用瀬
- 日笠鉱山(ひがさ)…金・銀・銅（閉山）大幸鉱業-和気郡和気町
- 金山谷鉱山(かねやまだに)…金（閉山）-井原市高屋町。江戸時代。
- 井原鉱山(いばら)…タングステン（閉山）-井原市高屋町。昭和14年-27年。
- 和意谷鉱山(わいだに)…金・銀・銅・鉛・亜鉛・砒素（閉山）-和気郡吉永町
- 高瀬鉱山… クロム（1983年閉山）日本クローム工業（株）-新見市神郷釜村
- 国富鉱山…銅（閉山）-久米郡久米町
- 滝の丸鉱山(たきのまる) …ロウ石（操業中） 滝の丸鉱山（株）- 阿哲郡哲多町
- 帯江鉱山(おびえ) …銀・銅・鉛（1934年閉山）同和鉱業（株）-倉敷市
- 伊茂岡鉱山(いもおか)…鉛・銅・ビスマス（閉山）-鏡野町奥津川西
- 八束鉱山(やつか)… 昭和化学工業 珪藻土（操業中）-真庭郡八束村
- 三国鉱山(みくに)…ロウ石（閉山） 三国鉱山（有）-和気郡吉永町
- 東備鉱山(とうび)…ロウ石（閉山） 明治窯業（株）-和気郡吉永町
- 国盛鉱山（こくせい）…金・銀・銅（閉山）昭和鉱業（株）-津山市
- 笹尾鉱山(ささお)…石灰石(閉山)備北粉化工業（株）-阿哲郡神郷町
- 豊国鉱山(ふこく)… 銅（閉山）-英田郡美作町
- 金堀鉱山(かなほり)…金・銀・銅・鉛・亜鉛（閉山）長坂清太郎-英田郡作東町
- 橡ノ木鉱山(とちのき)…金・銀・銅（閉山）昭和鉱業（株）-英田郡作東町
- 和気鉱山(わけ)…水銀（閉山）-和気郡和気町
- 羽出鉱山(はで)…銅・鉛・亜鉛（閉山）-苫田郡鏡野町羽出
- 日吉鉱山(ひよし)…銅（閉山）- 岡山県井原市青野町
- 剣山鉱山(けんざん)…銅（閉山）-岡山市飽浦
- 竜山鉱山(たつやま)…銅（閉山）-久米南町大字上籾
- 瀬戸鉱山(せと) …銅・鉛・亜鉛（閉山）-作東町
- 大平鉱山(おおひら)…ろう石（閉山）-三石町
- 人形峠鉱山(にんぎょうとうげ)(岡山県側) …ウラン（閉山）-上斎原村
- 高沢鉱山(たかさわ) …銅（閉山）-総社市種井-延原
- 弥高鉱山(やたか) …銅・硫砒鉄鉱（閉山）-矢掛町大字横谷
- 長代鉱山(なかしろ) …硫化鉄鉱（閉山）-高梁市有漢町上有漢
- 品川三石鉱山(しながわみついし) … カリオナイト・ロウ石（閉山）-備前市三石町
- 下柵原鉱山(しもやなはら)…硫化鉄（閉山）
- 金生鉱山（きんせい）…銀・銅（閉山）
- 山手鉱山…銀・銅（閉山）
- 時光山…ろう石（閉山）-
- 三宝鉱山…鉄鉱（昭和初期～閉山）-備中町
- 布賀鉱山(ふが) …備中石・大江石（閉山）-備中町大字布賀
- 高取鉱山鉱山…（閉山）-
- 三原鉱山（みはら）…銅・鉛・亜鉛・鉄鉱（閉山）-後月郡芳井町
- 久木鉱山（ひさぎ）…銅（閉山）
- 日野上鉱山 (ひのかみ)…クロム（閉山）-真庭市旧落合町日野上
- 高瀬鉱山（たかせ）…クロム（閉山）-神郷町
- 加茂鉱山（かも） …マンガン・鉛・亜鉛（閉山）
- 亀山鉱山(かめやま) …銅・鉛・亜鉛（閉山）-久米郡久米南町
- 神目鉱山（こうめ）…カオリナイト（閉山）-久米郡久米南町
- 金平鉱山(かなひら) …鉄鉱（閉山）-高梁市備中町
- 金谷鉱山(かなだに) …銅・鉛・亜鉛（閉山）-美作市大原町
- 江見鉱山(えみ) …銅・鉛・亜鉛（閉山）-美作市作東町
- 佐野鉱山(さの)…銅・鉛・亜鉛（閉山）-岡山市御津町
- 伊田鉱山(いだ) …銅・鉛・亜鉛（閉山）-岡山市御津町
- 江与味鉱山（えよみ）…銅・鉛・亜鉛（閉山）-御津郡吉備中央町
- 三吉鉱山(みよし) …ウラン・マンガン・鉛（閉山）-倉敷市西坂
- 占見鉱山(うらみ) …磁鉄鉱（閉山）-浅口市金光町
- 品川三石鉱山（しながわみついし）【三石】…ろう石・カリオナイト・セリサイト（操業中）品川開発-備前市
- 小泉鉱山（こいずみ）…銅・鉛・亜鉛（閉山）-川上郡成羽町大字小泉
- 伊茂岡鉱山（いもおか） …鉄鉱（閉山）
- 大笹岡鉱山（おおざさ）…銅・鉛・亜鉛（閉山）-総社市槇谷
- 大名草鉱山（おおなぐさ）…マンガン（閉山）-真庭市勝山町
- 扇平鉱山(おうぎびら) …銅・鉛・亜鉛（1953年閉山）-新見市大佐小南
- 布賀鉱山（ふか） …スカルン鉱物（閉山）-備中町大字布賀
- 芳井鉱山(よしい) …石灰石（操業中）JFEミネラル-後月郡芳井町
- 井倉鉱山(いくら) …石灰石（操業中）日鉄鉱業（株） -新見市
- 足立鉱山(あだち) …石灰石（操業中）足立石灰工業（株） -新見市
- 阿哲鉱山(あてつ) …石灰石（操業中）中国砿業（株）-新見市
- 中山石灰鉱山(なかやませっかい)…石灰石(操業中)中山石灰工業（株）
- 金平山宝鉱山(かなひらさんぽう) …石灰石(操業中)（株） カルファイン
- 井ノ口鉱山… 石灰石(操業中)三共精粉（株）
- 白川阿哲鉱山(しらかわあてつ) …石灰石(操業中)白川マイニング
- 正田鉱山(しょうだ)…石灰石(操業中)三共精粉（株）
- 牛丸鉱山…石灰石(操業中)三共精粉（株）
- 畑山鉱山(はたやま) …石灰石(操業中)旭砿末資料合資会社-新見市哲多町花木
- 唐櫃鉱山(からと) …石灰石(操業中)備北粉化工業（株）-新見市哲多町本郷
- 白谷鉱山(しらたに) …石灰石(操業中)井倉化学工業（株）
- 上建部鉱山(うえたけべ)…ロウ石（操業中）河田実-御津郡建部町

炭鉱
- 高根鉱山…亜炭 美作採炭（株）-勝田郡勝央町

### 広島県
- 奈賀野鉱山（ながのこうざん）…銅・銀・鉛（18世紀初頭～1947年閉山）-庄原市
- 大谷鉱山 - 本郷村大谷。江戸時代に銅を中心に算出した。永鉱山鉱山とも。大正6年には14万1452貫を生産したが、その後閉鎖[9]。
- 山南銅山 - 沼隈郡山南村。明治44年には銅2180貫を生産したが大正時代に操業停止[9]。
- 大豊銅山 - 沼隈郡千年村常石大越。大正7年に8万7619貫を生産したが、大正23年までに操業停止[9]。
- 勝負銅山 - 赤坂銅山とも。赤坂村勝負にあった。平安時代大同年間より採掘が開始された。大正12年までに休鉱[10]するなど、断続的に昭和28年まで操業した
- 田壕銅山（だぼ） - 沼隈町の熊ヶ峰中腹にあった銅山。大正11年5月より試掘開始[9]。
- 本郷の炭田 - 松永本郷町の納屋地区にあった炭田[11]。
- 勝光山鉱山(しょうこうざん)…ろう石（閉山）昭和興業（株）・（株）勝光山鉱業所-庄原市川北町
- 大津恵鉱山(おおつえ)…ろう石（閉山）三金興業（株）-庄原市
- 釜ケ峰鉱山(かまがみね)…ろう石（閉山）釜ケ峰ろう石（株）-比婆郡口和町
- 瀬戸田鉱山(せとだ)…銅・マンガン・タングステン（閉山）-瀬戸田町大字林・生口島林
- 瀬戸鉱山(せと) …亜鉛・銅（閉山）
- 金明鉱山(きんめい) …銅・亜鉛・硫化鉄（閉山）-高陽町
- 神武鉱山(じんむ)…銅・鉛・亜鉛・硫化鉄（閉山）-三原市
- 三原鉱山(みはら)…銅・蛍石（閉山）-三原市宗郷町・岡山県後月郡芳井町
- 三金鉱山…鋼玉（閉山）-庄原市
- 矢の谷鉱山(やのたに)…銅・鉛・亜鉛・砒素（閉山）-神石高原町時安
- 南生口鉱山(みなみいくち)…モリブデン・砒素（閉山）-瀬戸田町大字宮原
- 平子鉱山(ひらこ)…銅・鉛・亜鉛・硫化鉄（閉山）-西城町
- 久代鉱山(くしろ)…ダジェフィシャー鉱・ゲーレン石（閉山）-東城町久代
- 岩谷鉱山(いわたに) …黄鉄鉱・磁鉄鉱（閉山）-府中市荒谷町
- 大父金鉱山…銅・マンガン（閉山）-府中市木野山町
- 正和鉱山(しょうわ)…硫化鉄・アンチモン（閉山）-福山市駅家町
- 甲山鉱山(かぶとやま)…金・銀・鉛・亜鉛（閉山）-福山市加茂町・山野町
- 父尾鉱山(ちちお)…金・銀・鉛・亜鉛（閉山）-福山市新市町大字藤尾
- 夏森鉱山(なつもり)…石灰石(操業中) 日東粉化工業
- 大仙鉱山(だいせん)…石灰石(操業中) 日東粉化工業
- 清常鉱山…石灰石(操業中) 日東粉化工業
- 茅平鉱山…石灰石(操業中) 日東粉化工業
- 名倉鉱山(なぐら)…石灰石(操業中) 白石工業（株）-比婆郡東城町
- 官営広島鉄山(かんえいひろしま)…砂鉄（閉山） - 三次市

### 山口県
- 喜和田鉱山【ニ鹿鉱山】（きわだ）…銅・錫・タングステン（1671年～1992年休山・2005年閉山）（株）粟村工業所（株）喜和田鉱山-岩国市二鹿
- 玖珂鉱山(くが)…銀・銅・錫・タングステン（天正年間発見。1843年～大正時代休山・1941年再開～1945年休山・1993年閉山）田中鉱業→岩国タングステン-岩国市美川町根笠
- 河山鉱山（かわやま）【添谷銅山】…金・銀・銅・硫化鉄・鉛・亜鉛（1658年～1970年閉山）日本鉱業（株）-岩国市美川町四馬神
- 藤ヶ谷鉱山(ふじがたに)…銅・タングステン（1986年閉山）日本鉱業（株）-玖珂郡玖珂町・美川町
- 桜郷鉱山（さくらごう）【蔵目喜鉱山】…金・銀・銅・鉛・亜鉛（奈良時代～1964年閉山）宇部興産（株）→昭和鉱業（株）-阿武郡阿東町大字蔵目喜
- 阿川鉱山…金・銀（江戸時代～閉山）-下関市
- 金ヶ峠鉱山…金・銅・コバルト（1700年頃～1963年閉山）-美祢市美東町大田
- 行畑鉱山…金・銀・銅（閉山）-阿武郡阿東町蔵目喜
- 松原鉱山…金・銀・銅（閉山）-美祢郡美東町赤郷
- 日花鉱山…金・銀・銅（閉山）-都濃郡鹿野町石ケ谷
- 鈩山鉱山…金・銀・銅（閉山）-長門市鈩山
- 八坂鉱山…金・銀・銅（閉山）-山口市徳地引谷
- 生丸鉱山…金・銀・銅（閉山）-長門市深川四ノ瀬
- 祖生鉱山…金・銀・銅・タングステン（閉山）-岩国市周東町祖生
- 三条鉱山（さんじょう）…金・銀・銅（閉山）-美祢市於福町
- 三陽鉱山…金（閉山）-下関市菊川町
- 一の坂鉱山(いちのさか)【一の坂銀山・宮野鉱山】…金・銀・鉛・マンガン（1600年頃～1639年頃閉山）-山口市宮野上
- 清越鉱山(せいごし)…銀（閉山）- 阿武町
- 長登鉱山花ノ山坑(ながのぼり)…銅（閉山）-美東町大字長登
- 東光寺鉱山【奈古】…銅（閉山）-阿武町
- 千之山鉱山…銅（閉山）-山口市
- 萬ヶ谷鉱山…銅（江戸時代～昭和時代閉山）-美祢市美東町
- 加萬ヶ谷鉱山…銅（1703年頃～閉山）-美祢市美東町真名
- 引谷鉱山…銅（1920年頃～閉山）-山口市徳地引谷
- 長登銅山（ながのぼり）【喜多平・本川銅山・大北川銅山・中久保鉱山・烏帽子坑・伊森坑・大切坑・水溜坑】…銅・鉛・コバルト（600年代後期～1960年閉山）日本コバルト鉱業-美東町大字長登
- 金峰鉱山(きんぽう・みたけ) …ニッケル・鉄鉱石（1940～1945年閉山）-周南市
- 川井山鉱山(かわいやま)…銅・鉛・亜鉛（閉山）-阿東町大字蔵目喜
- 福巻鉱山(ふくまき)【来巻鉱山】…マンガン（昭和初期～1961年閉山）日本石灰鉱業（株）-下松市来巻
- 向峠鉱山(むこうとうげ)…マンガン・タングステン（閉山）末延柳六-岩国市錦町宇佐郷
- 蓮華鉱山(れんげ)…鉛・マンガン（1946年～閉山）-岩国市玖珂町谷津
- 日高鉱山(ひだか)…銅・タングステン（昭和後期～1986年閉山）-山口市大字中尾
- 奥瀬戸鉱山【天宝鉱山】…銅・ビスマス・コバルト（閉山）-山口市中尾
- 久杉鉱山(くすぎ)…マンガン（1950年頃閉山）岩国タングステン-岩国市周東町三瀬川
- 天尾鉱山…マンガン（閉山）-岩国市天尾
- 東吉部鉱山【荒瀧鉱山】…銅・鉄鉱石（1960年頃閉山）-宇部市大字東吉部
- 山口鉱山（やまぐち） 【仁光寺鉱山】…タングステン（閉山）日本タングステン-山口市二島字仁光寺
- 周防鉱山鉱山（すおう） 【川ヶ渡鉱山】…（閉山）-玖珂郡桑根村日堤谷
- 大宝鉱山【生高鉱山】…（閉山）中国鉱業(株→岩国タングステン-玖珂郡美山村
- 美川鉱山…マグネサイト（1958年1月～1961年閉山）カネヤス鉱産（株）-玖珂郡美川町南桑渡里
- 波野鉱山（はの）…銅・硫化鉄・亜鉛（閉山）三菱金属鉱業（株）-玖珂郡本郷村
- 坂根鉱山…アンチモン（明治時代～閉山）三戸章-周南市大字鹿野上
- 戸弥鉱山（とね）…銅・硫化鉄・モナザイト砂（閉山）-佐波郡徳地町
- 銅谷鉱山…銅・鉛・亜鉛・硫化鉄・蛍石・ウラン（1940年～1969年頃閉山）-山口市徳地引谷
- 滑鉱山…銅（閉山） 滑鉱業所-佐波郡徳地町大字柚木字滑
- 大嶺鉱山…硫化鉄（閉山）大嶺鉱山鉱業(株)-美祢市伊佐町
- 七重鉱山…銀・銅・鉛・亜鉛（閉山）栗栖末人-長門市七重
- 主康鉱山…銅（昭和中期閉山）大島郡周防大島町大字地家室
- 佐々並鉱山(ささなみ)【長小野鉱山】…金・銀・銅・鉛・ビスマス（江戸時代～1935年頃休山・昭和40年代閉山）-萩市大字佐々並
- 熊野鉱山(くまの)【山口鉱山】…鉄鉱石（閉山）-萩市大字鈴野川阿武台
- 須佐鉱山(すさ)【山口鉱山】…蝋石（閉山）-萩市大字須佐町
- 志津木鉱山（しつぎ）【玉江鉱山・青長谷鉱山】…銅（1947年～1949年頃閉山）-萩市山田青長谷
- 喜多平鉱山（きたびら）【喜田平・花ノ山坑・烏帽子坑・大切坑】…銀・銅・鉄鉱石（江戸時代～1954年閉山） 坂本源一 -美東町大字長登
- 宗国鉱山(むねくに)…銅・コバルト・ビスマス（明治頃～昭和中期閉山）-美東町大字真名
- 薬王寺鉱山(やくおうじ)…銅・鉛・亜鉛・コバルト・ビスマス（江戸時代～1950年頃閉山）-美祢市美東町綾木
- 山上鉱山（さんじょう）【大和鉱山山上坑】…銅・タングステン（1888年～昭和中頃閉山） 大和鉱山（株）-美祢市於福町下
- 大和鉱山（やまと）【於福鉱山（1940年頃まで）・於福大和鉱山】（おふく・おふくやまと）…銀・銅・鉛・亜鉛（江戸後期～1960年頃閉山） 於福鉱業(株) -美祢市於福町下字金ヶ原
- 鹿野鉱山…アンチモン（1882年～1950年頃閉山）三井鉱山-周南市大字鹿野上
- 高森鉱山…マンガン（閉山）-岩国市周東町高森
- 東鳳翩鉱山（ひがしほうべん）…銅（閉山）-山口市
- 鳳翩鉱山（ほうべん）…銅・ビスマス（明治時代・1917年再開～閉山）-美祢市美東町綾木
- 松ヶ尾鉱山【松ヶ谷鉱山】…珪石（1955年頃操業閉山）-防府市大字奈美
- 花ノ山鉱山(はなのやま)…銅・鉛・亜鉛（閉山）-美祢郡美東町
- 畑鉱山(はた)…マンガン（閉山）-柳井市
- 日の丸奈古鉱山（ひのまるなご）…蝋石（昭和中期頃閉山）-阿武町大字木与
- 宇久鉱山（うく）…銅・チタン・蝋石（大正時代＝昭和後期閉山）-阿武郡阿武町大字奈古
- 石井鉱山(いしい)…珪石・ウラン（閉山）- 柳井市柳井石井
- 金ヶ原鉱山…珪灰石（閉山）-
- 横道珪石鉱山…珪石（1968年頃閉山）-岩国市由宇町
- 大嶺鉱山…石灰石（操業中）三共精粉(株)→大嶺鉱山-美祢市大嶺町
- 重安鉱山(しげやす)…石灰石（操業中）太平洋セメント（株）-美祢市大嶺町北分
- 麻郷鉱山…石灰石（操業中）トクヤマ（株）-熊毛郡田布施町麻郷戎ヶ
- 伊佐鉱山 (いさ)…石灰石（操業中）UBE三菱セメント（株）-美祢市伊佐町伊佐
- 秋芳鉱山 (しゅうほう)…石灰石（操業中）住友セメント→秋芳鉱業(株)-美祢郡秋芳町大字別府字魚ケ下
- 薬仙鉱山…石灰石（操業中）薬仙石灰(株)-美祢市伊佐町伊佐3362

炭鉱
- 宇部炭田
  - 沖田炭鉱（閉山）古谷鉱業（株）-厚狭郡楠町大字舟木
  - 桜山炭鉱（閉山）桜山炭鉱（株）-小野田市大字小野田
  - 小野田炭鉱【山口炭鉱】（閉山）古谷鉱業（株）-小野田市大字西高泊
  - 第二新沖山炭鉱（閉山）第二新沖山炭鉱組合 -小野田市大字有帆
  - 平原炭鉱（閉山）村井朝一 -小野田市大字西高泊
  - 東見初炭鉱（ひがしみそめ）（閉山）-宇部市
  - 沖ノ山炭鉱（閉山）-宇部市
  - 本山炭鉱（1963年3月閉山）-小野田市
  - 長生炭鉱（1953年閉山） -宇部市
  - 沖宇部炭鉱（1960年1月閉山）-宇部市
  - 上宇部炭鉱（閉山）-宇部市

- 大嶺炭田（おおみねたんでん）
  - 滝口炭鉱（閉山）-美祢市
  - 荒川坑（閉山）吉部鉱業（株）-美祢市大嶺町奥分
  - 美祢炭鉱（炭鉱は1971年閉山・大理石・砕石採掘で操業中）美祢炭鉱（株）-美祢市大嶺町奥分
  - 山陽無煙炭鉱（閉山）宇部興産（株）-美祢市大嶺町奥分字越ヶ原
  - 美豊炭鉱（閉山）古谷鉱業（株）-美祢市大嶺町西分
  - 大明無煙炭鉱（（1977年4月閉山）宇部興産（株）-美祢市於福町
  - 榎山炭鉱（1972年10月閉山）榎山炭礦（株）-美祢市大嶺町

- 津布田炭田
  - 生田無煙炭鉱（閉山）村井朝一 -厚狭郡山陽町埴生
  - 若山炭鉱（1969年11月閉山） 若山産業（株）-厚狭郡山陽町
  - 埴生炭鉱（1969年7月閉山）木崎文夫 -厚狭郡山陽町

## 四国地方

### 徳島県
- 高越鉱山(こうつ)【通洞坑・枇杷坑・高東坑・川田山坑・大越坑・四友鉱山】…金・銅・硫化鉄（1896年頃～1971年閉山）高田商会→日本鉱業（久原鉱業）（株）→高越鉱業-麻植郡山川町高越
- 久宗鉱山【高越鉱山久宗坑】…銅・硫化鉄（閉山）日本鉱業（株）-麻植郡山川町大字奥川田字久宗
- 野々脇鉱山（ののわき）【三郎銅山】…銅・硫化鉄（1685年～1950年閉山）千原鉱業（株）→三井金属鉱業株）-美馬市
- 三好鉱山（みよし）【滝倉坑】…銅・硫化鉄 （江戸時代～1945年閉山）日本鉱業-三好郡三加茂町
- 水井鉱山（すいい）【由岐（ゆき）・丹波坑・佐々木坑・松崎坑・辰坑】】…水銀・マンガン（1893年3月～1955年頃閉山）蛇目辰主郎→由岐潔治- 阿南市
- 東山鉱山（ひがしやま）【太郎銅山】…銅・硫化鉄（1705年～1942年閉山）高越鉱業-麻植郡美郷村
- 折木鉱山（おりき）【東山鉱山折木鉱床】…銅・硫化鉄（閉山）-神山町
- うつぼ谷鉱山(うつぼたに)…銅・硫化鉄（閉山）-海南町
- 佐古山鉱山…銅・硫化鉄（江戸時代～1943年閉山）島田武雄-徳島市
- 徳島鉱山…（閉山）-
- 太龍鉱山…石灰石（1962年8月～操業中）住友石炭鉱業（株）-阿南市
- 大滝山鉱山…銅・硫化鉄（閉山）-徳島市
- 広石鉱山（ひろいし）…銅・硫化鉄（閉山）-神山町
- 倉目鉱山…（閉山）-
- 持部鉱山（もちべ）【五郎銅山】…銅・硫化鉄（元禄年間～閉山）高越鉱業-神山町
- 名西鉱山…マンガン（閉山）-神山町
- 土須鉱山…マンガン（閉山）-那賀郡木沢村釜ヶ谷
- 別枝鉱山（べっし・じょうと）【品野坑・城戸坑】…（江戸時代～1956年閉山）平野吉朗-美郷村
- 白枝谷鉱山…マンガン（閉山）-木屋平村
- 山田鉱山…銅・硫化鉄（1950年～1952年閉山）本郷淑子-川島町
- 枇杷の口鉱山（びわのくち）…銅・硫化鉄（閉山）-貞光町
- 高清鉱山（こうせ）…銅・硫化鉄（閉山）-半田町
- 釜脇鉱山【土釜鉱山】…銅・硫化鉄（1892年～1955年閉山）千原鉱業-美馬郡つるぎ町
- 白井鉱山…銅・硫化鉄（1956年～閉山）大森八三郎-美馬郡つるぎ町
- 内山鉱山（うちやま）…銅・硫化鉄（閉山）-美馬郡つるぎ町
- 新山鉱山…銅・硫化鉄（閉山）-穴吹町
- 腕鉱山（かいな）…銅・硫化鉄（1896年～1939年閉山）野田武市-井川町
- 三縄鉱山（みなわ）…銅・硫化鉄・鉄鉱石（江戸時代～1952年閉山）高越鉱業-三好郡池田町
- 新宮鉱山…銅（閉山）（株）住友金属-三好市山城町粟山
- 猪墓谷鉱山（いのはかだに）…銅（閉山）－三好市西祖谷山村有瀬谷間
- 土須鉱山…マンガン（閉山）-那賀郡木沢村
- 名越鉱山【川田山】…銅（1920年代～1971年閉山）久原鉱業→高越鉱業-麻植郡山川町大字奥川田
- 学島鉱山…銅（閉山）四国鉱業開発（株）-麻植郡美郷村種の山
- 次郎鉱山【次郎銅山・神領鉱山】…銅・硫化鉄（延宝年間～・1893年～1948年閉山）木部英一-名西郡神山町南野間
- 白木山鉱山…アンチモン（1955年閉山）-海部郡牟岐町西又
- 白竜鉱山（はくりゅう） …マンガン・サーサス石（1894年～1918年閉山）郡伊平-徳島市入田町
- 粟山鉱山…銅・硫化鉄（閉山）-山城町
- 光兼鉱山（みつかね）…銅・硫化鉄（閉山）-山城町
- 祖谷鉱山…銅・硫化鉄（1907年～1945年閉山）藤田鉱業-東祖谷山村
- 菅生鉱山（すげおい）…鉄鉱石（閉山）-東祖谷山村
- 若杉山鉱山…水銀（閉山）-阿南市
- 加茂谷鉱山…水銀（1910年～1937年閉山）森三五郎-阿南市
- 金石鉱山（きんせき）…銅・硫化鉄（閉山）-阿南市
- 長生鉱山（ながいけ）…銅・硫化鉄（閉山）-阿南市
- 星越鉱山…鉄鉱石・マンガン（1907年～1983年閉山）竹川安雄-阿南市
- 椿鉱山（つばき ）…鉄鉱石・マンガン（閉山）-阿南市
- 旭野鉱山（あさひの）…鉄鉱石・マンガン（閉山）-阿南市
- 辷り谷鉱山（すべりだに）…クロム（閉山）-勝浦町
- 末広鉱山…クロム（閉山）-木沢村
- 牟岐鉱山…アンチモン（明治時代～1951年閉山）星川伊勢太-牟岐町
- 水落鉱山（みずおち）…マンガン（閉山）-牟岐町
- 中村鉱山…鉄鉱石・マンガン（閉山）-牟岐町
- 百合鉱山（もあい）【三郎銅山・三郎鉱山】…銅・硫化鉄（延宝年間～休山・1872年再開～1956年閉山）-那賀町
- 相生鉱山（あいおい）…アンチモン（閉山）-相生町
- 日野谷鉱山（ひのだに）…アンチモン（閉山）-相生町
- 西川谷鉱山【浅川鉱山】…銅・硫化鉄（江戸時代～1933年閉山）三菱金属鉱業-海南町
- 金山谷鉱山…銅・硫化鉄（閉山）-海南町
- 五葉松鉱山…銅・硫化鉄（閉山）-海南町
- 宍喰鉱山（ししくい）【久尾鉱山】…・金・銀・銅・鉄鉱石・硫化鉄・マンガン（明治初期～1953年閉山）高倉（個人）→昭和鉱業（株）→別府化学工業-宍喰町

### 香川県
- 猫山鉱山…ろう石（1953年閉山）-仲多度郡まんのう町長尾
- 内海鉱山（うつうみ）…砂鉄（1935年～1944年閉山）大阪イルミナイト工業-小豆島内海町
- 金山鉱山(かなやま)…ギブス石（閉山）-高松市

炭鉱
- 大鐸炭鉱（閉山）馬淵政太郎-小豆郡土庄町
- 北浦炭鉱（閉山）石津龍輔-小豆郡土庄町

### 愛媛県
- 別子銅山（べっし）【立川銅山】…黄銅鉱・鉄（1690年発見～1973年3月閉山）住友金属鉱山（株）-新居浜市
- 佐々連鉱山（さざれ）…金・銀・銅・鉛・亜鉛・硫化鉄（1689年～1979年6月閉山）住友金属鉱山（株）-四国中央市
- 大久喜鉱山（おおくき）…銅・磁鉄鉱（閉山）昭和鉱業（株）-喜多郡五十崎町
- 市之川鉱山（いちのかわ）…アンチモン（7世紀頃～1957年5月閉山）住友金属鉱山（株）-西条市市之川
- 古宮鉱山(ふるみや) …銅・水銀・マンガン・アンチモン（1919年～1961年閉山）辻中鉱業－伊予郡砥部町
- 新宮鉱山(しんぐう) …金・銀・銅・硫化鉄鉱（1911年頃～1978年3月閉山）日本鉱業（株）-四国中央市
- 広田鉱山(ひろた) …銅・硫黄（1970年閉山）日本鉱業（株）-伊予郡砥部町
- 基安鉱山(もとやす) …銅（1972年7月閉山）住友金属鉱山（株）-西条市藤之石山
- 新居鉱山(にい) …銅・硫化鉄（1944年閉山）日本鉱業（株）-西条市
- 千町鉱山(せんじょう)…銅（大正期閉山）日本窒素肥料-西条市
- 高山鉱山(たかやま) …石灰石（1979年閉山）-西予市明浜町
- 愛媛鉱山(えひめ) …銅・亜鉛・磁鉄鉱（1953年閉山）日本鉱業（株）-新居浜市大生院
- 優量鉱山(ゆうりよう) …金・銀・銅・アンチモン（1949年閉山）昭和鉱業（株）-伊予郡砥部町川登
- 銚子滝鉱山（ちょうしだき）…金・銀・銅・アンチモン・硫化鉄（1918年～1962年閉山）
- 一宝鉱山（いっぽう）…マンガン（昭和中期頃閉山）-西予市黒瀬川
- 報国鉱山…マンガン（閉山）-
- 福見川鉱山（ふくみがわ）…マンガン（閉山）-松山市
- 中津鉱山（なかつ）…マンガン（1943年頃閉山）日本鉱業（株）-上浮穴郡久万高原町
- 四国陶石鉱山…陶石（1951年2月～1951年7月閉山）百地田太郎-伊予郡砥部町玉谷
- 根太山鉱山（ねぶとやま）…銅・ 磁鉄鉱（閉山）-大洲市菅田字根太山
- 千原鉱山(ちはら)…銅（閉山）-丹原町
- 三宝鉱山(さんぽう)…斧石（閉山）-中山町
- 伊予砂鉄鉱山…砂鉄・金剛砂（1937～1957年頃閉山）-四国中央市
- 赤石鉱山(あかいし) …クロム（閉山）-土居町
- 鞍瀬鉱山(くらせ) …マンガン（閉山）-丹原町
- 万年鉱山(まんねん) …アンチモン（江戸時代～閉山）-伊予郡砥部町
- 万年鉱山(まんねん)…砥部石（閉山）-新居浜市別子山
- 四道鉱山(しどう)…マンガン（閉山）-別子山村保土野
- 大峰鉱山(おおみね)…銅（閉山）-保内町
- 立岩鉱山(たていわ) …トロゴム石・長石・褐簾石（閉山）-北条町
- 野村鉱山(のむら) …マンガン・水銀（閉山）-東宇和郡野村町
- 横道鉱山（よこみち）…銅・硫化鉄・アンチモン（江戸時代～1945年閉山）大洲藩直営→坂田組→宮田→一色→昭和鉱業(株)-伊予郡砥部町
- 栃ノ木鉱山（とちのき）…アンチモン（閉山）-伊予市
- 富重鉱山…アンチモン（閉山）-
- 大日本ドロマイト鉱山…ドロマイト（操業中）大日本ドロマイト鉱業株式会社-西予市
- 竜沢寺鉱山【龍澤寺】…アンチモン・マンガン（江戸時代～閉山）-西予市
- 小島鉱山(こじま) …銅・磁硫鉄鉱（閉山）-瀬戸町
- 生山鉱山(いくやま)…マンガン（閉山）-城川町
- 蔵貫鉱山(くらぬき) …マンガン（閉山）-三瓶町
- 大平鉱山(たいへい) …マンガン（閉山）-宇和町
- 明間鉱山(あかんま) …マンガン（閉山）-宇和町
- 宮本鉱山…銅（閉山）-伊予市
- 日南登鉱山(ひなと)【中山】…金・銅・（閉山）-
- 大洲鉱山(おおず)…（閉山）-新居浜市
- 立川鉱山(たつかわ)…（閉山）-新居浜市
- 弘法師鉱山(こうぼうし) …アンチモン（1897年～1971年閉山）-伊予郡砥部町（国内最後のアンチモン鉱山）
- 鴫山鉱山(しぎやま) …クロム・ニッケル（閉山）-三瓶（みかめ）町
- 上ノ山鉱山(うえのやま)…銅・磁硫鉄鉱（閉山）-日土村
- 氷谷鉱山(こおりだに) …銅・磁硫鉄鉱（閉山）-八幡浜市
- 足成鉱山(あしなる)…銅・磁硫鉄鉱（閉山）-瀬戸町
- 大永鉱山(だいえい)…銅・磁硫鉄鉱（（閉山）-新居浜市
- 久騎鉱山(くき) …銅・磁硫鉄鉱（閉山）-丹原町
- 上須戒鉱山(かみすがい)…銅・磁硫鉄鉱（閉山）-大洲市
- 広田鉱山…銅（1625年頃～1972年4月閉山）日本鉱業（久原鉱業）-広田村猿谷
- 寺野鉱山…銅（閉山）-伊予市中山町
- 金山鉱山（かなやま）…鉄・タングステン（1970年頃閉山）-今治市
- 細野鉱山（ほその）…マンガン（閉山）-西条市
- 佐礼谷鉱山…銅（閉山）-伊予市中山町
- 明賀鉱山（みょうが）…銅・硫化鉄（大正期～1960年代閉山）坪内寿夫-西条市丹原町
- 大正鉱山…銅（閉山）-伊予市中山町
- 岩城金山（いわぎ）…金（明治期試掘）-越智郡上島町
- 大谷鉱山…銅・硫化鉄（閉山）-伊予市中山町
- 藤ノ森鉱山…銅・硫化鉄（閉山）-伊予市中山町
- 二川登鉱山（にごと）…銅・硫化鉄鉱・黄鉄鉱（1909年～1953年9月閉山）明治製錬（株）-伊予市中山町
- 中山鉱山…銅・硫化鉄（1954年閉山）-伊予市中山町
- 鳴滝鉱山…銅・硫化鉄（閉山）-伊予郡砥部町
- 伊豫鉱山…金・銀・銅・硫化鉄鉱（1900年～1942年9月閉山）山中好男→高田商会→日本鉱業-四国中央市土居町
- 大宮鉱山（おおみや）…金・銀・銅・硫化鉄・アンチモン（1961年～1963年7月閉山）正岡一男-伊予郡砥部町

炭鉱
- 相之峰炭鉱（1946年～1948年閉山）-面河村
- 久万東山炭鉱（閉山）
- 桜炭鉱（1948年～1949年閉山）-丹原町明河
- 四国炭鉱（1943年～1954年閉山）-松山市窪野町
- 直瀬炭鉱（閉山）-久万町
- 高浜炭鉱（閉山）

### 高知県
- 白滝鉱山（しらたき）【白滝鉱山子持坑】…金・銀・銅・硫化鉄（1600年代後期～1972年閉山）日本鉱業-土佐郡大川村
- 東向鉱山（こちむき）…金・銀・銅（1958年8月閉山）小池登-高岡郡檮原町
- 名野川鉱山（なのかわ）…金・銀・銅・硫化鉄（1865年～1950年代閉山）昭和鉱業-吾川郡仁淀川町
- 中川鉱山…銅（閉山） 日本鉱業-土佐郡大川村水谷
- 安芸の川鉱山【大西鉱山】…銅（閉山）住友金属鉱業-安芸市畑山
- 別役鉱山（べっちゃく）…銅（閉山）三木真澄 - 安芸市
- 基安鉱山（もとやす）…銅・硫化鉄（1920年代～1972年10月閉山）-黒滝加茂
- 安芸鉱山（あき）（大西鉱山）…銅（明治末期～1960年代閉山）住友金属鉱山（株）・金嶺鉱業（株）-安芸市
- 長者鉱山（ちょうじゃ）【多木長者鉱山】…銅・硫化鉄（閉山）-高岡郡仁淀村（長者村）大植
- 穴内鉱山（あなない）【松株坑・長渕坑・鳳ノ森坑】…マンガン（閉山）石原化工建設-南国市・香美郡土佐山田町
- 国見山鉱山（くにみやま）…鉄鉱石・マンガン（閉山） 国見山鉱山（株）-土佐郡鏡村狩山
- 韮生鉱山（にろう）…マンガン（閉山）-香美市物部町
- 大文鉱山…マンガン（閉山）-香美市物部町
- 土佐鉱山…マンガン（閉山）-高岡郡梼原村永野
- 松尾鉱山…マンガン（閉山）-香美郡香北町松尾
- 有瀬鉱山（あらせ）…マンガン・ネオジムウェイクフィールド石（閉山）-安芸市
- 土佐鉱山…クロム（閉山）-高岡郡梼原村永野
- 幡多鉱山（はた）…磁鉄鉱（閉山）-幡多郡大方町
- 吉野鉱山（よしの）…緑閃石（閉山）-本山町冬ノ瀬
- 土佐山鉱山【土佐鉱山】…石灰石（操業中）太平洋セメント（株）-高岡郡
- 鳥形山鉱山(とりがたやま)…石灰石（1971年4月～操業中）日鉄鉱業-高岡郡仁淀村
- 稲生鉱山(いなぶ)… 石灰石（操業中）-高知市・南国市
- 白木谷鉱山(しらきだに)…石灰石 （操業中）入交産業（株）・四国鉱発（株）-南国市
- 大平山鉱山（おおひらやま）…石灰石（閉山）土佐鉱産（株）→大阪窯業-高岡郡佐川町
- 祖谷鉱山…蛇紋岩（閉山） 東洋電化工業（株）→祖谷鉱業所-
- 大阪山鉱山…蛇紋岩（閉山）田中オリビン鉱業（株）→大阪山鉱業所-

## 九州地方

### 福岡県
- 星野鉱山(ほしの)【興昌星野・本星野・磯部星野】 …金・銀（1200年代末頃～閉山）-八女市星野村
- 三吉野鉱山（みよしの）…金（閉山）-遠賀郡岡垣町
- 河東鉱山（かとう）…金・銅・鉛（閉山）-宗像市
- 門司鉱山（もじ）…銅・鉄鉱石（閉山）-北九州市門司区
- 宝台鉱山(ほうだい)…銅・鉄鉱石・モリブデン（閉山）-北九州市小倉南区
- 吉原鉱山(よしわら)…銅・鉄鉱石（閉山）日本磁力選鉱 - 北九州市小倉区呼野
- 松井鉱山(まつい) …銅・鉄鉱石（閉山）- 北九州市小倉区東谷
- 三ノ岳鉱山（さんのたけ）…銅・鉛・ビスマス（閉山）-香春町
- 三ノ岳鉱山横鶴抗(さんのたけ)…鉄鉱石・銅・鉛・亜鉛（閉山）-香春町
- 河内鉱山(かわち) …マンガン（閉山）-福間町河内
- 千手の鉱山…水晶（閉山）-嘉麻市
- 宇美鉱山(うみ)…モリブデン（閉山）-筑穂町兎山
- 安宅鉱山(あたか) …ウラン（閉山）-川崎町安宅小峠
- 竜円鉱山(たつえん)…ウラン（閉山）-川崎町真崎
- 和白鉱山(わじろ) …砂鉄（閉山）-福岡市東区
- 桓見鉱山…石灰石（閉山）-
- 東谷鉱山 (ひがしたに)…石灰石（操業中）UBE三菱セメント（株） - 北九州市小倉南区大字小森
- 小倉鉱山 (こくら)…石灰石（操業中）住友大阪セメント・小倉鉱業（株）-北九州市小倉南区大字新道寺
- 池本香春石灰石鉱山…石灰石（操業中）香春石灰化学工業
- 香春鉱山(かわら)…石灰石（1935年～操業中）太平洋セメント・香春太平洋セメント-田川郡香春町
- 船尾鉱山(ふなお)…石灰石（操業中）日鉄鉱業-田川市・飯塚市(旧嘉穂郡庄内町)
- 関の山鉱山…石灰石（1963年～操業中）三井鉱山セメント→麻生ラファージュセメント→中村産業-田川市
- 宇部苅田鉱山(うべかんだ)…石灰石（操業中）（株）技建工務所-京都郡苅田町大字堤
- 新関の山鉱山…石灰石（操業中）新関の山鉱山-田川市大字弓削田字関の山中尾
- 戸板鼻鉱山…けい石（操業中）宇部興産-北九州市門司区大字恒見
- 喜久鉱山(きく)…珪灰石 （閉山）武中鉱産-香春町

炭鉱
- 三井三池炭鉱（みついみいけ）（1721～1997年閉山）三井石炭鉱業
  - 【宮原坑・三川坑ほか】大牟田市
  - 【有明坑】三池郡高田町
- 方城炭鉱（1962年6月30日閉山）三菱鉱業 -田川郡方城町
- 三井山野炭鉱（みついやまの）（江戸時代～1973年3月30日閉山）三井鉱山-嘉穂郡稲築町・庄内町
- 志免炭鉱（しめ）【海軍新原炭鉱】（1889～1964年閉山）日本国有鉄道 - 糟屋郡志免町・須恵町・宇美町
- 日炭高松炭鉱（にったんたかまつ）【高尾炭鉱】（1910年代～1971年閉山）日本炭鉱 - 北九州市八幡西区・遠賀郡水巻町
- 糟屋炭鉱（閉山）-糟屋郡粕屋町
- 大之浦炭鉱【貝島炭礦】貝島炭礦（株）（1830年頃～1976年8月5日閉山）-鞍手郡宮田町
- 菅牟田炭鉱（すがむた）貝島炭礦（株）（1968年閉山）-鞍手郡宮田町
- 住友忠隈炭鉱（すみともただくま）（1894～1961年9月30日閉山）住友石炭鉱業-飯塚市
- 三菱鯰田炭鉱（みつびしなまずた）三菱鉱業（株）（1889～1970年6月19日閉山）-飯塚市
- 三井田川炭鉱(みついたがわ) …天然コークス（1889～1964年3月閉山）三井鉱山-田川市
- 小倉炭鉱（1965年閉山）- 北九州市小倉北区
- 木屋瀬炭鉱（こやのせ）（閉山）- 北九州市八幡西区
- 中鶴炭鉱（1964年12月閉山）大正鉱業-中間市
- 新手炭鉱（1961年閉山）九州採炭-北九州市八幡西区
- 大辻炭鉱（1968年閉山）貝島炭礦系列-中間市・北九州市八幡西区
- 飯塚炭鉱三菱鉱業（1961年10月30日閉山）-飯塚市
- 目尾炭鉱（しゃかのお）（1969年4月閉山）古河鉱業 -鞍手郡小竹町
- 漆生炭鉱（1973年閉山）-三井石炭鉱業 嘉穂郡稲築町
- 上三緒炭鉱（閉山）麻生鉱業-嘉穂郡稲築町
- 久原炭鉱（1962年閉山）麻生鉱業-糟屋郡久山町
- 吉隈炭鉱（1969年閉山）麻生鉱業-嘉穂郡桂川町
- 鞍手炭鉱（1962年2月閉山）三菱鉱業-鞍手郡鞍手町
- 新目尾炭鉱（閉山）藤井鉱業-鞍手郡鞍手町
- 大峰炭鉱（1961年閉山）古河鉱業-田川郡川崎町
- 豊国炭鉱（1960年閉山）明治鉱業（株） -田川郡糸田町
- 赤池炭鉱（閉山）明治鉱業（株） -田川郡赤池町（福智町）
- 上山田炭鉱（1962年5月31日閉山）三菱鉱業 -山田市
- 下山田炭鉱（閉山） 古河鉱業- 山田市
- 嘉穂炭鉱（1970年3月10日閉山）日鉄鉱業-飯塚市（旧筑穂町）
- 日鉄二瀬炭鉱（1963年1月15日閉山）日鉄鉱業（株） -飯塚市
- 碓井炭鉱（閉山）三菱鉱業 - 嘉麻市（旧碓井町）
- 新入炭鉱（1963年10月2日閉山）三菱鉱業（株） -直方市・鞍手郡鞍手町
- 明治平山炭鉱（1972年閉山）明治鉱業-嘉穂郡桂川町
- 第二豊州炭鉱（1972年11月21日閉山）-田川郡香春町
- 勝田炭鉱（1963年6月26日閉山）三菱鉱業-糟屋郡宇美町
- 宇美炭鉱（閉山） 篠崎勝太郎- 糟屋郡宇美町
- 早良炭鉱【姪浜炭鉱】（閉山）早良鉱業-福岡市西区
- 西戸崎炭鉱（閉山）西戸崎炭砿-福岡市東区
- 忠隈炭鉱（1961年9月30日閉山）住友石炭鉱業-嘉穂郡穂波町
- 仁保炭鉱【原口炭鉱】（1894年頃～1963年閉山）仁保鉱業→原口鉱業-飯塚市（旧庄内町）
- 宝珠山炭鉱（ほうしゅやま）（閉山）大正鉱業→橋上鉱業・日本炭業-朝倉郡東峰村（旧宝珠山村）
- 豊州炭鉱（ほうしゅう）（1960年9月坑道水没事故により閉山） 上田鉱業- 田川郡川崎町
- 上清炭鉱（かみきよ）（閉山） 上田鉱業- 田川郡香春町
- 上山炭鉱（閉山）日本炭業⁻嘉麻市（旧嘉穂町）
- 新山野炭鉱（閉山）日本炭業⁻嘉麻市（旧稲築町）

### 佐賀県
- 巌木鉱山（きうらき）…クロム（閉山）-巌木町
- 杉山鉱山（すぎやま）…緑柱石（閉山）-富士町
- 佐賀鉱山（さが）…緑柱石・モズナ石・紅長石（閉山）-富士町
- 泉山鉱山…蝋石・セリサイト・カオリナイト（発見1616年～閉山）-有田町

炭鉱
- 唐津炭田（閉山）
  - 唐津炭鉱（閉山）住友石炭鉱業-東松浦郡北波多村
  - 立川炭鉱（閉山）大日鉱業（株）-伊万里市大川町
  - 明治佐賀炭鉱（1972年閉山）明治鉱業 -多久市
  - 立山炭鉱（1943年～？閉山）明治鉱業（株）-多久市北多久町大字小侍
  - 古賀山炭鉱（1948年～1968年7月25日閉山）三菱鉱業（株）-多久市北多久町大字小侍
  - 岸山炭鉱（1955年～？閉山）新唐津炭鉱（株）-東松浦郡北波多村大字岸山
  - 北波多炭鉱（閉山）住友石炭鉱業（株）-東松浦郡北波多村
  - 高倉炭鉱（1965年閉山）高倉鉱業（株）-東松浦郡厳木町
  - 岩屋炭鉱【新岩屋炭鉱】（1955年8月1日～1965年8月閉山）貝島鉱業→大辻岩屋炭礦→貝島炭礦が破綻→後に高倉鉱業(株)-東松浦郡厳木町
  - 杵島炭鉱（1926年～？閉山））杵島炭砿（株）-杵島郡大町町大字福母
  - 西杵炭鉱（せいひ）（1938年～？閉山）明治鉱業（株）-杵島郡北方町大字大崎
  - 明治佐賀炭鉱（1949年～？閉山） 明治鉱業（株）-多久市多久町
  - 小城炭鉱（1926年～？閉山）山口鉱山（株）-多久市東多久町（きしま）杵島炭砿（株）（1936～1969年閉山）杵島炭砿（株）-杵島郡大町町大字福母
  - 北方炭鉱（1940年～？閉山）杵島炭砿（株）-杵島郡北方町大字志久
  - 新屋敷炭鉱（1961年閉山）藤井鉱業→日満鉱業（株）-東松浦郡厳木町

### 長崎県
- 波佐見鉱山（はさみ）…金・銀（1896年～1914年閉山）- 東彼杵郡波佐見町
- 大串鉱山（おおぐし）…金（閉山）- 西彼杵郡西彼村
- 対州鉱山（たいしゅう）…銀・鉛・亜鉛（江戸時代～1973年10月閉山）東邦亜鉛（株）- 下県郡厳原町
- 対馬鉱山（つしま）…銀・銅・亜鉛・鉛（閉山）
- 成相鉱山（なりあい）…鉛・亜鉛（閉山） - 下県郡厳原町
- 戸根鉱山（とね）…マンガン（閉山） - 西彼杵郡西彼町
- 崎山鉱山（さきやま）…マンガン（閉山） - 西彼杵郡西彼町
- 松村鉱山（まつむら）…マンガン（閉山） - 西彼杵琴海村・西海村
- 八重島鉱山（やえじま）…陶石（閉山） - 巌原町
- 繁敷鉱山（しげしき）…陶石（閉山） - 五島市富江町（福江島・旧南松浦郡富江町）
- 大村鉱山（おおむら）…陶石（閉山）- 大村市池田
- 五島鉱山（ごとう）…ロウ石・コランダム（閉山）（有）五島鉱山 - 五島市
- 田尾鉱山（たお）…ロウ石（閉山） - 五島市富江町（福江島・旧南松浦郡富江町）
- 白樫鉱山（しらかし）…ロウ石（閉山）タカシ化成（株） - 西彼杵郡大瀬戸町

炭鉱
- 西彼杵炭田
  - 池島炭鉱（いけしま）（1952～2001年11月閉山）松島炭鉱（株）- 西彼杵郡外海町
  - 崎戸炭鉱（さきと）（1886～1968年 3月閉山）三菱鉱業（株）- 西彼杵郡崎戸町
  - 端島炭鉱（はしま）【軍艦島】三菱鉱業（株）（1817～1974年 1月閉山）- 西彼杵郡高島町・野母崎町
  - 大島炭鉱（おおしま）（1916～1970年5月閉山）松島炭鉱（株）- 西彼杵郡大島町
  - 高島炭鉱（たかしま）【二子炭鉱】（1695～1986年11月閉山）三菱石炭鉱業（株）- 西彼杵郡高島町
  - 中ノ島炭鉱（1893年5月閉山）三菱鉱業 - 西彼杵郡高島町
  - 横島炭鉱（1902年1月閉山） 三菱鉱業 - 西彼杵郡香焼村
  - 香焼炭鉱（こうやぎ）（1964年 閉山）（株）鐡原 - 西彼杵郡香焼町
  - 松島炭鉱（まつしま）（1935年3月閉山）三井松島産業（株） - 西彼杵郡松島村
  - 伊王島炭鉱（1972年5月閉山）日鉄鉱業 - 西彼杵郡伊王島町
- 北松炭田
  - 飛鳥炭鉱（1969年8月閉山）上田鉱業 - 松浦市
  - 御厨炭鉱（閉山）北松浦炭鉱 - 松浦市（旧北松浦郡御厨村）
  - 上野炭鉱（閉山）九州採炭 - 松浦市（旧北松浦郡上志佐村）
  - 池野炭鉱（閉山）日鉄鉱業 - 佐世保市（旧北松浦郡大野町・柚木村）
  - 皆瀬炭鉱（かいぜ）（閉山）日鉄鉱業 - 佐世保市（旧北松浦郡皆瀬村）
  - 山住炭鉱（閉山）日鉄鉱業 - 佐世保市（旧北松浦郡皆瀬村）
  - 新中里炭鉱（閉山）東亜鉱業 - 佐世保市（旧北松浦郡中里村）
  - 福島炭鉱（1972年閉山）中興鉱業 - 北松浦郡福島町
  - 鯛之鼻炭鉱（閉山）中興鉱業 - 北松浦郡福島町
  - 三里炭鉱（閉山） - 北松浦郡鷹島村
  - 肥前炭鉱（閉山）- 北松浦郡世知原町
  - 牧ノ岳炭鉱（閉山）日鉄鉱業 - 松浦市（旧北松浦郡上志佐村）・北松浦郡世知原町・吉井町
  - 福井炭鉱（閉山）- 北松浦郡吉井町
  - 吉井炭鉱（閉山） 昭和炭業 - 北松浦郡吉井町
  - 鹿町炭鉱（閉山）日鉄鉱業 - 北松浦郡鹿町町
  - 深江炭鉱（閉山）日鉄鉱業 - 北松浦郡鹿町町
  - 神林炭鉱（閉山）野上東亜鉱業 - 北松浦郡鹿町町
  - 岳下炭鉱（閉山）麻生商店 - 北松浦郡鹿町町・小佐々町
  - 潜竜炭鉱（せんりゅう）（1967年8月閉山）住友石炭鉱業 - 北松浦郡江迎町
  - 江迎炭鉱（閉山）日窒鉱業 - 北松浦郡江迎町
  - 矢岳炭鉱（閉山）日鉄鉱業 - 北松浦郡小佐々町
  - 神田炭鉱（こうだ）（閉山）日鉄鉱業 - 北松浦郡佐々町
  - 第二大岳炭鉱（閉山）日鉄鉱業 - 北松浦郡佐々町
  - 江里炭鉱（閉山）日窒鉱業 - 北松浦郡佐々町
  - 里山炭鉱（閉山）住友石炭鉱業 - 北松浦郡佐々町
  - 芳野浦炭鉱（閉山）住友石炭鉱業 - 北松浦郡佐々町
  - 川添炭鉱（閉山） - 北松浦郡佐々町
  - 佐々炭鉱（さざ）（閉山） - 北松浦郡佐々町
  - 韮山炭鉱（閉山） - 北松浦郡佐々町
  - 報国炭鉱（ほうこく）（閉山） - 北松浦郡佐々町
  - 牧崎炭鉱（閉山） - 北松浦郡佐々町

### 熊本県
- 第一阿蘇鉱山（だいいちあそ）…褐鉄鉱・硫化鉄(操業中)日本リモナイト鉱業（有）-阿蘇郡阿蘇町
- 深田鉱山(ふかだ) …銅（1954年閉山） 三井金属鉱業（株）-球磨郡あさぎり町
- 五木鉱山（いつき）…銅・鉄鉱石（閉山）日本鉱業-球磨郡五木村
- 新五木鉱山(しんいつき) …銅（閉山）-球磨郡五木村
- 小国鉱山（おぐに）…黄鉄鉱（閉山）-阿蘇郡小国町
- 柿追鉱山(かきはく) …鉄鉱石（閉山）-八代郡泉村
- 平野鉱山(ひらの)…銅・鉄鉱石（閉山）-球磨郡五木村
- 三陽鉱山(さんよう)…銅・硫化鉄（明治末期～1943年休山・1949年頃再開～閉山）小川（個人）→昭和鉱業（株）→東邦鉱業（株）→ラサ工業（株）-球磨郡相良村
- 長者鉱山（ちょうじゃ）…マンガン（閉山）-球磨郡五木村
- 中道鉱山(なかみち) …マンガン（閉山）-球磨郡五木村
- 久米鉱山(くめ) …アンチモン（閉山）-球磨郡多良木村
- 猫谷鉱山（ねこだに）…クロム（閉山）-菊鹿町阿佐古
- 天草鉱山【天草陶石】(あまくさ)…陶石・カリ原料（操業中）-天草市

炭鉱
- 三井三池炭鉱【万田坑・四山坑】（閉山）-荒尾市
- 天草炭田（あまくさ）（閉山）
- 志岐炭鉱（閉山）
- 魚貫炭鉱(おにき)（1973年閉山）魚貫炭砿-牛深市
- 権現山炭鉱（閉山）権現山炭砿-牛深市
- 南天炭鉱（閉山）南天炭砿-牛深市
- 旭炭鉱（閉山）旭無煙炭鉱
- 下須島炭鉱（閉山）-牛深市
- 今富炭鉱（閉山）
- 牛深炭鉱（閉山）牛深炭砿-牛深市

### 大分県
現在の市町村別。各鉱山の所在地は閉山当時のもの。
- 大分市
  - 佐賀関鉱山（さがのせき）…銅・鉛・亜鉛・磁鉄鉱（大正時代閉山）日本鉱業（株） - 北海部郡佐賀関町
  - 野津原鉱山（のつはる）…ニッケル（閉山） - 大分郡野津原村
- 別府市
  - 別府鉱山…金・銀（閉山） - 別府市[12]
  - 白土鉱山（しらど）…珪石（閉山） - 別府市明礬
- 中津市
  - 馬上鉱山（ばじょう）…金・銀・銅・アンチモン（1950年閉山）日本鉱業株式会社 - 下毛郡山国町[12]
  - 草本鉱山…金・銀・銅（閉山）山国旭鉱山（株） - 下毛郡山国町[12]
  - 彦山鉱山（ひこさん）…金（閉山） - 下毛郡山国町[12]
  - 鯛生溝部鉱山（たいおみぞべ）【溝部】…金・銀（閉山） - 下毛郡山国町[12]
  - 金鉢鉱山…金（閉山） - 下毛郡山国町[12]
  - 明賀野鉱山…金（閉山） - 下毛郡山国町[12]
  - 旭鉱山【山国旭】…金（閉山） - 下毛郡山国町[12]
  - 山国鉱山…金・銀・銅（閉山） - 下毛郡山国町[12]
- 日田市
  - 鯛生金山（たいお）…金・銀・銅・鉛（1894～1972年閉山）鯛生鉱業（株） - 日田郡中津江村合瀬[12]
  - 照国鉱山…金・銀（閉山）真崎忠次 - 日田市鈴連町[12]
  - 玉来鉱山…金（閉山） - 日田郡小野村[12]
  - 小野鉱山…金（閉山） - 日田郡小野村[12]
  - 大鶴鉱山…金（閉山） - 日田郡小野村・大鶴村[12]
  - 赤岩鉱山…金（閉山） - 日田郡中川村[12]
  - 天狗岩鉱山…金（閉山） - 日田郡前津江村[12]
  - 柚木鉱山（ゆぎ）【柚木山】…金（閉山） - 日田郡前津江村[12]
  - 中島鉱山…金（閉山） - 日田郡前津江村[12]
  - 金光鉱山…金（閉山） - 日田郡中津江村[12]
  - 岩崎鉱山…金（閉山） - 日田郡中津江村[12]
  - 殿尾鉱山…金（閉山） - 日田郡中津江村[12]
  - 大分鉱山…金（閉山） - 日田郡中津江村[12]
  - 上津江鉱山…金（閉山） - 日田郡上津江村[12]
  - 上野田鉱山…金（閉山） - 日田郡上津江村[12]
- 佐伯市
  - 木浦鉱山（きうら）【新木浦鉱山・瓜谷鉱山】…錫・亜鉛・銅・エメリー鉱（1595年～操業中）木浦エメリー（株） - 南海部郡宇目町大字木浦鉱山
  - 風戸鉱山（かざと）…石灰石（操業中）風戸鉱業（株） - 佐伯市本匠大字風戸[13]
  - 下払鉱山（しもはらい） …マンガン・重晶石（閉山） - 南海部郡弥生町
  - 佐伯鉱山（さえき[要出典]）…水銀（閉山） - 南海部郡弥生村
- 津久見市
  - 千怒鉱山（ちぬ）…マンガン（閉山） - 津久見市千怒町

- - 新津久見鉱山【願寺（がんじ）】…石灰石（操業中）大分太平洋鉱業・日鉄鉱業 - 津久見市大字津久見（八戸）
  - 大分鉱山…石灰石（操業中）大分鉱業 - 津久見市
  - 戸髙鉱山（とだか）…石灰石（操業中）戸高鉱業社 - 津久見市[14][13]
  - 四浦鉱山（ようら）…硅石（操業中）戸髙鉱業社 - 津久見市大字四浦[15]
  - 戸田津久見鉱山（とだつくみ）…石灰石（操業中）戸高鉱業社 - 津久見市[要出典]
- 竹田市
  - 久住鉱山（くじゅう）…硫黄（閉山）松岡順吉 - 直入郡久住町
- 豊後高田市
  - 真金鉱山（まがね）…銅・重晶石（閉山） - 西国東郡真玉町
- 杵築市
  - 大峰鉱山（おおみね）…金・銀（閉山）鯛生鉱業 - 速見郡山香町[12]
  - 国徳鉱山【新馬上（しんばじょう）】…金・銀・銅・アンチモン（閉山）平和鉱山（株） - 速見郡山香町大字下[12]
  - 日野地鉱山（ひのぢ）…金・砒素（閉山） - 速見郡山香町大字向野[12]
  - 向野鉱山（むくの）【日野地】…金・砒素（閉山） - 速見郡山香町大字向野
  - 鶴成鉱山（つるなり）…金（閉山） - 速見郡山香町大字内河野[12]
  - 藤山鉱山…金（閉山） - 速見郡山香町[12]
  - 永石鉱山…金（閉山） - 速見郡山香町[12]
  - 瑞穂鉱山…金（閉山） - 速見郡山香町[12]
  - 昭和鉱山…金（閉山） - 速見郡山香町[12]
  - 新馬上鉱山…金（閉山） - 速見郡山香町大字下[12]
  - 船鉱山（ふね）…金（閉山） - 速見郡山香町大字立石[12]
  - 薫石鉱山（ふすべいし）…金（閉山） - 速見郡山香町大字向野[12]
  - 松尾鉱山 (大分県)…金（閉山） - 速見郡山香町大字向野[12]
  - 大月鉱山…金（閉山） - 速見郡山香町大字立石[12]
  - 山口鉱山…金（閉山） - 速見郡山香町[12]
  - 山浦鉱山…金（閉山） - 速見郡山香町大字山浦[12]
  - 日の出鉱山…金（閉山） - 速見郡山香町[12]
  - 大高鉱山…金（閉山） - 速見郡山香町[12]
- 宇佐市
  - 宇佐鉱山（うさ）…金・重晶石（閉山） - 宇佐郡院内町
- 豊後大野市
  - 尾平鉱山（おびら）【三菱尾平】…金・銀・銅・錫・砒素・アンチモン（1547年頃～1954年閉山）上田鉱業（株）→三菱鉱業・三菱金属 - 大野郡緒方町大字尾平鉱山
  - 蔵内尾平鉱山【三菱蔵内尾平】…鉛・亜鉛・錫・銅・砒素・硫化鉄・マンガン（閉山） - 大野郡緒方町大字尾平鉱山
  - 豊栄鉱山（ほうえい）【九折（つづら）・上畑（うわはた）】…銅・鉛・亜鉛・アンチモン・錫・マンガン・蛍石・硫化鉄（1975年閉山）蔵内金属工業 - 大野郡緒方町大字上畑
  - 若山鉱山（わかやま）…ニッケル・水銀（閉山） - 大野郡三重町大字山部
  - 御嶽鉱山（おんだけ）…マンガン（閉山）渚産 業（株） - 大野郡三重町大字大白谷
  - 鷲谷鉱山（わしだに）…クロム（閉山） - 大野郡三重町大字鷲谷
- 由布市
  - 塚原鉱山…硫化鉄・珪石（閉山）山本角太郎 - 由布市湯布院町大字塚原
  - 阿蘇野鉱山（あその）…珪藻土（操業中）昭和化学工業（株） - 由布市庄内町大字阿蘇野
- 国東市
  - 旭重光鉱山（あさひしげみつ） …砂鉄（閉山） - 東国東郡国東町
- 九重町
  - 玖珠鉱山（くす）…硫黄・硫化鉄（閉山）…日窒鉱業（株）、玖珠鉱山（株） - 玖珠郡九重町大字田野
  - 九重鉱山（くじゅう）…硫黄（閉山）九重硫黄（株） - 玖珠郡九重町田野

### 宮崎県
- 見立鉱山（みたて）…金・銀・銅・鉛・亜鉛・錫（1688年頃～1969年休山・1975年廃山）ラサ工業（株）-西臼杵郡日之影町
- 松尾鉱山(まつお)…金・銀・銅・錫・砒素・アンチモン（大正時代～1971年閉山）-児湯郡木城町
- 四家鉱山(しか)【宮崎鉱山】…金・銀・アンチモン（江戸時代～1970年閉山）五十川鉱業-都城市高城町
- 日比野鉱山(ひびの) …金・銀・アンチモン（明治中期～1970年閉山）-児湯郡西米良村
- 大内鉱山…金・銀・アンチモン（1937年～1971年閉山）-日向市東郷町
- 赤水鉱山…金・銀・銅・亜鉛（1970年閉山）-延岡市赤水
- 土呂久鉱山（とろく）…ヒ素・錫・銅（1596年頃発見～1962年閉山）住友金属鉱山（株）、土呂久砒素公害参照-西臼杵郡高千穂町
- 天包山鉱山(あまつつみやま) …銀・アンチモン（閉山）-児湯郡西米良村
- 中野内鉱山(なかのうち)…銀・錫・鉛・滑石（江戸時代～閉山）-西臼杵郡高千穂町
- 奥見立鉱山【嘉納鉱山】(おくみたて・かのう)…銅・錫（閉山）-西臼杵郡日之影町
- 吉本鉱山(よしもと)…銅（1688年頃～1971年閉山）-延岡市北方町
- 黒葛原鉱山(つづらはら)…銅・鉛（1621年頃～昭和初期閉山）-西臼杵郡高千穂町
- 槇峰(槙峯)鉱山（まきみね）…銅・黄鉄鉱（16世紀頃～1967年閉山）-延岡市北方町
- 日平鉱山（ひたち）…銅（1754年頃～1918年閉山）三菱鉱業（株）-延岡市北方町
- 日平鉱山(ひたち)…銅（閉山）-延岡市北方町
- 鵜懐鉱山…銅・鉛（明治初期～閉山）-児湯郡木城町
- 椎葉鉱山(しいば)…銅（1182年頃（寿永年間）～1949年閉山）-東臼杵郡椎葉村
- 猿渡鉱山…銅（明治中期～1970年閉山）-延岡市北方町
- 岩井鉱山…銅（明治時代～1960年閉山）-西臼杵郡日之影町岩井川
- 五色鉱山…銅（閉山）-東臼杵郡美郷町南郷橋原
- 大河内鉱山…銅・鉛（閉山）-東臼杵郡椎葉村大河内
- 狩底鉱山…（閉山）-延岡市北方町狩底
- 祝子鉱山…銅（大正時代～1950年代閉山）-延岡市
- 八戸鉱山…銅（明治時代～1962年閉山）-延岡市北川町
- 鏡山鉱山…銅（明治時代～1950年閉山）-延岡市熊野江
- 千軒平鉱山（せんげんだいら）…銅（閉山）-西臼杵郡日之影町千軒平
- 東谷鉱山…銀・鉛・亜鉛（1970年閉山）-延岡市北方町
- 小河内鉱山…銅・鉛・亜鉛（閉山）-西臼杵郡日之影町
- 金磯鉱山…銅（1950年代～1972年閉山）-東臼杵郡門川町金磯
- 惣見鉱山【大和鉱山】…銅・アンチモン（明治時代～昭和初期頃閉山）-西臼杵郡高千穂町
- 富高鉱山(とみたか)…銅・亜鉛（明治初期～1968年閉山）-日向市富高町
- 速日鉱山（はやひ）…銅（明治時代～1971年閉山）-東臼杵郡美郷町北郷速日峰
- 三ヶ所鉱山(さんがしょ) 【廻淵】…銅・亜鉛・黄鉄鉱（明治時代中期～1953年閉山）日窒鉱業（株）-西臼杵郡五ヶ瀬町
- 男錫鉱山(おすず)…銅・錫・亜鉛・硫砒鉄鉱（閉山）-日向市東郷町田口原
- 萱野鉱山…銅・鉛・砒素（昭和初期頃閉山）-西臼杵郡高千穂町
- 三治鉱山(みはる)…錫・銅・亜鉛（閉山）- 西臼杵郡日之影町
- 嘉納鉱山…錫（1500年頃発見・開発～昭和50年代閉山）-西臼杵郡日之影町
- 田野鉱山(たの)…アンチモン（閉山）-宮崎市田野町
- 鹿川鉱山(しかがわ)…アンチモン（閉山）-延岡市北方町
- 長谷鉱山…鉛・亜鉛・アンチモン（大正時代閉山）-西臼杵郡高千穂町
- 桐木谷鉱山…褐鉄鉱（閉山）-西臼杵郡高千穂町
- 音カ淵鉱山…砒素・亜鉛・タングステン（1820年頃～大正時代頃閉山）-西臼杵郡日之影町
- 秋元鉱山(あきもと)…マンガン（明治後期～1970年代閉山）-西臼杵郡高千穂町
- 大猴渡鉱山…マンガン（1956年頃閉山）-西臼杵郡高千穂町
- 南浦鉱山…マンガン（1920年頃～1967年閉山）-延岡市熊野江
- 下鶴鉱山…マンガン（1958年閉山）-西臼杵郡日之影町
- 飯干峠鉱山…マンガン（1940年代～閉山）-西臼杵郡五ヶ瀬町
- 俵野鉱山…マンガン（閉山）-延岡市北川町
- 桑木谷鉱山…マンガン（1940年代～閉山）-西臼杵郡五ヶ瀬町
- 奥村鉱山…マンガン（閉山）-東臼杵郡椎葉村
- 田川鉱山…マンガン（閉山）-東臼杵郡北郷村
- 尾前鉱山【滝鉱山】…マンガン（1942年～1977年閉山）-東臼杵郡椎葉村字尾
- 荒谷鉱山…マンガン（1940年代～閉山）-西臼杵郡五ヶ瀬町
- 上倉永鉱山…マンガン（閉山）-宮崎市高岡町
- 大祇鉱山…マンガン（1940年代～閉山）-西臼杵郡五ヶ瀬町
- 岩戸鉱山(いわと)…ベスブ石（閉山）-日向市富高町
- 白鳥鉱山(しらとり) …硫黄（閉山）-えびの市

### 鹿児島県
- 菱刈鉱山（ひしかり）【山田鉱山】…金・銀（1981年～操業中）住友金属鉱山（株）-伊佐郡菱刈町
- 大口鉱山（おおぐち）【牛尾鉱山】…金・銅・アンチモン・水銀（慶長年間～1977年閉山）鯛生鉱業（株）-大口市
- 串木野鉱山（くしきの）【西山坑、芹ヶ野坑】…金・銀・銅・鉛・亜鉛（1658年～1994年稼働終了・1997年鉱山操業終了後製錬のみ稼動）三井鉱山→神岡鉱業→三井串木野鉱山-いちき串木野市
  - 羽島鉱山（1912年買収～）
  - 荒川鉱山（1974年買収～）
  - 芹ヶ野金山（せりがのきんざん）【串木野15号ヒ】（1928年譲渡される～）
  - 芹場鉱山
  - 西山鉱区【串木野1号ヒ】
- 鹿籠鉱山(かご)…金（1943年4月閉山）-枕崎市
- 布計鉱山(ふけ)…金（1976年閉山）ラサ工業（株）-大口市布計
- 栗野鉱山（くりの）…金（閉山）-栗野町
- 赤石鉱山（あけし）…金・銀（操業中）三井串木野鉱山（株）-南九州市知覧町
- 春日鉱山（かすが）…金・銀・銅・アンチモン（1901年～操業中）春日鉱山（株）-枕崎市西鹿籠
- 岩戸鉱山（いわと）…金・銀（操業中）三井串木野鉱山（株）-枕崎市
- 王ノ山鉱山（おうのやま）…金・銀（閉山）-大口市
- 荒川鉱山（あらかわ）…金・銀（1960年閉山）日本鉱業（株）-いちき串木野市荒川
- 花岡鉱山（はなおか）…金・銀・鉛・亜鉛・マンガン（閉山）-鹿屋市花岡町
- 谷山鉱山（たにやま）…金・モリブデン（閉山）-谷山市錫山
- 仁田鉱山（にた）…金・モリブデン（1911年発見～1945年休山・1950年～1958年閉山）仁田鉱山（株）-屋久島町安房
- 山ケ野鉱山（やまがの）…金・銀（鎌倉時代発見？→1640年～1965年閉山）（株）島津興行-姶良郡横川町
- 郡ケ野鉱山…金・銀（閉山）-揖宿郡頴娃町
- 梅溪鉱山(ばいけい)…金・鉛・モリブデン・タングステン（閉山）-熊毛郡上屋久町
- 大谷鉱山（おおたに）…金・銀・鉛・亜鉛（閉山）-指宿市今和泉町
- 永野鉱山【山ヶ野鉱山】（やまがの）… 金（1953年閉山）- 薩摩郡薩摩町
- 入来鉱山（いりき）…金・銀・テルル（閉山）-薩摩郡入来町
- 牧園鉱山(まきぞの)…黄鉄鉱・硫黄（閉山）-姶良郡牧園町
- 霧島鉱山(きりしま)…黄鉄鉱・硫黄（閉山）-姶良郡牧園町
- 屋久島鉱山（やくしま）…錫・マンガン（閉山）-熊毛郡屋久島町
- 錫山鉱山（すずやま）…錫（1655年11月15日発見～1986年閉山）協和鉱業-谷山市錫山
- 大和鉱山（やまと）…マンガン（閉山）-大島郡大和村
- 石寺鉱山（いしでら）…砂鉄（閉山）-熊毛郡西之表市
- 入来カリオン鉱山（いりき）…カオリナイト（操業中）入来カオリン（有） -薩摩郡入来町
- 入谷鉱山（いりたに）…タングステン（閉山）-熊毛郡上屋久町
- 早崎鉱山（はやざき）…タングステン（1938年～1945年閉山）仁田鉱山（株）-熊毛郡上屋久町
- 宮之浦鉱山…タングステン（閉山-）熊毛郡上屋久町
- 船行浦鉱山…タングステン（閉山-）熊毛郡上屋久町
- 本富鉱山(もっちょむ)…タングステン（閉山）-熊毛郡下屋久町
- 指宿鉱山(いぶすき)…カリオナイト（閉山）-指宿市温湯
- 錫山鉱山（すずやま）…錫（閉山）-鹿児島市福元町
- 日ノ本鉱山鉱山(ひのもと)…アンチモン（閉山）-吹上町
- 早崎鉱山【仁田早崎鉱山】（はやざき）…タングステン・モリブデン・黄銅鉱 （閉山）-上屋久町
- 新硫黄島鉱山（しんいおうじま）… 硫黄・けい石（閉山）南島オパール（株）- 鹿児島郡三島村硫黄島 (鹿児島県)
- 硫黄島鉱山(いおうじま)…硫黄（閉山）-大島郡三島村
- 与論鉱山（よろん）…グアノ燐鉱（閉山）-大島郡与論町

### 沖縄県
- 安和鉱山（あわ）…石灰石 （操業中）琉球セメント-名護市
- 沖大東島（おきだいとうじま）（ラサ島鉱業所）（らさとう）…燐鉱（グアノ）（1944年閉山）ラサ工業- 島尻郡北大東村
- 北大東島（きただいとうじま）…燐鉱（グアノ）（1950年閉山） 大日本製糖→米軍→大東鉱業所-島尻郡北大東村
- 波照間鉱山（はてるま）…燐鉱（閉山）朝日化学肥料-八重山郡竹富町
- 読谷海岸（よみたんかいがん）…白燐（戦前閉山）-沖縄県読谷村読谷海岸

炭鉱
- 西表炭坑（いりおもてたんこう） -八重山郡竹富町
  - 丸三炭鉱（閉山）
  - 南海炭鉱（閉山） 南海炭鉱
  - 三井炭鉱（閉山） 三井物産
  - 沖縄炭鉱（閉山）
  - 琉球炭鉱（閉山）
  - 大倉組炭鉱（閉山） 大倉組
  - 八重山炭鉱（閉山） 尚家
  - 宇多良炭坑（閉山）